# Albi di Linus (1965-1984)
Elenco degli albi di Linus, rivista antologica di fumetti edita dalla Figure, dalla Rizzoli e infine dalla Baldini e Castoldi.
| Indice 1965 1966 1967 1968 1969 1970 1971 1972 1973 1974 1975 1976 1977 1978 1979 1980 1981 1982 1983 1984 |

## 1965
| Nr. | Data pubblicazione | Copertina         |
| --- | ------------------ | ----------------- |
| 1 | Aprile 1965        | Charles M. Schulz |
| - Peanuts: retrospettiva minima I (1950) di Charles M. Schulz (1 pagina) - Peanuts di Charles M. Schulz (10 pagine) - Braccio di Ferro e le Arpìe di Bela Zaboly, Tom Sims (28 pagine) - Ll'l Abner e gli Shtunk Slobboviani di Al Capp (9 pagine) - Krazy Kat di George Herriman (4 pagine) |                    |                   |
| 2 | Maggio 1965        | Charles M. Schulz |
| - Peanuts di Charles M. Schulz (9 pagine) - Peanuts: retrospettiva minima II (1950) di Charles M. Schulz (1 pagina) - Krazy Kat (5 pagine) - Jeff Hawke: I giocattoli immortali di Sydney Jordan (30 pagine) - Peanuts: tavole domenicali di Charles M. Schulz (8 pagine) - Li'l Abner di Al Capp (2 pagine) - La curva di Lesmo (prima parte) di Guido Crepax (3 pagine) |                    |                   |
| 3 | Giugno 1965        | Charles M. Schulz |
| - Peanuts (1964 - 1965) di Charles M. Schulz (8 pagine) - Peanuts: retrospettiva minima III (1950) di Charles M. Schulz (1 pagina) - Krazy Kat di George Herriman (6 pagine) - Li'l Abner di Al Capp (8 pagine) - Peanuts: tavole domenicali di Charles M. Schulz (8 pagine) - Dick Tracy: La voce dell'amore (prima parte) di Chester Gould (16 pagine) - Pogo di Walt Kelly (8 pagine) - La curva di Lesmo (seconda parte) di Guido Crepax (4 pagine) - La pagina dei lettori (1 pagina) |                    |                   |
| 4 | Luglio 1965        | Charles M. Schulz |
| - Peanuts (1964) di Charles M. Schulz (9 pagine) - Peanuts: retrospettiva minima IV (1950) di Charles M. Schulz (1 pagina) - Krazy Kat di George Herriman (5 pagine) - Dick Tracy: La voce dell'amore (seconda parte) di Chester Gould (27 pagine) - Li'l Abner: un matrimonio a Dogpatch di Al Capp (7 pagine) - Pogo di Walt Kelly (4 pagine) - La curva di Lesmo (terza parte) di Guido Crepax (8 pagine) - La pagina dei lettori (1 pagina) |                    |                   |
| 5 | Agosto 1965        | Charles M. Schulz |
| - Peanuts (1964) di Charles M. Schulz (9 pagine) - Peanuts: retrospettiva minima V (1950) di Charles M. Schulz (1 pagina) - Krazy Kat di George Herriman (5 pagine) - Li'l Abner: Progetto Pu di Al Capp (4 pagine) - Li'l Abner: Nomotocar di Al Capp (3 pagine) - Barnaby di Crockett Johnson (8 pagine) - Peanuts: tavole domenicali di Charles M. Schulz (8 pagine) - Pogo di Walt Kelly (6 pagine) - B.C. di Johnny Hart (4 pagine) - Wizard of Id di Brant Parker, Johnny Hart (4 pagine) - Miss Peach di Mell Lazarus (2 pagine) - Girighiz di Enzo Lunari (2 pagine) - La curva di Lesmo (quarta parte) di Guido Crepax (4 pagine) - La pagina dei lettori (1 pagina) |                    |                   |
| 6 | Settembre 1965     | Charles M. Schulz |
| - Peanuts (1964) di Charles M. Schulz (9 pagine) - Peanuts: retrospettiva minima VI (1950) di Charles M. Schulz (1 pagina) - Krazy Kat di George Herriman (5 pagine) - Fearless Fosdick e il caso della sedia Chippendale di Al Capp (26 pagine) - Pogo di Walt Kelly (4 pagine) - Barnaby di Crockett Johnson (4 pagine) - B.C. di Johnny Hart (2 pagine) - La curva di Lesmo (quinta parte) di Guido Crepax (7 pagine) - Girighiz di Enzo Lunari (1 pagina) |                    |                   |
| 7 | Ottobre 1965       | Charles M. Schulz |
| - Peanuts (1964 - 1965) di Charles M. Schulz (9 pagine) - Peanuts: retrospettiva minima VII (1950) di Charles M. Schulz (1 pagina) - Krazy Kat di George Herriman (5 pagine) - Pogo di Walt Kelly (8 pagine) - Peanuts: tavole domenicali di Charles M. Schulz (8 pagine) - Barnaby di Crockett Johnson (4 pagine) - B.C. di Johnny Hart (5 pagine) - Wizard of Id di Brant Parker, Johnny Hart (5 pagine) - Miss Peach di Mell Lazarus (2 pagine) - Girighiz di Enzo Lunari (2 pagine) - Li'l Abner di Al Capp (3 pagine) - La curva di Lesmo (sesta parte) di Guido Crepax (9 pagine) - La pagina dei lettori (1 pagina)                                                    |                    |                   |
| 8 | Novembre 1965      | Charles M. Schulz |
| - Peanuts (1965) di Charles M. Schulz (10 pagine) - Krazy Kat di George Herriman (5 pagine) - Barnaby di Crockett Johnson (5 pagine) - Pogo di Walt Kelly (6 pagine) - B.C. di Johnny Hart (5 pagine) - Wizard of Id di Brant Parker, Johnny Hart (6 pagine) - Girighiz di Enzo Lunari (1 pagina) - La curva di Lesmo (settima ed ultima parte) di Guido Crepax (8 pagine) |                    |                   |
| 9 | Dicembre 1965      | Charles M. Schulz |
| - Linus (1965) di Charles M. Schulz (10 pagine) - Krazy Kat di George Herriman (5 pagine) - Li'l Abner di Al Capp (3 pagine) - Girighiz di Enzo Lunari (1 pagina) - Barnaby di Crockett Johnson (5 pagine) - Topolino e il gatto Nip di Floyd Gottfredson, Yves Duval |                    |                   |

## 1966
| Nr. | Data pubblicazione | Copertina         |
| --- | ------------------ | ----------------- |
| 10 | Gennaio 1966       | Charles M. Schulz |
| - Peanuts (1965) di Charles M. Schulz (8 pagine) - Peanuts - retrospettiva minima VIII (1950) di Charles M. Schulz (2 pagine) - Krazy Cat di George Herriman - Domino nero di Lyman Anderson (15 pagine) - Pogo di Walt Kelly (4 pagine) - B.C. di Johnny Hart (4 pagine) - Wizard of Id di Brant Parker, Johnny Hart (3 pagine) - Li'l Abner di Al Capp (2 pagine) - Girighiz di Enzo Lunari (1 pagina) - Sabrino di Giulio Bergami (1 pagina) |                    |                   |
| 11 | Febbraio 1966      | Al Capp           |
| - Peanuts (1965) di Charles M. Schulz (8 pagine) - Peanuts: retrospettiva minima IX (1950/1951) di Charles M. Schulz (8 pagine) - Krazy Kat di George Herriman (5 pagine) - Li'l Abner: Pronto per Betty di Al Capp (7 pagine) - Pogo di Walt Kelly (6 pagine) - B.C. di Johnny Hart (4 pagine) - Wizard of Id di Brant Parker, Johnny Hart (4 pagine) - Barnaby di Crockett Johnson (5 pagine) - Miss Peach di Mell Lazarus (2 pagine) - Neutron: I sotterranei (prima parte) di Guido Crepax (8 pagine) - Girighiz di Enzo Lunari (2 pagine) |                    |                   |
| 12 | Marzo 1966         | Charles M. Schulz |
| - Peanuts (1965) di Charles M. Schulz (7 pagine) - Peanuts: retrospettiva minima X (1950/1951) di Charles M. Schulz (3 pagine) - Krazy Kat di George Herriman (5 pagine) - Gli Hultrazoom (1 pagina) - Oscar di Dave Rusch - Li'l Abner: Effettivo Abner - Operazione Slobbovia di Al Capp (4 pagine) - Li'l Abner - I pincuscini di Al Capp (3 pagine) - B.C. di Johnny Hart (4 pagine) - The Wizard of Id di Brant Parker, Johnny Hart (4 pagine) - Pogo di Walt Kelly (6 pagine) - Girighiz di Enzo Lunari (1 pagina) - Neutron: I sotterranei (seconda parte) di Guido Crepax (8 pagine) - Sabrino di Giulio Bergami (2 pagine)                                       |                    |                   |
| 13 | Aprile 1966        | Charles M. Schulz |
| - Peanuts (1965) di Charles M. Schulz (7 pagine) - Peanuts: retrospettiva minima XI (1950/1951) di Charles M. Schulz (2 pagine) - Snoopy pilota della I^ guerra mondiale di Charles M. Schulz (5 pagine) - Krazy Kat di George Herriman (5 pagine) - Oscar di Dave Rusch (1 pagina) - Li'l Abner - Plowboy di Al Capp (7 pagine) - Fearless Fossdick - La signora in rosso di Al Capp (5 pagine) - Pogo di Walt Kelly (6 pagine) - B.C. di Johnny Hart (4 pagine) - Wizard of Id di Brant Parker, Johnny Hart (4 pagine) - Girighiz di Enzo Lunari (2 pagine) - Neutron: I sotterranei (terza parte) di Guido Crepax (8 pagine) - Gli Hultrazoom di Gianni Peg (1 pagina) |                    |                   |
| 14 | Maggio 1966        | Charles M. Schulz |
| - Peanuts (1966) di Charles M. Schulz (7 pagine) - Peanuts: retrospettiva minima XII (1950/1951) di Charles M. Schulz (3 pagine) - Krazy Kat di George Herriman (5 pagine) - Girighiz di Enzo Lunari (1 pagina) - Li'l Abner: Sincero Yokum di Al Capp (6 pagine) - Pogo di Walt Kelly (6 pagine) - B.C. di Johnny Hart (4 pagine) - Wizard of Id di Brant Parker, Johnny Hart (4 pagine) - Neutron: I sotterranei (quarta ed ultima parte) di Guido Crepax (14 pagine) - Gli Hultrazoom di Gianni Peg (1 pagina) |                    |                   |
| 15 | Giugno 1966        | Brant Parker      |
| - Peanuts (1966) di Charles M. Schulz (6 pagine) - Peanuts retrospettiva minima XIII (1952/1953) di Charles M. Schulz (2 pagine) - Snoopy pilota della I^ guerra mondiale (2) di Charles M. Schulz (2 pagine) - Krazy Kat di George Herriman (5 pagine) - Audax della pattuglia volante di Allen Dean, Zane Grey (16 pagine) - Li'l Abner: Madame presidente di Al Capp (9 pagine) - Girighiz di Enzo Lunari (1 pagina) - Pogo di Walt Kelly (4 pagine) - B.C. di Johnny Hart (4 pagine) - Wizard of Id di Brant Parker, Johnny Hart (4 pagine) - Gli Hultrazoom di Gianni Peg (1 pagina)                                                                                 |                    |                   |
| 16 | Luglio 1966        | Charles M. Schulz |
| - Peanuts (1966) di Charles M. Schulz (7 pagine) - Peanuts - Retrospettiva minima (1952 / 1953) di Charles M. Schulz (4 pagine) - Krazy Kat di George Herriman (5 pagine) - Li'l Abner: L'ultima trincea di Yokum di Al Capp (2 pagine) - B.C. di Johnny Hart (3 pagine) - Wizard of Id di Brant Parker, Johnny Hart (4 pagine) - Pogo di Walt Kelly (4 pagine) - Dick Tracy: Sparkle Plenty (prima parte) di Chester Gould (21 pagine) - Girighiz di Enzo Lunari (1 pagina) - Eek Meek di Howie Schneider (1 pagina) |                    |                   |
| 17 | Agosto 1966        | Charles M. Schulz |
| - Peanuts di Charles M. Schulz (12 pagine) - Krazy Kat di George Herriman (5 pagine) - Li'l Abner: La disfida di Dogpatch di Al Capp (6 pagine) - B.C. di Johnny Hart (4 pagine) - Wizard of Id di Brant Parker, Johnny Hart (4 pagine) - Pogo di Walt Kelly (4 pagine) - Dick Tracy: Sparkle Plenty (seconda parte) di Chester Gould (18 pagine) - Bristow di Frank Dickens (1 pagina) |                    |                   |
| 18 | Settembre 1966     | Charles M. Schulz |
| - Peanuts di Charles M. Schulz (10 pagine) - Krazy Kat di George Herriman (5 pagine) - Li'l Abner: Il padrone di Fosdick di Al Capp (7 pagine) - B.C. di Johnny Hart (2 pagine) - Wizard of Id di Brant Parker, Johnny Hart (4 pagine) - Dick Tracy: Sparkle Plenty (terza parte) di Chester Gould (20 pagine) - Girighiz di Enzo Lunari (1 pagina) - Fred Basset di Alex Graham (1 pagina) |                    |                   |
| 19 | Ottobre 1966       | Walt Kelly        |
| - Peanuts di Charles M. Schulz (10 pagine) - Peanuts - Retrospettiva minima XV (1952 / 1953) di Charles M. Schulz (2 pagine) - Bristow di Frank Dickens (5 pagine) - Li'l Abner: Operazione Ringo di Al Capp (6 pagine) - Pogo di Walt Kelly (10 pagine) - B.C. di Johnny Hart (4 pagine) - Wizard of Id di Brant Parker, Johnny Hart (4 pagine) - Dick Tracy - Sparkle Plenty (quarta ed ultima parte) di Chester Gould (19 pagine) |                    |                   |
| 20 | Novembre 1966      | Charles M. Schulz |
| - Peanuts di Charles M. Schulz (10 pagine) - Peanuts: retrospettiva minima XVI (1952/1953) di Charles M. Schulz (2 pagine) - Bristow di Frank Dickens (5 pagine) - Li'l Abner: Crepuscolina di Al Capp (11 pagine) - Pogo di Walt Kelly (5 pagine) - B.C. di Johnny Hart (4 pagine) - Wizard of Id di Brant Parker, Johnny Hart (5 pagine) - Le cronache di Fra' Salmastro da Venegone (1) di Enzo Lunari (5 pagine) - The Born Loser di Art Sansom (1 pagina) |                    |                   |
| 21 | Dicembre 1966      | Charles M. Schulz |
| - Peanuts di Charles M. Schulz (10 pagine) - Peanuts: retrospettiva minima XVII (1952/1953) di Charles M. Schulz (2 pagine) - Bristow di Frank Dickens (5 pagine) - Krazy Kat di George Herriman (2 pagine) - Li'l Abner: Superbrodopollkid di Al Capp (12 pagine) - Pogo di Walt Kelly (6 pagine) - B.C. di Johnny Hart (4 pagine) - Wizard of Id di Brant Parker, Johnny Hart (4 pagine) - Pauline McPeril di Jack Rickard, Mell Lazarus (6 pagine) - Girighiz di Enzo Lunari (1 pagina) - Fred Basset di Alex Graham (1 pagina) |                    |                   |

## 1967
| Nr. | Data pubblicazione | Copertina                  |
| --- | ------------------ | -------------------------- |
| 22 | Gennaio 1967       | Charles M. Schulz          |
| - Pippo nel Texas di Benito Jacovitti (8 pagine) - Peanuts (1966) di Charles M. Schulz (10 pagine) - Bristow di Frank Dickens (5 pagine) - Fearless Fosdick: Papà di Al Capp (12 pagine) - B.C. di Johnny Hart (5 pagine) - Wizard of Iz di Brant Parker, Johnny Hart (5 pagine) - Pogo di Walt Kelly (6 pagine) - Pauline McPeril di Jack Rickard, Mell Lazarus (12 pagine) |                    |                            |
| 23 | Febbraio 1967      | Charles M. Schulz          |
| - Peanuts (1966) di Charles M. Schulz (10 pagine) - Bristow di Frank Dickens (5 pagine) - Ll'l Abner: Il puzzolosauro di Al Capp (6 pagine) - Pogo di Walt Kelly (6 pagine) - B.C. di Johnny Hart (4 pagine) - Wizard of Iz di Brant Parker, Johnny Hart (3 pagine) - Pauline McPeril (prima parte) di Jack Rickard, Mell Lazarus (10 pagine) - Le cronache di Fra Salmastro da Venegono (2) di Enzo Lunari (4 pagine) - La vedova di Cefalù di Enzo Lunari (6 pagine) |                    |                            |
| 24 | Marzo 1967         | Charles M. Schulz          |
| - Peanuts (1966) di Charles M. Schulz (10 pagine) - Peanuts - Retrospettiva minima (XVIII) (1952/1953) di Charles M. Schulz (2 pagine) - Bristow di Frank Dickens (5 pagine) - Il Bianconi di Fulvio Bianconi (8 pagine) - Krazy Kat di George Herriman (1 pagina) - Pogo di Walt Kelly (5 pagine) - B.C. di Johnny Hart (4 pagine) - Wizard of Id di Brant Parker, Johnny Hart (5 pagine) - I Segugi (The Seekers) (primo episodio) di Les Lilley, John M. Burns (20 pagine) - Girighiz di Enzo Lunari (2 pagine)                                                                |                    |                            |
| 25 | Aprile 1967        | Johnny Hart                |
| - Il Bianconi 1 - X - 2 di Fulvio Bianconi (1 pagina) - Peanuts (1966) di Charles M. Schulz (10 pagine) - Bristow di Frank Dickens (5 pagine) - Jules Feiffer di Jules Feiffer (4 pagine) - Le avventure di Annibale - 1° - I tre lupini di mare di Augustus Daniels Carter (12 pagine) - Ll'l Abner: Joanie Phoanie di Al Capp (15 pagine) - Pogo di Walt Kelly (6 pagine) - B.C. di Johnny Hart (5 pagine) - Wizard of Id di Brant Parker, Johnny Hart (5 pagine) - Krazy Kat di George Herriman (2 pagine)                                                                     |                    |                            |
| 26 | Maggio 1967        | Charles M. Schulz          |
| - Peanuts di Charles M. Schulz (10 pagine) - Bristow di Frank Dickens (5 pagine) - Jules Feiffer di Jules Feiffer (3 pagine) - Il Bianconi: La farfalla di Fulvio Bianconi (2 pagine) - Krazy Kat di George Herriman (8 pagine) - Li'l Abner: Bullmoose & figlio di Al Capp (18 pagine) - Pogo di Walt Kelly (6 pagine) - B.C. di Johnny Hart (4 pagine) - The Wizard of Id di Brant Parker, Johnny Hart (4 pagine) - Funny Valentine (prima parte) di Guido Crepax (4 pagine) - Girighiz di Enzo Lunari (2 pagine)                                                               |                    |                            |
| 27 | Giugno 1967        | Copi (Raúl Damonte Botana) |
| - La giornata di una sognatrice (due atti di Copi) di Copi (13 pagine) - Peanuts di Charles M. Schulz (11 pagine) - Bristow di Frank Dickens (5 pagine) - Jules Feiffer di Jules Feiffer (2 pagine) - Li'l Abner: la donna lupo di Al Capp (18 pagine) - Pogo di Walt Kelly (6 pagine) - B.C. di Johnny Hart (5 pagine) - The Wizard of Id di Brant Parker, Johnny Hart (4 pagine) - Funny Valentine (seconda parte) di Guido Crepax (1 pagina) - Le cronache di Frà Salmastro da Venegono (3) di Enzo Lunari (1 pagina)                                                          |                    |                            |
| 28 | Luglio 1967        | Charles M. Schulz          |
| - Peanuts (1967) di Charles M. Schulz (11 pagine) - Bristow di Frank Dickens (5 pagine) - Copi di Copi (3 pagine) - Jules Feiffer di Jules Feiffer (3 pagine) - Fearless Fosdick: Alma mater di Al Capp (10 pagine) - Pogo di Walt Kelly (5 pagine) - B.C. di Johnny Hart (3 pagine) - The Wizard of Id di Brant Parker, Johnny Hart (3 pagine) - Funny Valentine (terza parte) di Guido Crepax (3 pagine) - Kerry Drake: Il Ghignetta di Alfred Andriola (20 pagine) - Le metamorfosi di Paola Mazzetti (1 pagina)                                                               |                    |                            |
| 29 | Agosto 1967        | Charles M. Schulz          |
| - Peanuts (1967) di Charles M. Schulz (11 pagine) - Bip & Pip e il portafoglio della macchina (1 pagina) - Bristow di Frank Dickens (7 pagine) - Copi di Copi (3 pagine) - Jules Feiffer di Jules Feiffer (3 pagine) - Theo di Ralph Steadman (8 pagine) - Pogo di Walt Kelly (6 pagine) - B.C. di Johnny Hart (4 pagine) - The Wizard of Id di Brant Parker, Johnny Hart (3 pagine) - I Berretti Verdi di Joe Kubert, Robin Moore (16 pagine) - Girighiz di Enzo Lunari (1 pagina)                                                                                               |                    |                            |
| 30 | Settembre 1967     | Charles M. Schulz          |
| - L'escalation di Jules Feiffer di Jules Feiffer (9 pagine) - Bip & Pip e le frasi fatte (1 pagina) - Peanuts di Charles M. Schulz (10 pagine) - Bristow di Frank Dickens (5 pagine) - Copi di Copi (4 pagine) - Li'l Abner: Bouncy-Belle di Al Capp (26 pagine) - Pogo di Walt Kelly (5 pagine) - B.C. di Johnny Hart (5 pagine) - The Wizard of Id di Brant Parker, Johnny Hart (4 pagine) - Krazy Kat di George Herriman (3 pagine) - Girighiz di Enzo Lunari (1 pagina) |                    |                            |
| 31 | Ottobre 1967       | Jean Claude Forest         |
| - Peanuts di Charles M. Schulz (12 pagine) - Bristow di Frank Dickens (6 pagine) - Copi di Copi (4 pagine) - Jules Feiffer di Jules Feiffer (4 pagine) - Fearless Fosdick: Disco-Agente di Al Capp (9 pagine) - Nuove avventure di Barbarella: Tempo mangiatempo (prima parte) di Jean Claude Forest (9 pagine) - B.C. di Johnny Hart (4 pagine) - The Wizard of Id di Brant Parker, Johnny Hart (3 pagine) - Jeff Hawke: Incognito di Sydney Jordan (5 pagine) - Jeff Hawke: Libertà di Sydney Jordan (5 pagine)                                                                 |                    |                            |
| 32 | Novembre 1967      | Charles M. Schulz          |
| - Peanuts (1967) di Charles M. Schulz (10 pagine) - Bristow di Frank Dickens (5 pagine) - Copi di Copi (4 pagine) - Jules Feiffer di Jules Feiffer (4 pagine) - Nuove avventure di Barbarella: Tempo mangiatempo (seconda parte) di Jean Claude Forest (6 pagine) - Pogo di Walt Kelly (9 pagine) - B.C. di Johnny Hart (4 pagine) - The Wizard of Id di Brant Parker, Johnny Hart (5 pagine) - La rondine dei mari (prima puntata) di Nicholas Afonsky, Brandon Walsh (16 pagine)                                                                                                |                    |                            |
| 33 | Dicembre 1967      | ?                          |
| - Peanuts di Charles M. Schulz (10 pagine) - Bristow di Frank Dickens (9 pagine) - Copi di Copi (4 pagine) - Jules Feiffer di Jules Feiffer (3 pagine) - Nuove avventure di Barbarella: Tempo mangiatempo (terza parte) di Jean Claude Forest (6 pagine) - Il paese Senzanatale di Wallace Allan Wood (5 pagine) - Li'l Abner: L'isola del lupo di Al Capp (13 pagine) - Pogo di Walt Kelly (6 pagine) - B.C. di Johnny Hart (3 pagine) - The Wizard of Id di Brant Parker, Johnny Hart (5 pagine) - Krazy Kat di George Herriman (5 pagine) - Girighiz di Enzo Lunari (1 pagina) |                    |                            |

## 1968
| Nr. | Data pubblicazione | Copertina         |
| --- | ------------------ | ----------------- |
| 34 | Gennaio 1968       | Charles M. Schulz |
| - Peanuts di Charles M. Schulz (12 pagine) - Bristow di Frank Dickens (6 pagine) - Copi di Copi (5 pagine) - Jules Feiffer di Jules Feiffer (5 pagine) - Nuove avventure di Barbarella: Tempo mangiatempo (quarta parte) di Jean Claude Forest (6 pagine) - Pogo di Walt Kelly (6 pagine) - B. C. di Johnny Hart (4 pagine) - The Wizard of Id di Brant Parker, Johnny Hart (4 pagine) - Braccio di Ferro e lo strano potere del Gip (prima parte) di Elzie Crisler Segar (12 pagine) - Barletta (1 pagina) - Girighiz di Enzo Lunari (1 pagina) |                    |                   |
| 35 | Febbraio 1968      | Walt Kelly        |
| - Peanuts (1967) di Charles M. Schulz (10 pagine) - Bristow di Frank Dickens (5 pagine) - Copi di Copi (4 pagine) - Jules Feiffer di Jules Feiffer (2 pagine) - Nuove avventure di Barbarella: Tempo mangiatempo (quinta parte) di Jean Claude Forest (6 pagine) - Li'l Abner - Fharenheit (1967) di Al Capp (10 pagine) - Pogo di Walt Kelly (4 pagine) - B. C. di Johnny Hart (5 pagine) - Moomin di Tove Jansson, Lars Jansson (23 pagine) - Braccio di Ferro e lo strano potere del Gip (seconda parte) di Elzie Crisler Segar (7 pagine) - Girighiz di Enzo Lunari (1 pagina) |                    |                   |
| 36 | Marzo 1968         | Charles M. Schulz |
| - Felix (10 pagine) - Peanuts (1967) di Charles M. Schulz (10 pagine) - Bristow di Frank Dickens (5 pagine) - Copi di Copi (4 pagine) - Jules Feiffer di Jules Feiffer (4 pagine) - Nuove avventure di Barbarella: Tempo mangiatempo (sesta ed ultima parte) di Jean Claude Forest (6 pagine) - Fearless Fosdick - Mrs. "Cozza Nostra" di Al Capp (4 pagine) - Pogo di Walt Kelly (6 pagine) - B. C. di Johnny Hart (3 pagine) - The Wizard of Id di Brant Parker, Johnny Hart (4 pagine) - Jeff Hawke - Consiglio legale di Sydney Jordan, William Patterson (7 pagine) - Braccio di Ferro e lo strano potere del Gip (terza parte) di Elzie Crisler Segar (11 pagine) - Girighiz di Enzo Lunari (2 pagine)                                      |                    |                   |
| 37 | Aprile 1968        | Charles M. Schulz |
| - Peanuts (1968) di Charles M. Schulz (11 pagine) - Bristow di Frank Dickens (7 pagine) - Copi di Copi (3 pagine) - Jules Feiffer di Jules Feiffer (3 pagine) - Barney Google (prima parte) di Billy De Beck (8 pagine) - Li'l Abner - La donna-lupo!! (1945) di Al Capp (15 pagine) - Pogo di Walt Kelly (6 pagine) - B. C. di Johnny Hart (4 pagine) - The Wizard of Id di Brant Parker, Johnny Hart (5 pagine) - Braccio di Ferro e lo strano potere del Gip (quarta parte) di Elzie Crisler Segar (12 pagine) - Girighiz di Enzo Lunari (1 pagina) |                    |                   |
| 38 | Maggio 1968        | Charles M. Schulz |
| - Peanuts (1968) di Charles M. Schulz (10 pagine) - Bristow di Frank Dickens (4 pagine) - Nicola Biggelow di Frank Dickens (4 pagine) - Copi di Copi (4 pagine) - Jules Feiffer di Jules Feiffer (2 pagine) - Barney Google (seconda parte) di Billy De Beck (8 pagine) - Pogo di Walt Kelly (6 pagine) - B. C. di Johnny Hart (5 pagine) - The Wizard of Id di Brant Parker, Johnny Hart (3 pagine) - Little Orphan Annie di Harold Gray (15 pagine) - Manuel di Renato Calligaro (2 pagine) - Supercar di Claude Lacroix, Jaques Lob (9 pagine) - Hibernasconi di Franco Cavani (5 pagine) |                    |                   |
| 39 | Giugno 1968        | Charles M. Schulz |
| - Peanuts (1968) di Charles M. Schulz (10 pagine) - Bristow di Frank Dickens (4 pagine) - Nicola Biggelow di Frank Dickens (4 pagine) - Copi di Copi (4 pagine) - Jules Feiffer di Jules Feiffer (3 pagine) - Barney Google (terza parte) di Billy De Beck (8 pagine) - Li'l Abner - Il Premier di Bottumala di Al Capp (11 pagine) - Pogo di Walt Kelly (6 pagine) - B. C. di Johnny Hart (4 pagine) - The Wizard of Id di Brant Parker, Johnny Hart (4 pagine) - Il duplice delitto della via Morgue di Guido Crepax (7 pagine) - Hibernasconi di Franco Cavani (2 pagine) - Manuel di Renato Calligaro (2 pagine) - Braccio di Ferro e il piccolo Pisello (prima parte) di Elzie Crisler Segar (6 pagine) - Girighiz di Enzo Lunari (1 pagina) |                    |                   |
| 40 | Luglio 1968        | Charles M. Schulz |
| - Peanuts (1968) di Charles M. Schulz (10 pagine) - Bristow di Frank Dickens (5 pagine) - Copi di Copi (10 pagine) - Jules Feiffer di Jules Feiffer (2 pagine) - Pogo di Walt Kelly (6 pagine) - Hit-parade di Georges Wolinski (2 pagine) - B. C. di Johnny Hart (4 pagine) - The Wizard of Id di Brant Parker, Johnny Hart (3 pagine) - Ulysse (prima parte) di George Pichard, Jaques Lob (16 pagine) - Manuel di Renato Calligaro (2 pagine) - Braccio di Ferro e il piccolo Pisello (seconda parte) di Elzie Crisler Segar (6 pagine) - Girighiz di Enzo Lunari (1 pagina) |                    |                   |
| 41 | Agosto 1968        | Charles M. Schulz |
| - Peanuts (1963) di Charles M. Schulz (10 pagine) - Bristow di Frank Dickens (4 pagine) - Copi di Copi (5 pagine) - Jules Feiffer di Jules Feiffer (3 pagine) - Li'l Abner - Collaudatore-capo (1968) di Al Capp (12 pagine) - B. C. di Johnny Hart (3 pagine) - The Wizard of Id di Brant Parker, Johnny Hart (4 pagine) - La nube purpurea di Dino Battaglia (20 pagine) - Ermogene di Alberto Fremura (10 pagine) - Braccio di Ferro e il piccolo Pisello (terza ed ultima parte) di Elzie Crisler Segar (5 pagine) - Girighiz di Enzo Lunari (1 pagina) |                    |                   |
| 42 | Settembre 1968     | Brant Parker      |
| - Peanuts (1968) di Charles M. Schulz (10 pagine) - Nicola Biggelow di Frank Dickens (4 pagine) - Copi di Copi (4 pagine) - Jules Feiffer di Jules Feiffer (2 pagine) - Fearless Fosdick - Fearless ha paura!! di Al Capp (7 pagine) - Pogo - Una rima per "Genio" (1952) di Walt Kelly (8 pagine) - B. C. di Johnny Hart (3 pagine) - The Wizard of Id di Brant Parker, Johnny Hart (4 pagine) - Abbie and Slats - Il Principe di Borania di Dick Van Buren, Raeburn Van Buren (17 pagine) - Moomin - In famiglia di Lars Jansson, Tove Jansson (17 pagine) - Le cronache di Frà Salmastro da Venegono (4) di Enzo Lunari (9 pagine) - Manuel di Renato Calligaro (1 pagina)                                                                     |                    |                   |
| 43 | Ottobre 1968       | Al Capp           |
| - Peanuts (1968) di Charles M. Schulz (10 pagine) - Nicola Biggelow di Frank Dickens (4 pagine) - Copi di Copi (3 pagine) - Jules Feiffer di Jules Feiffer (3 pagine) - Li'l Abner - Ancora Shmoo!! (1967-68) di Al Capp (11 pagine) - B. C. di Johnny Hart (4 pagine) - The Wizard of Id di Brant Parker, Johnny Hart (3 pagine) - Krazy Kat di George Herriman (5 pagine) - The Spirit di Will Eisner (14 pagine) - Manuel di Renato Calligaro (1 pagina) - Braccio di Ferro sulla nave dei fantasmi (primo episodio) di Elzie Crisler Segar (17 pagine) - Girighiz di Enzo Lunari (1 pagina) - Maglierie Benetton di Copi (1 pagina) |                    |                   |
| 44 | Novembre 1968      | Charles M. Schulz |
| - Peanuts (1968) di Charles M. Schulz (10 pagine) - Bristow di Frank Dickens (6 pagine) - Copi di Copi (2 pagine) - Jules Feiffer di Jules Feiffer (3 pagine) - Li'l Abner - La coppia più bella del mondo (1968) di Al Capp (11 pagine) - Pogo di Walt Kelly (6 pagine) - B. C. di Johnny Hart (4 pagine) - The Wizard of Id di Brant Parker, Johnny Hart (3 pagine) - Il mondo di Beetle Bailey - 1° - Zero di Mort Walker (10 pagine) - Jeff Hawke - Il biscazziere di Sydney Jordan (15 pagine) - Girighiz di Enzo Lunari (2 pagine) |                    |                   |
| 45 | Dicembre 1968      | Charles M. Schulz |
| - Peanuts (1968) di Charles M. Schulz (10 pagine) - Nicola Biggelow di Frank Dickens (7 pagine) - Copi di Copi (4 pagine) - Jules Feiffer di Jules Feiffer (4 pagine) - Bristow di Frank Dickens (2 pagine) - Pogo di Walt Kelly (6 pagine) - Li'l Abner - Il matrimonio di Li'l Abner di Al Capp (8 pagine) - B. C. di Johnny Hart (4 pagine) - The Wizard of Id di Brant Parker, Johnny Hart (6 pagine) - Beetle Bailey - 2° di Mort Walker (2 pagine) - Il Re Peste di Dino Battaglia (8 pagine) - Funny Valentine: The lady is a tramp (quarta parte) di Guido Crepax (2 pagine) - La cucina di Poldo - 1937 di Elzie Crisler Segar (5 pagine) - Girighiz di Enzo Lunari (3 pagine)                                                           |                    |                   |

## 1969
| Nr. | Data pubblicazione | Copertina         |
| --- | ------------------ | ----------------- |
| 46 | Gennaio 1969       | Guido Crepax      |
| - Peanuts di Charles M. Schulz (10 pagine) - Bristow di Frank Dickens (8 pagine) - Copi di Copi (4 pagine) - Julies Feiffer di Jules Feiffer (4 pagine) - Funny Valentine - Oh, no! John! (quinta ed ultima parte) di Guido Crepax (4 pagine) - Li'l Abner: Sadie Hawkins Day!! di Al Capp (12 pagine) - Pogo di Walt Kelly (6 pagine) - B.C. di Johnny Hart (5 pagine) - Wizard of Id di Brant Parker, Johnny Hart (3 pagine) - Krazy Kat di George Herriman (9 pagine) - Theo di Ralph Steadman (4 pagine) - Braccio di Ferro e Susanna (prima parte) di Elzie Crisler Segar (11 pagine) - Manuel di Renato Calligaro (1 pagina)                                            |                    |                   |
| 47 | Febbraio 1969      | Charles M. Schulz |
| - Peanuts di Charles M. Schulz (10 pagine) - Bristow di Frank Dickens (7 pagine) - Copi di Copi (3 pagine) - Jules Feiffer di Jules Feiffer (3 pagine) - Li'l Abner di Al Capp (3 pagine) - Pogo di Walt Kelly (6 pagine) - B.C. di Johnny Hart (3 pagine) - The Wizard of Id di Brant Parker, Johnny Hart (5 pagine) - Dropouts di Howard Post (6 pagine) - Theo di Ralph Steadman (4 pagine) - Racconto utile di Georges Blondaux (4 pagine) - Braccio di Ferro e Susanna (seconda parte) di Elzie Crisler Segar (8 pagine) - Girighiz di Enzo Lunari (3 pagine) |                    |                   |
| 48 | Marzo 1969         | Charles M. Schulz |
| - Peanuts di Charles M. Schulz (10 pagine) - Bristow di Frank Dickens (6 pagine) - Copi di Copi (3 pagine) - Jules Feiffer di Jules Feiffer (4 pagine) - Li'l Abner: Il banana originale di Al Capp (8 pagine) - Pogo di Walt Kelly (6 pagine) - B.C. di Johnny Hart (3 pagine) - The Wizard of Id di Brant Parker, Johnny Hart (3 pagine) - Crazy Kat di George Herriman (8 pagine) - Dropouts di Howard Post (6 pagine) - Theo di Ralph Steadman (4 pagine) - Braccio di Ferro e Susanna (terza parte) di Elzie Crisler Segar (17 pagine) |                    |                   |
| 49 | Aprile 1969        | Charles M. Schulz |
| - Peanuts di Charles M. Schulz (8 pagine) - Bristow di Frank Dickens (6 pagine) - Copi di Copi (5 pagine) - Jules Feiffer di Jules Feiffer (4 pagine) - Li'l Abner: Mister cazzotto dell'anno di Al Capp (9 pagine) - B.C. di Johnny Hart (3 pagine) - The Wizard of Id di Brant Parker, Johnny Hart (4 pagine) - La guerra contro Tenebrax di George Pichard, Jaques Lob (20 pagine) - Dropouts di Howard Post (6 pagine) - Theo di Ralph Steadman (4 pagine) - Braccio di Ferro e Susanna (quarta parte) di Elzie Crisler Segar (9 pagine) |                    |                   |
| 50 | Maggio 1969        | Charles M. Schulz |
| - L'armatura nuova dell'imperatore di Bob Blechman (7 pagine) - Peanuts di Charles M. Schulz (10 pagine) - Bristow di Frank Dickens (6 pagine) - Copi di Copi (2 pagine) - Jules Feiffer di Jules Feiffer (5 pagine) - Pogo di Walt Kelly (4 pagine) - La caduta della casa degli Usher di Dino Battaglia (9 pagine) - Li'l Abner: Viva le Patriotas! di Al Capp - B.C. di Johnny Hart (3 pagine) - The Wizard of Id di Brant Parker, Johnny Hart (3 pagine) - Dropouts di Howard Post (6 pagine) - Theo di Ralph Steadman (4 pagine) - Braccio di Ferro e Susanna (quinta puntata) di Elzie Crisler Segar (11 pagine)                                                        |                    |                   |
| 51 | Giugno 1969        | Charles M. Schulz |
| - Peanuts di Charles M. Schulz (10 pagine) - Bristow di Frank Dickens (6 pagine) - Copi di Copi (4 pagine) - Jules Feiffer di Jules Feiffer (4 pagine) - Krazy Kat di George Herriman (9 pagine) - Filippo e Valentina di Guido Crepax (5 pagine) - Li'l Abner di Al Capp (8 pagine) - Pogo di Walt Kelly (6 pagine) - B.C. di Johnny Hart (4 pagine) - The Wizard of Id di Brant Parker, Johnny Hart (4 pagine) - Dropouts di Howard Post (6 pagine) - Theo di Ralph Steadman (4 pagine) - Braccio di Ferro e Susanna (sesta ed ultima puntata) di Elzie Crisler Segar (11 pagine)                                                                                           |                    |                   |
| 52 | Luglio 1969        | Charles M. Schulz |
| - Peanuts di Charles M. Schulz (10 pagine) - Bristow di Frank Dickens (6 pagine) - Jules Feiffer di Jules Feiffer (3 pagine) - Pogo di Walt Kelly (6 pagine) - Jaff di James Frankfort (8 pagine) - B.C. di Johnny Hart (6 pagine) - The Wizard of Id di Brant Parker, Johnny Hart (2 pagine) - Dropouts di Howard Post (7 pagine) - Dick Tracy: Cassette di sicurezza di Chester Gould (26 pagine) |                    |                   |
| 53 | Agosto 1969        | Charles M. Schulz |
| - Peanuts di Charles M. Schulz (10 pagine) - Bristow di Frank Dickens (6 pagine) - Copi di Copi (3 pagine) - Feiffer di Jules Feiffer (4 pagine) - Fearless Fosdick: Il braccio della morte di Al Capp (13 pagine) - Pogo di Walt Kelly (4 pagine) - B.C. di Johnny Hart (7 pagine) - Wizard of Id di Brant Parker, Johnny Hart (4 pagine) - Asmodeu di Jean Alessandrini (5 pagine) - Dropouts di Howard Post (6 pagine) - Theo di Ralph Steadman (4 pagine) - Le macchine di Vaughn Bodé (8 pagine) |                    |                   |
| 54 | Settembre 1969     | Frank Dickens     |
| - Peanuts di Charles M. Schulz (10 pagine) - Bristow di Frank Dickens (9 pagine) - Copi di Copi (3 pagine) - Feiffer di Jules Feiffer (4 pagine) - Pogo di Walt Kelly (6 pagine) - Li'l Abner: Un'amabile persona di Al Capp (13 pagine) - B.C. di Johnny Hart (6 pagine) - Wizard of Id di Brant Parker, Johnny Hart (2 pagine) - Dropouts di Howard Post (6 pagine) - Moomin di Tove Jansson, Lars Jansson (21 pagine) |                    |                   |
| 55 | Ottobre 1969       | Charles M. Schulz |
| - Peanuts di Charles M. Schulz (10 pagine) - Krazy Kat di George Herriman (6 pagine) - Copi di Copi (2 pagine) - Feiffer di Jules Feiffer (4 pagine) - Li'l Abner: Terremoto MCGoon di Al Capp (11 pagine) - Lady Ligeia di Dino Battaglia (8 pagine) - Pogo di Walt Kelly (6 pagine) - B.C. di Johnny Hart (3 pagine) - Wizard of Id di Brant Parker, Johnny Hart (2 pagine) - Dropouts di Howard Post (5 pagine) - La calata di Mac Similiano XXXVI (prima parte) di Guido Crepax (6 pagine) - Theo di Ralph Steadman (4 pagine) - Buck Ryan: Caccia all'uomo di Jack Monk (22 pagine)                                                                                      |                    |                   |
| 56 | Novembre 1969      | Charles M. Schulz |
| - Peanuts di Charles M. Schulz (10 pagine) - Bristow di Frank Dickens (6 pagine) - Copi di Copi (2 pagine) - Feiffer di Jules Feiffer (4 pagine) - Li'l Abner: Btfsplk in città di Al Capp (7 pagine) - B.C. di Johnny Hart (4 pagine) - Wizard of Id di Brant Parker, Johnny Hart (5 pagine) - La calata di Mac Similiano XXXVI (seconda parte) di Guido Crepax (6 pagine) - Pogo di Walt Kelly (5 pagine) - Bertoldo di Gianni Pegoraro (14 pagine) - Dropouts di Howard Post (6 pagine) - Braccio di Ferro sulla nave dei fantasmi (seconda parte) di Elzie Crisler Segar (17 pagine)                                                                                      |                    |                   |
| 57 | Dicembre 1969      | Charles M. Schulz |
| - Peanuts di Charles M. Schulz (10 pagine) - Bristow di Frank Dickens (8 pagine) - Copi di Copi (2 pagine) - Feiffer di Jules Feiffer (4 pagine) - Luna Toon (2 pagine) - Xmas di Bob Blechman (12 pagine) - Li'l Abner: Alta cucina di Al Capp (13 pagine) - La malizia del diavolo di Dino Battaglia (4 pagine) - B.C. di Johnny Hart (5 pagine) - The Wizard of Id di Brant Parker, Johnny Hart (3 pagine) - La calata di Mac Similiano XXXVI (terza parte) di Guido Crepax (6 pagine) - Dropouts di Howard Post (5 pagine) - Braccio di Ferro: La nave dei fantasmi (terza parte) di Elzie Crisler Segar (10 pagine) - Tavola senza titolo di Renato Calligaro (1 pagina) |                    |                   |

## 1970
| Nr. | Data pubblicazione | Copertina                  |
| --- | ------------------ | -------------------------- |
| 58 | Gennaio 1970       | Charles M. Schulz          |
| - Peanuts di Charles M. Schulz (10 pagine) - Bristow di Frank Dickens (6 pagine) - Copi di Copi (3 pagine) - Feiffer di Jules Feiffer (4 pagine) - Fearless Fosdick di Al Capp (7 pagine) - Pogo di Walt Kelly (5 pagine) - La calata di Mac Similiano XXXVI (quarta parte) di Guido Crepax (6 pagine) - B.C. di Johnny Hart (4 pagine) - Wizard of Id di Brant Parker, Johnny Hart (4 pagine) - Dropouts di Howard Post (4 pagine) - Aghardi (prima parte) di Enric Siò (16 pagine) - Braccio di Ferro: La nave dei fantasmi (quarta parte) di Elzie Crisler Segar (8 pagine)                                                                                              |                    |                            |
| 59 | Febbraio 1970      | Charles M. Schulz          |
| - Peanuts di Charles M. Schulz (10 pagine) - Bristow di Frank Dickens (6 pagine) - Copi di Copi (3 pagine) - Feiffer di Jules Feiffer (3 pagine) - Mr. Natural va in città di Robert Crumb (6 pagine) - Pogo di Walt Kelly (6 pagine) - Omaggio a Lovecraft di Dino Battaglia (12 pagine) - B.C. di Johnny Hart (4 pagine) - Wizard of Id di Brant Parker, Johnny Hart (5 pagine) - La calata di Mac Similiano XXXVI (quinta parte) di Guido Crepax (6 pagine) - Dropauts di Howard Post (5 pagine) - Braccio di Ferro: La nave dei fantasmi (quinta ed ultima parte) di Elzie Crisler Segar (13 pagine)                                                                    |                    |                            |
| 60 | Marzo 1970         | Copi (Raúl Damonte Botana) |
| - Peanuts di Charles M. Schulz (10 pagine) - Bristow di Frank Dickens (6 pagine) - Copi di Copi (4 pagine) - Feiffer di Jules Feiffer (2 pagine) - The Man di Vaughn Bodé (3 pagine) - Pogo di Walt Kelly (5 pagine) - Li'l Abner - Sadie Hawkins Day!! di Al Capp (15 pagine) - La calata di Mac Similiano XXXVI (sesta parte) di Guido Crepax (6 pagine) - B.C. di Johnny Hart (3 pagine) - Wizard of Id di Brant Parker, Johnny Hart (2 pagine) - Jeff Hawke: Lo spettro (The Poltergeist) di Sydney Jordan (21 pagine) |                    |                            |
| 61 | Aprile 1970        | Charles M. Schulz          |
| - Peanuts di Charles M. Schulz (10 pagine) - Bristow di Frank Dickens (6 pagine) - Copi di Copi (3 pagine) - Feiffer di Jules Feiffer (3 pagine) - Mr. Natural nella Valle della Morte di Robert Crumb (5 pagine) - Li'l Abner: Zack Sorriso di Al Capp (5 pagine) - Pogo di Walt Kelly (6 pagine) - B.C. di Johnny Hart (3 pagine) - Wizard of Id di Brant Parker, Johnny Hart (5 pagine) - Totentanz di Dino Battaglia (8 pagine) - Dropauts di Howard Post (6 pagine) - Theo di Ralph Steadman (4 pagine) - Krazy Kat di George Herriman (6 pagine) |                    |                            |
| 62 | Maggio 1970        | Charles M. Schulz          |
| - Peanuts di Charles M. Schulz (10 pagine) - Bristow di Frank Dickens (6 pagine) - Copi di Copi (2 pagine) - Feiffer di Jules Feiffer (3 pagine) - Il Conte di piombo di Hector Sapia (4 pagine) - Pogo di Walt Kelly (6 pagine) - B.C. di Johnny Hart (4 pagine) - Wizard of Id di Brant Parker, Johnny Hart (4 pagine) - Olimpia di Dino Battaglia, Ernst Theodor Amadeus Hoffmann (8 pagine) - Dropouts di Howard Post (7 pagine) - Tenebrax a Milano di George Pichard, Jaques Lob (20 pagine) - Krazy Kat di George Herriman (5 pagine) |                    |                            |
| 63 | Giugno 1970        | Charles M. Schulz          |
| - Peanuts di Charles M. Schulz (10 pagine) - Bristow di Frank Dickens (6 pagine) - Copi di Copi (3 pagine) - Feiffer di Jules Feiffer (4 pagine) - Braccio di Ferro: Un oste ingenuo - Poldo è insaziabile - Poldo se la cava sempre - Poldo ha un nemico - Il Sandwich di Poldo di Elzie Crisler Segar (5 pagine) - Li'l Abner: Mestolo Charleston di Al Capp (10 pagine) - Il Conte di Piombo di Hector Sapia (11 pagine) - B.C. di Johnny Hart (3 pagine) - Wizard of Id di Brant Parker, Johnny Hart (4 pagine) - Pogo di Walt Kelly (6 pagine) - Theo di Ralph Steadman (3 pagine) - Dropouts di Howard Post (6 pagine) - Krazy Kat di George Herriman (7 pagine)      |                    |                            |
| 64 | Luglio 1970        | Chester Gould              |
| - Peanuts di Charles M. Schulz (10 pagine) - Bristow di Frank Dickens (6 pagine) - Copi di Copi (4 pagine) - Feiffer di Jules Feiffer (4 pagine) - La casa disabitata di Ernst Theodor Amadeus Hoffmann (11 pagine) - Mr. Natural di Robert Crumb (5 pagine) - Pogo di Walt Kelly (6 pagine) - B.C. di Johnny Hart (3 pagine) - Wizard of Id di Brant Parker, Johnny Hart (3 pagine) - Dropouts di Howard Post (8 pagine) - Dick Tracy: Moon Maid (prima parte) di Chester Gould (13 pagine) - Krazy Kat di George Herriman (9 pagine) |                    |                            |
| 65 | Agosto 1970        | ?                          |
| - Peanuts di Charles M. Schulz (10 pagine) - Bristow di Frank Dickens (6 pagine) - Copi di Copi (3 pagine) - Feiffer di Jules Feiffer (3 pagine) - B.C. di Johnny Hart (4 pagine) - Wizard of Iz di Brant Parker, Johnny Hart (3 pagine) - La rondine dei mari (seconda parte) di Nicholas Afonsky, Brandon Walsh (17 pagine) - Dropauts di Howard Post (6 pagine) - Dick Tracy: Moon Maid (seconda parte) di Chester Gould (14 pagine) - Mr. Natura: L'uomo dell'Affaganistan di Robert Crumb (2 pagine) - Braccio di Ferro e il temibile fuorilegge di Elzie Crisler Segar (31 pagine)                                                                                    |                    |                            |
| 66 | Settembre 1970     | Charles M. Schulz          |
| - Peanuts di Charles M. Schulz (10 pagine) - Bristow di Frank Dickens (8 pagine) - Copi di Copi (2 pagine) - Feiffer (3 pagine) - Una parola grossa di Frank Dickens (2 pagine) - Li'l Abner: Lo spedale "Cornu-Copia" di Al Capp (7 pagine) - Moomin e i marziani di Tove Jansson, Lars Jansson (17 pagine) - Pogo di Walt Kelly (6 pagine) - B.C. di Johnny Hart (4 pagine) - Wizard of Id di Brant Parker, Johnny Hart (3 pagine) - Dick Tracy: Moon Maid (terza parte) di Chester Gould (14 pagine) - Picnic di Terence Parkes (1 pagina) |                    |                            |
| 67 | Ottobre 1970       | Charles M. Schulz          |
| - Biggelow di Frank Dickens (2 pagine) - Peanuts di Charles M. Schulz (10 pagine) - Bristow di Frank Dickens (6 pagine) - Copi di Copi (2 pagine) - Feiffer di Jules Feiffer (4 pagine) - The Man di Vaughn Bodé (6 pagine) - Fearless Fosdick: Torta d'angelo di Al Capp (10 pagine) - B.C. di Johnny Hart (3 pagine) - Wizard of Id di Brant Parker, Johnny Hart (4 pagine) - Jeff Hawke: L'astronave misteriosa di Sydney Jordan (15 pagine) - Abramo & figlio di Bob Blechman (4 pagine) - Dick Tracy: Moon Maid (quarta parte) di Chester Gould (8 pagine) - Sally Banana di Charles Barsotti (3 pagine)                                                               |                    |                            |
| 68 | Novembre 1970      | Guido Crepax               |
| - Sally Banana di Charles Barsotti (2 pagine) - Peanuts di Charles M. Schulz (10 pagine) - Bristow di Frank Dickens (6 pagine) - Copi di Copi (3 pagine) - Feiffer di Jules Feiffer (3 pagine) - Pogo di Walt Kelly (6 pagine) - Li'l Abner: La muffetteria di Al Capp (14 pagine) - La prova del fuoco (prima parte) di Dino Battaglia (9 pagine) - Dick Tracy: Moon Maid (quinta parte) di Chester Gould (9 pagine) - Il castello di Valentina di Guido Crepax (13 pagine) - Il gioco di Filippo e Valentina di Guido Crepax (2 pagine) - B.C. di Johnny Hart (2 pagine) - Wizard of Id di Brant Parker, Johnny Hart (2 pagine) - Krazy Kat di George Herriman (3 pagine) |                    |                            |
| 69 | Dicembre 1970      | Charles M. Schulz          |
| - Peanuts di Charles M. Schulz (10 pagine) - Copi di Copi (7 pagine) - Bristow di Frank Dickens (8 pagine) - La piccola fiammiferaia di Bob Blechman (3 pagine) - Feiffer di Jules Feiffer (2 pagine) - Li'l Abner di Al Capp (9 pagine) - Pogo di Walt Kelly (6 pagine) - Dick Tracy: Moon Maid (sesta ed ultima parte) di Chester Gould (8 pagine) - La prova del fuoco (seconda parte) di Dino Battaglia (5 pagine) - B.C. di Johnny Hart (3 pagine) - Wizard of Iz di Brant Parker, Johnny Hart (2 pagine) - Il manoscritto trovato in una carrozzella di Guido Crepax (10 pagine) - Krazy Kat di George Herriman (3 pagine)                                            |                    |                            |

## 1971
| Nr. | Data pubblicazione | Copertina         |
| --- | ------------------ | ----------------- |
| 70 | Gennaio 1971       | Charles M. Schulz |
| - Peanuts di Charles M. Schulz (10 pagine) - Bristow di Frank Dickens (6 pagine) - Copi di Copi (3 pagine) - Feiffer di Jules Feiffer (5 pagine) - Pogo di Walt Kelly (4 pagine) - Li'l Abner: Lo Pfschlngg di Chester Gould (10 pagine) - Mattino, pomeriggio, sera... Gli scampati del vento (prima parte) di Jean Claude Forest (10 pagine) - B.C. di Johnny Hart (5 pagine) - Wizard of Id di Brant Parker, Johnny Hart (5 pagine) - Dick Tracy: Segatura (prima parte) di Chester Gould (9 pagine) |                    |                   |
| 71 | Febbraio 1971      | Charles M. Schulz |
| - Peanuts di Charles M. Schulz (10 pagine) - Bristow di Frank Dickens (6 pagine) - Copi di Copi (3 pagine) - Feiffer di Jules Feiffer (4 pagine) - Pogo di Walt Kelly (8 pagine) - Le avventure orticole del cetriolo mascherato di Nikita Mandryka (2 pagine) - Captain Easy: Il caso dell'opale di Bill Crooks, Jim Lawrence (16 pagine) - Fearless Fossdick - La glandola E.P.B. di Al Capp (6 pagine) - Mattina, pomeriggio, sera: Gli scampati nel vento (seconda parte) di Jean Claude Forest (10 pagine) - B.C. di Johnny Hart (3 pagine) - Wizard of Id di Brant Parker, Johnny Hart (3 pagine) - Dick Tracy: Segatura (seconda parte) di Chester Gould (10 pagine) |                    |                   |
| 72 | Marzo 1971         | Walt Kelly        |
| - Peanuts di Charles M. Schulz (10 pagine) - Bristow di Frank Dickens (12 pagine) - Copi di Copi (3 pagine) - Feiffer di Jules Feiffer (3 pagine) - Li'l Abner va al college! di Chester Gould (17 pagine) - Pogo di Walt Kelly (6 pagine) - Dick Tracy: Segatura (terza parte) di Chester Gould (13 pagine) |                    |                   |
| 73 | Aprile 1971        | Charles M. Schulz |
| - Peanuts di Charles M. Schulz (10 pagine) - Bristow di Frank Dickens (12 pagine) - Copi di Copi (3 pagine) - Pogo di Walt Kelly (7 pagine) - Braccio di Ferro: I panini di Barbaspina di Elzie Crisler Segar (2 pagine) - Feiffer di Jules Feiffer (5 pagine) - S'matter Pop?: Nostalgia (8 pagine) - L'il Abner: Il favoloso tirasole di Al Capp (10 pagine) - B.C. di Johnny Hart (5 pagine) - Wizard of Id di Brant Parker, Johnny Hart (5 pagine) - Jeff Hawke: S.O.S. dallo spazio di Sydney Jordan (20 pagine) |                    |                   |
| 74 | Maggio 1971        | Charles M. Schulz |
| - Peanuts di Charles M. Schulz (10 pagine) - Bristow di Frank Dickens (12 pagine) - Copi: Susanna di Copi (8 pagine) - Feiffer di Jules Feiffer (2 pagine) - Pogo di Walt Kelly (6 pagine) - Il Golem di Dino Battaglia (14 pagine) - B.C. di Johnny Hart (2 pagine) - Wizard of Id di Brant Parker, Johnny Hart (3 pagine) - Jeff Hawke: Tragedia su Altair IV (Rescue Party) di Sydney Jordan (23 pagine) |                    |                   |
| 75 | Giugno 1971        | Charles M. Schulz |
| - Due polli per Felix di Patrick Sullivan (2 pagine) - Peanuts di Charles M. Schulz (10 pagine) - Bristow di Frank Dickens (12 pagine) - Copi di Copi (5 pagine) - Feiffer di Jules Feiffer (4 pagine) - Povere bestie (Animal Crackers) di Roger Bollen (4 pagine) - Chi ha paura di Baba Yaga? di Guido Crepax (4 pagine) - Li'l Abner: Punto bollente di Al Capp (9 pagine) - Pogo di Walt Kelly (5 pagine) - B.C. di Johnny Hart (3 pagine) - Wizard of Id di Brant Parker, Johnny Hart (3 pagine) - Mattino, pomeriggio, sera... (secondo episodio) di Jean Claude Forest (20 pagine)                                                                                  |                    |                   |
| 76 | Luglio 1971        | Frank Dickens     |
| - Peanuts di Charles M. Schulz (10 pagine) - Bristow di Frank Dickens (6 pagine) - Copi: Il matrimonio di Copi (4 pagine) - Feiffer di Jules Feiffer (6 pagine) - Paulette 1 (primo episodio - prima parte) di George Pichard, Georges Wolinski (7 pagine) - Pogo di Walt Kelly (4 pagine) - Dropauts di Howard Post (14 pagine) - B.C. di Johnny Hart (2 pagine) - Wizard of Id di Brant Parker, Howard Post (3 pagine) - Buck Ryan: Il caso dell'eroe pauroso di Jack Monk (24 pagine) |                    |                   |
| 77 | Agosto 1971        | Charles M. Schulz |
| - Peanuts di Charles M. Schulz (12 pagine) - Bristow di Frank Dickens (6 pagine) - Povere bestie (Animal Crackers) di Roger Bollen (3 pagine) - Paulette 2 (primo episodio - seconda parte) di George Pichard, Georges Wolinski (7 pagine) - Feiffer di Jules Feiffer (4 pagine) - Li'l Abner: Difettina Yokum di Al Capp (5 pagine) - Dropauts di Howard Post (7 pagine) - B.C. di Johnny Hart (6 pagine) - Wizard of Id di Brant Parker, Johnny Hart (4 pagine) - Moomin di Tove Jansson, Lars Jansson (13 pagine) - Braccio di Ferro e gli svaligiatori della miniera d'oro di Elzie Crisler Segar (31 pagine)                                                           |                    |                   |
| 78 | Settembre 1971     | Charles M. Schulz |
| - Peanuts di Charles M. Schulz (10 pagine) - Nicola Biggelow di Frank Dickens (10 pagine) - Copi di Copi (4 pagine) - Feiffer di Jules Feiffer (4 pagine) - Paulette 3 (primo episodio - terza parte) di George Pichard, Georges Wolinski (7 pagine) - Pogo di Walt Kelly (8 pagine) - B.C. di Johnny Hart (4 pagine) - Wizard of Id di Brant Parker, Johnny Hart (4 pagine) - Dropouts di Howard Post (2 pagine) - Jeff Hawke: Il libro dei mondi di Sydney Jordan (25 pagine) - Striker di Frank Dickens (3 pagine) |                    |                   |
| 79 | Ottobre 1971       | Charles M. Schulz |
| - Peanuts di Charles M. Schulz (10 pagine) - Bristow di Frank Dickens (12 pagine) - Feiffer di Jules Feiffer (5 pagine) - Sita di Simone Albrigi (5 pagine) - Pogo di Walt Kelly (6 pagine) - Li'l Abner: Mascolo Stanley di Al Capp (11 pagine) - B.C. di Johnny Hart (3 pagine) - The Wizard of Iz di Brant Parker, Johnny Hart (6 pagine) - Paulette 4 (primo episodio - quarta parte) di George Pichard, Georges Wolinski (7 pagine) - Mattino, pomeriggio. sera... (3º episodio) di Jean Claude Forest (20 pagine) |                    |                   |
| 80 | Novembre 1971      | Charles M. Schulz |
| - Peanuts di Charles M. Schulz (10 pagine) - Bristow di Frank Dickens (12 pagine) - Copi di Copi (2 pagine) - Doonesbury di Garry B. Trudeau (8 pagine) - Gli Umanotteri di Edward Barker (4 pagine) - Feiffer di Jules Feiffer (3 pagine) - Pogo di Walt Kelly (6 pagine) - B.C. di Johnny Hart (2 pagine) - Wizard of Id di Brant Parker, Johnny Hart (2 pagine) - Krazy Kat di George Herriman (2 pagine) - Jeff Hawke: The ambassadors di Sydney Jordan (5 pagine) - Braccio di Ferro e la sorella della strega di mare, ovvero, La fonte della giovinezza (prima parte) di Elzie Crisler Segar (7 pagine)                                                              |                    |                   |
| 81 | Dicembre 1971      | Charles M. Schulz |
| - Peanuts di Charles M. Schulz (10 pagine) - Bristow di Frank Dickens (13 pagine) - Copi di Copi (2 pagine) - Feiffer di Jules Feiffer (3 pagine) - Braccio di Ferro e la sorella della strega di mare, ovvero, La fonte della giovinezza (seconda parte) di Elzie Crisler Segar (10 pagine) - Li'l Abner: Gli spolverotti di Al Capp (4 pagine) - Pogo di Walt Kelly (6 pagine) - B.C. di Johnny Hart (5 pagine) - Wizard of Id di Brant Parker, Johnny Hart (4 pagine) - Dropouts di Howard Post (6 pagine) - Hop-Frog di Dino Battaglia (9 pagine) |                    |                   |

## 1972
| Nr. | Data pubblicazione | Copertina         |
| --- | ------------------ | ----------------- |
| 82 | Gennaio 1972       | Charles M. Schulz |
| - Peanuts di Charles M. Schulz (10 pagine) - Bristow di Frank Dickens (4 pagine) - Ferdinando di Henning Dahl Mikkelsen (12 pagine) - Doonesbury di Garry B. Trudeau (4 pagine) - Copi di Copi (4 pagine) - Feiffer di Jules Feiffer (4 pagine) - Braccio di Ferro e la sorella della strega di mare, ovvero, La fonte della giovinezza (terza parte) di Elzie Crisler Segar (13 pagine) - Li'l Abner: L'"annienta-reclamo" di Al Capp (6 pagine) - B.C. di Johnny Hart (4 pagine) - Wizard of Id di Brant Parker, Johnny Hart (4 pagine) - Dropouts di Howard Post (6 pagine) - Beetle Bailey: Killer di Mort Walker (8 pagine) - Valentina intrepida (prima parte) di Guido Crepax (3 pagine) |                    |                   |
| 83 | Febbraio 1972      | Charles M. Schulz |
| - Peanuts di Charles M. Schulz (10 pagine) - Bristow di Frank Dickens (6 pagine) - Ferdinando di Henning Dahl Mikkelsen (12 pagine) - Pogo di Walt Kelly (6 pagine) - Copi di Copi (4 pagine) - Doonesbury di Garry B. Trudeau (4 pagine) - Feiffer di Jules Feiffer (3 pagine) - Braccio di Ferro e la sorella della strega di mare, ovvero, La fonte della giovinezza (quarta parte) di Elzie Crisler Segar (12 pagine) - Li'l Abner: Il buon tirasole di Al Capp (7 pagine) - Dropauts di Howard Post (7 pagine) - B.C. di Johnny Hart (4 pagine) - Wizard of Id di Brant Parker, Johnny Hart (3 pagine) - Girighiz di Enzo Lunari (3 pagine) - Valentina intrepida (seconda parte) di Guido Crepax (3 pagine) |                    |                   |
| 84 | Marzo 1972         | Brant Parker      |
| - Peanuts di Charles M. Schulz (10 pagine) - Bristow di Frank Dickens (5 pagine) - Ferdinando di Henning Dahl Mikkelsen (12 pagine) - Pogo di Walt Kelly (6 pagine) - Feiffer di Jules Feiffer (2 pagine) - Braccio di Ferro e la sorella della strega di mare, ovvero, La fonte della giovinezza (quinta ed ultima parte) di Elzie Crisler Segar (15 pagine) - Dropauts di Howard Post (3 pagine) - Beetle Bailey di Mort Walker (5 pagine) - B.C. di Johnny Hart (4 pagine) - Wizard of Id di Brant Parker, Johnny Hart (4 pagine) - Paulette 5 (primo episodio - quinta parte) di George Pichard, Georges Wolinski (7 pagine) - Girighiz di Enzo Lunari (3 pagine) - Valentina intrepida (terza parte) di Guido Crepax (3 pagine) |                    |                   |
| 85 | Aprile 1972        | Charles M. Schulz |
| - Superman di Joe Shuster, Jerry Siegel (2 pagine) - Peanuts di Charles M. Schulz (10 pagine) - Bristow di Frank Dickens (5 pagine) - Krazy Kat di George Herriman (12 pagine) - Copi di Copi (2 pagine) - Feiffer di Jules Feiffer (4 pagine) - Doonesbury di Garry B. Trudeau (3 pagine) - La scommessa di Dino Battaglia (8 pagine) - Li'l Abner: Verme spaziale di Al Capp (8 pagine) - L'arca di Gian Noè di Mort Walker (4 pagine) - B.C. di Johnny Hart (4 pagine) - Wizard of Id di Brant Parker, Johnny Hart (4 pagine) - Pogo di Walt Kelly (6 pagine) - Dropouts di Howard Post (3 pagine) - Girighiz di Enzo Lunari (3 pagine) - Valentina intrepida (quarta parte) di Guido Crepax (3 pagine) |                    |                   |
| 86 | Maggio 1972        | Charles M. Schulz |
| - Peanuts di Charles M. Schulz (10 pagine) - Bristow di Frank Dickens (4 pagine) - Krazy Kat di George Herriman (9 pagine) - Feiffer di Jules Feiffer (4 pagine) - Braccio di Ferro di Elzie Crisler Segar (4 pagine) - Nuova magia del Cetriolo Mascherato di Nikita Mandryka (4 pagine) - L'il Abner di Al Capp (10 pagine) - Animal Crackers di Roger Bollen (4 pagine) - Beetle Bailey di Mort Walker (6 pagine) - L'arca di Gian Noè di Mort Walker (4 pagine) - B.C. di Johnny Hart (4 pagine) - Wizard of Id di Brant Parker, Ernie Hart (4 pagine) - Doonesbury di Garry B. Trudeau (6 pagine) - Dropouts di Howard Post (4 pagine) - Girighiz di Enzo Lunari (2 pagine) - Valentina intrepida (quinta parte) di Guido Crepax (3 pagine) |                    |                   |
| 87 | Giugno 1972        | Charles M. Schulz |
| - Peanuts di Charles M. Schulz (10 pagine) - Bristow di Frank Dickens (12 pagine) - Copi di Copi (8 pagine) - Feiffer di Jules Feiffer (5 pagine) - Le avventure curbitacee del Cetriolo Mascherato di Nikita Mandryka (4 pagine) - Fritz il Gatto: Fritz sulla strada di Robert Crumb (4 pagine) - L'Eternauta (prima parte) di Alberto Breccia, Hector G. Oesterheld (18 pagine) - Beetle Bailey di Mort Walker (4 pagine) - Animal Crackers di Roger Bollen (4 pagine) - B.C. di Johnny Hart (3 pagine) - Wizard of Id di Brant Parker, Johnny Hart (3 pagine) - Dropouts di Howard Post (6 pagine) - Le cronache di Fra' Salmastro da Venegono di Enzo Lunari (2 pagine) - Girighiz di Enzo Lunari (2 pagine) - Valentina intrepida (sesta parte) di Guido Crepax (3 pagine)                                                                                     |                    |                   |
| 88 | Luglio 1972        | Charles M. Schulz |
| - Peanuts di Charles M. Schulz (10 pagine) - Bristow di Frank Dickens (12 pagine) - Copi di Copi (2 pagine) - Feiffer di Jules Feiffer (4 pagine) - Il Cetriolo trompa! di Nikita Mandryka (4 pagine) - Doonesbury di Garry B. Trudeau (4 pagine) - Fritz il Gatto di Robert Crumb (2 pagine) - L'Eternauta (seconda parte) di Alberto Breccia, Hector G. Oesterheld (18 pagine) - Berck di Georges Blondaux (3 pagine) - Li'l Abner: Vulgarilla di Al Capp (5 pagine) - Animal Crackers di Roger Bollen (4 pagine) - Dropouts di Howard Post (4 pagine) - B.C. di Johnny Hart (3 pagine) - Wizard of id di Brant Parker, Johnny Hart (3 pagine) - Le cronache di Fra' Salmastro da Venegono di Enzo Lunari (2 pagine) - Girighiz di Enzo Lunari (2 pagine) - Valentina intrepida (settima parte) di Guido Crepax (3 pagine)                                         |                    |                   |
| 89 | Agosto 1972        | Charles M. Schulz |
| - Peanuts di Charles M. Schulz (10 pagine) - Bristow di Frank Dickens (12 pagine) - Feiffer di Jules Feiffer (3 pagine) - Copi di Copi (1 pagina) - Il Cetriolo Mascherato: Un ragno in soffitta di Nikita Mandryka (8 pagine) - Berck di Georges Blondaux (2 pagine) - Fritz il Gatto di Robert Crumb (2 pagine) - La vie au grand air di Jean-Marc Reiser (2 pagine) - L'Eternauta (terza ed ultima parte) di Alberto Breccia, Hector G. Oesterheld (14 pagine) - Animal Crackers di Roger Bollen (4 pagine) - Doonesbury di Garry B. Trudeau (2 pagine) - Pogo di Walt Kelly (6 pagine) - Dropouts di Howard Post (4 pagine) - B.C. di Johnny Hart (2 pagine) - Wizard of Iz di Brant Parker, Johnny Hart (2 pagine) - Parabola di Enzo Lunari (1 pagina) - Girighiz di Enzo Lunari (3 pagine) - Valentina intrepida (ottava parte) di Guido Crepax (3 pagine)    |                    |                   |
| 90 | Settembre 1972     | Charles M. Schulz |
| - Peanuts di Charles M. Schulz (10 pagine) - Krazy Kat di George Herriman (12 pagine) - Bristow di Frank Dickens (2 pagine) - Feiffer di Jules Feiffer (3 pagine) - Animal Crackers di Roger Bollen (2 pagine) - Doonesbury di Garry B. Trudeau (3 pagine) - Fritz il gatto di Robert Crumb (3 pagine) - Berck di Georges Blondaux (2 pagine) - Hit Parade di Georges Wolinski (6 pagine) - Copi di Copi (2 pagine) - La vie au grand air di Jean-Marc Reiser (3 pagine) - Corto Maltese e il Barone Rosso di Hugo Pratt (20 pagine) - Pogo di Walt Kelly (6 pagine) - Li'l Abner: Fantasimino di Al Capp (5 pagine) - B.C. di Johnny Hart (2 pagine) - The Wizard of Id di Brant Parker, Johnny Hart (2 pagine) - La lunga guerra fra Menegono e Castelseprio (prima parte) di Enzo Lunari (5 pagine) - Valentina intrepida (nona parte) di Guido Crepax (3 pagine) |                    |                   |
| 91 | Ottobre 1972       | ?                 |
| - Peanuts di Charles M. Schulz (10 pagine) - Bristow di Frank Dickens (9 pagine) - Copi di Copi (2 pagine) - Krazy Kat di George Herriman (2 pagine) - Feiffer di Jules Feiffer (3 pagine) - Animal Crackers di Roger Bollen (3 pagine) - B.C. di Johnny Hart (2 pagine) - Wizard of Id di Brant Parker, Johnny Hart (3 pagine) - Fritz il gatto di Robert Crumb (4 pagine) - Le avventure curbitacee del Cetriolo Mascherato di Nikita Mandryka (3 pagine) - Dropouts di Howard Post (5 pagine) - Pogo di Walt Kelly (6 pagine) - La maschera della Morte Rossa di Dino Battaglia (7 pagine) - Doonesbury di Garry B. Trudeau (3 pagine) - Beetle Bailey di Mort Walker (4 pagine) - Li'l Abner: Picnic di Al Capp (7 pagine) - La lunga guerra (seconda parte) di Enzo Lunari (4 pagine) - Valentina intrepida (decima parte) di Guido Crepax (3 pagine)           |                    |                   |
| 92 | Novembre 1972      | Charles M. Schulz |
| - Peanuts di Charles M. Schulz (10 pagine) - Bristow di Frank Dickens (12 pagine) - Copi di Copi (8 pagine) - Feiffer di Jules Feiffer (3 pagine) - Fritz il gatto di Robert Crumb (4 pagine) - Doonesbury di Garry B. Trudeau (5 pagine) - B.C. di Johnny Hart (3 pagine) - Wizard of Id di Brant Parker, Johnny Hart (3 pagine) - Identikit di Tullio Pericoli, Emanuele Pirella (3 pagine) - Corto Maltese - Concerto in O minore per arpa e nitroglicerina di Hugo Pratt (20 pagine) - La lunga guerra (terza parte) di Enzo Lunari (4 pagine) - Girighiz di Enzo Lunari (1 pagina) - Valentina intrepida (undicesima parte) di Guido Crepax (3 pagine) |                    |                   |
| 93 | Dicembre 1972      | Charles M. Schulz |
| - Peanuts di Charles M. Schulz (10 pagine) - The Gumps: Una lettera gentile di Sidney Smith (24 pagine) - Bristow di Frank Dickens (4 pagine) - Feiffer di Jules Feiffer (3 pagine) - Doonesbury di Garry B. Trudeau (5 pagine) - L'il Abner di Al Capp (8 pagine) - B.C. di Johnny Hart (3 pagine) - Wizard of Id di Brant Parker, Johnny Hart (2 pagine) - Le avventure orticole del Cetriolo Mascherato di Nikita Mandryka (3 pagine) - Valentina intrepida (dodicesima ed ultima parte) di Guido Crepax (3 pagine) - Beetle Bailey di Mort Walker (3 pagine) - Identikit di Tullio Pericoli, Emanuele Pirella (2 pagine) - La lunga guerra (quarta parte) di Enzo Lunari (3 pagine) - Girighiz di Enzo Lunari (2 pagine) - Fritz il gatto di Robert Crumb (2 pagine) - Dropouts di Howard Post (2 pagine)                                                        |                    |                   |

## 1973
| Nr. | Data pubblicazione | Copertina         |
| --- | ------------------ | ----------------- |
| 94 | Gennaio 1973       | Charles M. Schulz |
| - Peanuts di Charles M. Schulz (10 pagine) - Liberty Bodiss di Geoffrey Dickinson (5 pagine) - Pietro Giacomo Rogeri - Primo movimento di Guido Crepax (8 pagine) - Feiffer di Jules Feiffer (4 pagine) - Bristow di Frank Dickens (4 pagine) - Copi: Il dono di Natale di Copi (7 pagine) - Identikit di Tullio Pericoli, Emanuele Pirella (4 pagine) - Up di Alfredo Chiappori (4 pagine) - Doonesbury di Garry B. Trudeau (4 pagine) - Corto Maltese: Sogno di un mattino d'inverno di Hugo Pratt (20 pagine) - B.C. di Johnny Hart (4 pagine) - Wizard of Id di Brant Parker, Johnny Hart (2 pagine) - Beetle Bailey di Mort Walker (4 pagine) - La lunga guerra (quinta parte) di Enzo Lunari (4 pagine) |                    |                   |
| 95 | Febbraio 1973      | Johnny Hart       |
| - Peanuts di Charles M. Schulz (10 pagine) - Bristow di Frank Dickens (5 pagine) - Pietro Giacomo Rogeri - Secondo movimento di Guido Crepax (8 pagine) - Identikit di Tullio Pericoli, Emanuele Pirella (4 pagine) - Liberty Bodiss di Geoffrey Dickinson (4 pagine) - Up di Alfredo Chiappori (4 pagine) - Thimble Theatre: Olivia di Elzie Crisler Segar (4 pagine) - Doonesbury di Garry B. Trudeau (5 pagine) - Pogo di Walt Kelly (6 pagine) - Feiffer di Jules Feiffer (3 pagine) - Luis Lane... morta... vive ancora! di Curt Swan, Jack Abel, Otto Binder (16 pagine) - Dropouts di Howard Post (4 pagine) - B.C. di Johnny Hart (3 pagine) - The Wizard of Iz di Brant Parker, Johnny Hart (4 pagine) - La lunga guerra (sesta parte) di Enzo Lunari (3 pagine) - Girighiz di Enzo Lunari (1 pagina)                                                                                 |                    |                   |
| 96 | Marzo 1973         | Charles M. Schulz |
| - Peanuts di Charles M. Schulz (10 pagine) - Bristow di Frank Dickens (5 pagine) - Feiffer di Jules Feiffer (4 pagine) - Up di Alfredo Chiappori (4 pagine) - Identikit di Tullio Pericoli, Emanuele Pirella (4 pagine) - Pietro Giacomo Rogeri - Terzo movimento di Guido Crepax (7 pagine) - Copi di Copi (2 pagine) - Doonesbury di Garry B. Trudeau (5 pagine) - Corto Maltese - Burlesca e no di Hugo Pratt (20 pagine) - La vie au grand air di Jean-Marc Reiser (3 pagine) - Li'l Abner di Al Capp (6 pagine) - Animal Crackers di Roger Bollen (4 pagine) - B.C. di Johnny Hart (3 pagine) - The Wizard of Id di Brant Parker, Johnny Hart (4 pagine) - La lunga guerra (settima parte) di Enzo Lunari (4 pagine) |                    |                   |
| 97 | Aprile 1973        | ?                 |
| - Peanuts di Charles M. Schulz (10 pagine) - Identikit di Tullio Pericoli, Emanuele Pirella (6 pagine) - Bristow di Frank Dickens (4 pagine) - Il conte di piombo di Hector Sapia (12 pagine) - Doonesbury di Garry B. Trudeau (4 pagine) - Copi di Copi (2 pagine) - Feiffer di Jules Feiffer (3 pagine) - Up di Alfredo Chiappori (7 pagine) - Le invenzioni del Professor Testa di Rube Goldberg (2 pagine) - Braccio di Ferro: Mistery Melody (prima parte) di Elzie Crisler Segar (8 pagine) - Dropouts di Howard Post (4 pagine) - B.C. di Johnny Hart (3 pagine) - Wizard of Iz di Brant Parker, Johnny Hart (3 pagine) - Pietro Giacomo Rogeri - Quarto ed ultimo movimento di Guido Crepax (12 pagine) - La lunga guerra (ottava parte) di Enzo Lunari (5 pagine) |                    |                   |
| 98 | Maggio 1973        | Charles M. Schulz |
| - Peanuts di Charles M. Schulz (10 pagine) - Año: 1870 - Il ritorno di Enrique Breccia (10 pagine) - Bristow di Frank Dickens (4 pagine) - Feiffer di Jules Feiffer (4 pagine) - Identikit di Tullio Pericoli, Emanuele Pirella (4 pagine) - Le invenzioni del Professor Testa di Rube Goldberg (2 pagine) - Doonesbury di Garry B. Trudeau (4 pagine) - Copi di Copi (7 pagine) - Animal Crackers di Roger Bollen (4 pagine) - Braccio di Ferro: Mystery Melody (seconda parte) di Elzie Crisler Segar (8 pagine) - Corto Maltese: In nome di Allah di Hugo Pratt (20 pagine) - B.C. di Johnny Hart (3 pagine) - Wizard of Iz di Brant Parker, Johnny Hart (3 pagine) - La lunga guerra (nona parte) di Enzo Lunari (5 pagine) |                    |                   |
| 99 | Giugno 1973        | ?                 |
| - Peanuts di Charles M. Schulz (10 pagine) - Bosc di Jean-Maurice Bosc (5 pagine) - Bristow di Frank Dickens (4 pagine) - The iron tonic di Edward Gorey (8 pagine) - Copi di Copi (2 pagine) - Identikit di Tullio Pericoli, Emanuele Pirella (6 pagine) - Feiffer di Jules Feiffer (4 pagine) - Doonesbury di Garry B. Trudeau (4 pagine) - Altan di Altan (3 pagine) - Animal Crackers di Roger Bollen (5 pagine) - Up di Alfredo Chiappori (6 pagine) - Li'l Abner: Sol e Selma di Al Capp (7 pagine) - Beetle Bailey di Mort Walker (3 pagine) - Braccio di Ferro: Mystery Melody (terza parte) di Elzie Crisler Segar (12 pagine) - B.C. di Johnny Hart (4 pagine) - Wizard of Iz di Brant Parker, Johnny Hart (4 pagine) - Girighiz di Enzo Lunari (3 pagine) |                    |                   |
| 100 | Luglio 1973        | Hugo Pratt        |
| - Peanuts di Charles M. Schulz (10 pagine) - Bristow di Frank Dickens (4 pagine) - Identikit di Tullio Pericoli, Emanuele Pirella (6 pagine) - Up di Alfredo Chiappori (6 pagine) - Feiffer di Jules Feiffer (4 pagine) - Copi di Copi (4 pagine) - Doonesbury di Garry B. Trudeau (4 pagine) - Braccio di Ferro: Mystery Melody (quarta parte) di Elzie Crisler Segar (5 pagine) - Tutto e subito di Gabriella Verna (3 pagine) - Corto Maltese - L'ultimo colpo di Hugo Pratt (20 pagine) - Jacovittevolissimevolmente: Gionnipeppe (prima parte) di Benito Jacovitti (10 pagine) - B.C. di Johnny Hart (4 pagine) - The Wizard of Iz di Brant Parker, Johnny Hart (4 pagine) - Girighiz di Enzo Lunari (3 pagine) |                    |                   |
| 101 | Agosto 1973        | Charles M. Schulz |
| - Peanuts di Charles M. Schulz (10 pagine) - Bristow di Frank Dickens (4 pagine) - Identikit di Tullio Pericoli, Emanuele Pirella (4 pagine) - Up di Alfredo Chiappori (4 pagine) - Feiffer di Jules Feiffer (4 pagine) - Braccio di Ferro: Mystery Melody (quinta parte) di Elzie Crisler Segar (11 pagine) - Copi di Copi (4 pagine) - The epiplectic bicycle di Edward Gorey (15 pagine) - Altan di Altan (3 pagine) - Doonesbury di Garry B. Trudeau (4 pagine) - Il sistema del Dott Catrame e del Prof Piuma di Dino Battaglia (11 pagine) - Girighiz di Enzo Lunari (4 pagine) - Li'l Abner: Il Caporal Crock di Al Capp (8 pagine) - B.C. di Johnny Hart (4 pagine) - Wizard of Iz di Brant Parker, Johnny Hart (1 pagina) - Jacovittevolissimevolmente: Gionnipeppe (seconda parte) di Benito Jacovitti (10 pagine)                                                                   |                    |                   |
| 102 | Settembre 1973     | Charles M. Schulz |
| - Peanuts di Charles M. Schulz (10 pagine) - Bristow di Frank Dickens (4 pagine) - Identikit di Tullio Pericoli, Emanuele Pirella (6 pagine) - Pogo di Alfredo Chiappori (6 pagine) - Feiffer di Jules Feiffer (2 pagine) - Doonesbury di Garry B. Trudeau (4 pagine) - Braccio Di Ferro: Mystery Melody (sesta parte) di Elzie Crisler Segar (11 pagine) - Che cosa è un uomo? di Fernando Krahn (4 pagine) - Dropauts di Howard Post (4 pagine) - Corto Maltese: di altri Romei e di altri Giuliette di Hugo Pratt (20 pagine) - Wizard of Iz di Brant Parker, Johnny Hart (5 pagine) - Girighiz di Enzo Lunari (4 pagine) - Jacovittevolissimevolmente: Gionnipeppe (terza puntata) di Benito Jacovitti (10 pagine) |                    |                   |
| 103 | Ottobre 1973       | Charles M. Schulz |
| - Peanuts di Charles M. Schulz (10 pagine) - Bristow di Frank Dickens (3 pagine) - Up di Alfredo Chiappori (8 pagine) - Identikit di Tullio Pericoli, Emanuele Pirella (6 pagine) - Doonesbury di Garry B. Trudeau (5 pagine) - Feiffer di Jules Feiffer (3 pagine) - Cuore (prima parte) di Alain Denis, Fabio Bonzi (8 pagine) - Un caso sociale: il Bolotto occidentale di Claire Bretécher (7 pagine) - Quando verrà il momento (2 pagine) - Braccio di Ferro: Mistery Melody (settima ed ultima parte) di Elzie Crisler Segar (8 pagine) - Fearless Fosdick di Al Capp (4 pagine) - B.C. di Johnny Hart (3 pagine) - Wizard of Iz di Brant Parker, Johnny Hart (2 pagine) - Girighiz di Enzo Lunari (2 pagine) - Le cronache di Fra' Salmastro da Venegone di Enzo Lunari (2 pagine) - Jacovittevolissimevolmente: Gionnipeppe (quarta ed ultima puntata) di Benito Jacovitti (10 pagine) |                    |                   |
| 104 | Novembre 1973      | Charles M. Schulz |
| - Peanuts di Charles M. Schulz (10 pagine) - Bristow di Frank Dickens (5 pagine) - Identikit di Tullio Pericoli, Emanuele Pirella (6 pagine) - Sempé di Jean-Jacques Sempe' (2 pagine) - Doonesbury di Garry B. Trudeau (4 pagine) - Feiffer di Jules Feiffer (4 pagine) - Punto final di Alfredo Chiappori (16 pagine) - Un caso sociale: Il bolotto occidentale di Claire Bretécher (4 pagine) - The Dropouts di Howard Post (4 pagine) - Corto Maltese: i diavoli di Lettow Vorbeck di Hugo Pratt (20 pagine) - La guerra della Cocca-Cocca (prima parte) di Enzo Lunari (6 pagine) - B.C. di Johnny Hart (2 pagine) - Wizard of Id di Brant Parker, Johnny Hart (3 pagine) - Cuore (seconda parte) di Fabio Bonzi, Alain Denis (6 pagine) |                    |                   |
| 105 | Dicembre 1973      | Charles M. Schulz |
| - La notte santa di Tullio Pericoli, Guido Gozzano (10 pagine) - Peanuts di Charles M. Schulz (10 pagine) - Bristow di Frank Dickens (2 pagine) - Doonesbury di Garry B. Trudeau (4 pagine) - Sempé (tavole senza titolo) di Jean-Jacques Sempe' (3 pagine) - Feiffer di Jules Feiffer (3 pagine) - Up di Alfredo Chiappori (7 pagine) - Babbo Natale incontra le streghe (12 pagine) - Animal Crackers di Roger Bollen (3 pagine) - Amor Y Matrimonio di Jose María González Castrillo (3 pagine) - La dottoressa Monod di Copi (6 pagine) - The occidental Bolot Again di Claire Bretécher (2 pagine) - B.C. di Johnny Hart (2 pagine) - Wizard of Iz di Brant Parker, Johnny Hart (3 pagine) - La guerra della Cocca-Cocca (seconda parte) di Enzo Lunari (6 pagine) - I vestiti nuovi dell'imperatrice di Guido Crepax (6 pagine)                                                          |                    |                   |

## 1974
| Nr. | Data pubblicazione | Copertina         |
| --- | ------------------ | ----------------- |
| 106 | Gennaio 1974       | Charles M. Schulz |
| - L'anno santo di Tullio Pericoli, Emanuele Pirella (4 pagine) - Peanuts di Charles M. Schulz (10 pagine) - Galleria dei Peanuts di Charles M. Schulz (3 pagine) - La pagina dei Frustrati di Claire Bretécher (8 pagine) - Bristow di Frank Dickens (5 pagine) - Sempè di Jean-Jacques Sempe' (2 pagine) - Capriccio spagnuolo di Alfredo Chiappori (8 pagine) - Feiffer di Jules Feiffer (3 pagine) - Oreste e Nicola di Renato Calligaro (3 pagine) - Doonesbury di Garry B. Trudeau (3 pagine) - Animal Crackers di Roger Bollen (3 pagine) - Corto Maltese: Corte Sconta detta Arcana (prima pagina della prima parte) di Hugo Pratt (1 pagina) - Lo strano caso del Dottor Jekill e del Signor Hyde di Dino Battaglia (15 pagine) - B.C. di Johnny Hart (4 pagine) - Wizard of id di Brant Parker, Johnny Hart (2 pagine) - La guerra della Cocca-Cocca (terza parte) di Enzo Lunari (6 pagine) - Cuore (terza parte) di Fabio Bonzi, Alain Denis (4 pagine)                                                                                            |                    |                   |
| 107 | Febbraio 1974      | Charles M. Schulz |
| - Peanuts di Charles M. Schulz (10 pagine) - Galleria dei Peanuts 1950 di Charles M. Schulz (4 pagine) - L'inutile lezione di Edward Gorey (11 pagine) - Bristow di Frank Dickens (5 pagine) - Oreste & Nicola di Renato Calligaro (6 pagine) - Krazy Kat di George Herriman (5 pagine) - (UP) Unione Petrolieri di Alfredo Chiappori (5 pagine) - Copi di Copi (7 pagine) - Doonesbury di Garry B. Trudeau (3 pagine) - Feiffer di Jules Feiffer (4 pagine) - Animal Crackers di Roger Bollen (4 pagine) - I frustrati dal 1973 al 1974 di Claire Bretécher (2 pagine) - La pagina dei frustrati di Claire Bretécher (1 pagina) - Un caso di malnutrizione: il bolotto occidentale di Claire Bretécher (2 pagine) - Il bolotto occidentale di Claire Bretécher (2 pagine) - B.C. di Johnny Hart (2 pagine) - Wizard of Id di Brant Parker, Johnny Hart (3 pagine) - Dropouts di Howard Post (3 pagine) - Fra Salmastro predica agli uccelli di Enzo Lunari (1 pagina) - Trino di Altan (4 pagine) - Valentina nel vaso di Pandora di Guido Crepax (6 pagine) |                    |                   |
| 108 | Marzo 1974         | Charles M. Schulz |
| - Peanuts di Charles M. Schulz (14 pagine) - Pogo di Walt Kelly (6 pagine) - Il Dottor Rigolo di Tullio Pericoli, Emanuele Pirella (8 pagine) - Up di Alfredo Chiappori (4 pagine) - Oreste e Nicola di Renato Calligaro (4 pagine) - Feiffer di Jules Feiffer (4 pagine) - Li'l Abner: L'ordinario Mc Goon di Al Capp (4 pagine) - Doonesbury di Garry B. Trudeau (4 pagine) - Beetle Bailey di Mort Walker (4 pagine) - L'elezione di Miss Cieca di Copi (3 pagine) - Krazy Kat di George Herriman (3 pagine) - Corto Maltese: Corte Sconta detta Arcana (prima parte) di Hugo Pratt (11 pagine) - Bristow di Frank Dickens (4 pagine) - La pagina dei Frustrati di Claire Bretécher (4 pagine) - Trino di Altan (4 pagine) - B.C. di Johnny Hart (6 pagine) - Wizard of Id di Brant Parker, Johnny Hart (2 pagine) |                    |                   |
| 109 | Aprile 1974        | Charles M. Schulz |
| - Peanuts di Charles M. Schulz (10 pagine) - Bristow di Frank Dickens (3 pagine) - Pogo di Walt Kelly (6 pagine) - Feiffer di Jules Feiffer (4 pagine) - Up di Alfredo Chiappori (6 pagine) - Oreste e Nicola di Renato Calligaro (6 pagine) - Doonesbury di Garry B. Trudeau (4 pagine) - B.C. di Johnny Hart (3 pagine) - Wizard of Id di Brant Parker, Johnny Hart (2 pagine) - Krazy Kat: Kolor it Krazy di George Herriman (4 pagine) - Corto Maltese: Corte Sconta detta Arcana (seconda parte) di Hugo Pratt (5 pagine) - Il Dottor Rigolo di Tullio Pericoli, Emanuele Pirella (8 pagine) - La pagina dei Frustrati di Claire Bretécher (3 pagine) - Il bolotto occidentale di Claire Bretécher (2 pagine) - Li'l Abner di Al Capp (3 pagine) - Beetle Bailey di Mort Walker (4 pagine) - Trino di Altan (4 pagine) - Animal Crackers di Roger Bollen (3 pagine) - Sempè di Jean-Jacques Sempe' (2 pagine) |                    |                   |
| 110 | Maggio 1974        | Charles M. Schulz |
| - Peanuts di Charles M. Schulz (10 pagine) - Il Dottor Rigolo di Tullio Pericoli, Emanuele Pirella (4 pagine) - Bristow di Frank Dickens (3 pagine) - Feiffer di Jules Feiffer (4 pagine) - Oreste e Nicola di Renato Calligaro (4 pagine) - Doonesbury di Garry B. Trudeau (4 pagine) - Up di Alfredo Chiappori (2 pagine) - La pagina dei Frustrati di Claire Bretécher (3 pagine) - Li'l Abner di Al Capp (8 pagine) - Krazy Kat di George Herriman (4 pagine) - Corto Maltese: Corte Sconta detta Arcana (terza parte) di Hugo Pratt (5 pagine) - Beetle Baley di Mort Walker (4 pagine) - Dropouts di Howard Post (5 pagine) - B.C. di Johnny Hart (3 pagine) - Wizard of Id di Brant Parker, Johnny Hart (2 pagine) - Trino di Altan (4 pagine) - Fra Salmastro libera un indemoniato di Enzo Lunari (3 pagine) |                    |                   |
| 111 | Giugno 1974        | Hugo Pratt        |
| - Peanuts di Charles M. Schulz (10 pagine) - Il Dottor Rigolo di Tullio Pericoli, Emanuele Pirella (5 pagine) - Up di Alfredo Chiappori (6 pagine) - Oreste & Nicola di Renato Calligaro (6 pagine) - Doonesbury di Garry B. Trudeau (4 pagine) - Bristow di Frank Dickens (3 pagine) - Krazy Kat di George Herriman (5 pagine) - Feiffer di Jules Feiffer (3 pagine) - Dropouts di Howard Post (4 pagine) - Fearless Fosdick: La vergogna della polizia di Al Capp (5 pagine) - Corto Maltese: Corte Sconta detta Arcana (quarta parte) di Hugo Pratt (4 pagine) - Animal Crackers di Roger Bollen (3 pagine) - Occhiomagico: Monaco 74 di Miguel Paiva (2 pagine) - B.C. di Johnny Hart (3 pagine) - Wizard of id di Brant Parker, Johnny Hart (2 pagine) - L'utopia o la peggior forma di governo (prima parte) di Enzo Lunari (5 pagine) - Trino di Altan (5 pagine) - Il bolotto occidentale di Claire Bretécher (2 pagine) |                    |                   |
| 112 | Luglio 1974        | Charles M. Schulz |
| - Peanuts di Charles M. Schulz (10 pagine) - Up di Alfredo Chiappori (7 pagine) - Il Dottor Rigolo di Tullio Pericoli, Emanuele Pirella (5 pagine) - Oreste & Nicola di Renato Calligaro (4 pagine) - Il dritto di famiglia di Luciano Francesconi (4 pagine) - Feiffer di Jules Feiffer (4 pagine) - Doonesbury di Garry B. Trudeau (3 pagine) - La pagina dei Frustrati di Claire Bretécher (3 pagine) - Corto Maltese: Corte Sconta detta Arcana (quinta parte) di Hugo Pratt (3 pagine) - Pogo di Walt Kelly (6 pagine) - Bristow di Frank Dickens (4 pagine) - Animal Crackers di Roger Bollen (3 pagine) - Beetle Bailey di Mort Walker (4 pagine) - B.C. di Johnny Hart (3 pagine) - Wizard of Iz di Brant Parker, Johnny Hart (4 pagine) - Gionni Lupara (prima parte) di Benito Jacovitti (10 pagine) - L'utopia (seconda parte) di Enzo Lunari (5 pagine) |                    |                   |
| 113 | Agosto 1974        | Charles M. Schulz |
| - Fratelli d'Italia di Tullio Pericoli (5 pagine) - Peanuts di Charles M. Schulz (10 pagine) - Dick Tracy: E' arrivato "Peanutbutter" di Chester Gould (19 pagine) - Up di Alfredo Chiappori (5 pagine) - Pogo di Walt Kelly (6 pagine) - Doonesbury di Garry B. Trudeau (3 pagine) - Oreste & Nicola di Renato Calligaro (4 pagine) - Feiffer di Jules Feiffer (3 pagine) - Corto Maltese: Corte Sconta detta Arcana (sesta parte) di Hugo Pratt (3 pagine) - Gionni Lupara (seconda parte) di Benito Jacovitti (10 pagine) - Beetle Bailey di Mort Walker (3 pagine) - B.C. di Brant Parker, Johnny Hart (2 pagine) - Wizard of Id di Brant Parker, Johnny Hart (2 pagine) - Trino di Altan (4 pagine) - L'utopia (terza parte) di Enzo Lunari (4 pagine) |                    |                   |
| 114 | Settembre 1974     | Charles M. Schulz |
| - Galleria domenicale dei Peanuts (1962) di Charles M. Schulz (9 pagine) - Il Dottor Rigolo di Tullio Pericoli, Emanuele Pirella (6 pagine) - Up di Alfredo Chiappori (4 pagine) - Bristow di Frank Dickens (4 pagine) - Pogo di Walt Kelly (6 pagine) - Doonesbury di Garry B. Trudeau (4 pagine) - Il corvo di Xavier Poiret (7 pagine) - Oreste & Nicola di Renato Calligaro (4 pagine) - Feiffer di Jules Feiffer (3 pagine) - Dick Tracy: Arriva "Peanutbutter" (seconda parte) di Chester Gould (15 pagine) - Il bolotto occidentale di Claire Bretécher (2 pagine) - Gionni Lupara (terza parte) di Benito Jacovitti (10 pagine) - Beetle Bailey di Mort Walker (4 pagine) - Animal Crackers di Roger Bollen (4 pagine) - B.C. di Johnny Hart (3 pagine) - Wizard of Iz di Brant Parker, Johnny Hart (4 pagine) - Trino di Altan (4 pagine) - L'utopia (quarta parte) di Enzo Lunari (5 pagine) |                    |                   |
| 115 | Ottobre 1974       | Charles M. Schulz |
| - Peanuts di Charles M. Schulz (10 pagine) - Woyzeck di Dino Battaglia (17 pagine) - Feiffer di Jules Feiffer (3 pagine) - Bristow di George Herriman (3 pagine) - Il Dottor Rigolo di Tullio Pericoli, Emanuele Pirella (5 pagine) - Corto Maltese: Corte Sconta detta Arcana (settima parte) di Hugo Pratt (3 pagine) - Mixed Singles di Mel Casson, William F. Brown (6 pagine) - Up di Alfredo Chiappori (3 pagine) - Dick Tracy: Arriva "Peanutbutter" (terza parte) di Chester Gould (11 pagine) - Gionni Lupara (quarta parte) di Benito Jacovitti (10 pagine) - B.C. di Johnny Hart (2 pagine) - Wizard of Iz di Brant Parker, Johnny Hart (3 pagine) - L'utopia (quinta parte) di Enzo Lunari (3 pagine) |                    |                   |
| 116 | Novembre 1974      | Walt Kelly        |
| - Peanuts di Charles M. Schulz (10 pagine) - Il patto di Dino Battaglia (7 pagine) - Il Dottor Rigolo di Tullio Pericoli, Emanuele Pirella (6 pagine) - Copribarbicornipede di Alfredo Chiappori (8 pagine) - Feiffer di Jules Feiffer (8 pagine) - Bristow di Frank Dickens (8 pagine) - Doonesbury di Garry B. Trudeau (4 pagine) - Mixed Singles di William F. Brown, Mel Casson (5 pagine) - Corto Maltese: Corte Sconta detta Arcana (ottava parte) di Hugo Pratt (6 pagine) - Pogo di Walt Kelly (5 pagine) - B.C. di Johnny Hart (3 pagine) - Wizard of Id di Brant Parker, Johnny Hart (3 pagine) - Gionni Lupara (quinta parte) di Benito Jacovitti (10 pagine) - L'utopia (sesta parte) di Enzo Lunari (3 pagine) |                    |                   |
| 117 | Dicembre 1974      | Charles M. Schulz |
| - Peanuts di Charles M. Schulz (10 pagine) - Il Dottor Rigolo di Tullio Pericoli, Emanuele Pirella (8 pagine) - Doonesbury di Garry B. Trudeau (6 pagine) - Bristow di Frank Dickens (4 pagine) - Feiffer di Jules Feiffer (5 pagine) - Trino di Altan (1 pagina) - Beetle Bailey di Mort Walker (3 pagine) - Corto Maltese: Corte Sconta detta Arcana (nona parte) di Hugo Pratt (3 pagine) - Mixed Singles di William F. Brown, Mel Casson (3 pagine) - B.C. di Johnny Hart (2 pagine) - Wizard of Iz di Brant Parker, Johnny Hart (3 pagine) - Gionni Lupara (sesta ed ultima parte) di Benito Jacovitti (10 pagine) - La pagina dei Frustrati di Claire Bretécher (1 pagina) - Animal Crackers di Roger Bollen (3 pagine) - L'utopia (settima parte) di Enzo Lunari (6 pagine) |                    |                   |

## 1975
| Nr. | Data pubblicazione | Copertina         |
| --- | ------------------ | ----------------- |
| 118 | Gennaio 1975       | ?                 |
| - Peanuts di Charles M. Schulz (10 pagine) - La pagina dei Frustrati di Claire Bretécher (4 pagine) - Bristow di Frank Dickens (4 pagine) - Ah, quella visita... di Edward Gorey (17 pagine) - L'Italia trema, la polizia si aggiorna di Alfredo Chiappori (7 pagine) - Il Dottor Rigolo di Tullio Pericoli, Emanuele Pirella (5 pagine) - Gli Scorpioni del deserto: Piccolo chalet gaio come te (seconda parte) di Hugo Pratt (5 pagine) - Animal Crackers di Roger Bollen (4 pagine) - Girighiz di Enzo Lunari (4 pagine) - Mixed Singles di William F. Brown, Mel Casson (3 pagine) - Feiffer di Jules Feiffer (2 pagine) - B.C. di Johnny Hart (3 pagine) - Wizard of Id di Brant Parker, Johnny Hart (2 pagine) - Trino di Altan (3 pagine) |                    |                   |
| 119 | Febbraio 1975      | ?                 |
| - Peanuts di Charles M. Schulz (10 pagine) - Bristow di Frank Dickens (4 pagine) - La pagina dei frustrati di Claire Bretécher (2 pagine) - Li'l Abner (prima parte) di Al Capp (10 pagine) - Doonesbury di Garry B. Trudeau (4 pagine) - B.C. di Johnny Hart (4 pagine) - Wizard of Id di Brant Parker, Johnny Hart (2 pagine) - Il Dottor Rigolo di Tullio Pericoli, Emanuele Pirella (5 pagine) - La polizia si aggiorna: le classi sociali di Alfredo Chiappori (5 pagine) - Feiffer di Jules Feiffer (4 pagine) - Gli Scorpioni del deserto: Piccolo chalet gaio come te (terza parte) di Hugo Pratt (4 pagine) - Mixed Singles di William F. Brown, Mel Casson (5 pagine) - Trino di Altan (4 pagine) - Animal Crackers di Roger Bollen (5 pagine) - Beetle Bailey di Mort Walker (6 pagine) - Girighiz di Enzo Lunari (4 pagine) |                    |                   |
| 120 | Marzo 1975         | ?                 |
| - Peanuts di Charles M. Schulz (10 pagine) - Libertà di parola di Alfredo Chiappori (6 pagine) - Betty Boop di Bud Counihan, Hal Seeger (5 pagine) - Feiffer di Jules Feiffer (4 pagine) - Bristow di Frank Dickens (4 pagine) - Doonesbury di Garry B. Trudeau (3 pagine) - B.C. di Johnny Hart (3 pagine) - Wizard of Id di Brant Parker, Johnny Hart (3 pagine) - Li'l Abner (seconda parte) di Al Capp (10 pagine) - Il Dottor Rigolo di Tullio Pericoli, Emanuele Pirella (6 pagine) - Beetle Bailey di Mort Walker (3 pagine) - La pagina dei Frustrati di Claire Bretécher (2 pagine) - Dropouts di Howard Post (3 pagine) - Gli Scorpioni del deserto: Piccolo chalet gaio come te (quarta parte) di Hugo Pratt (5 pagine) - Mixed Singles di William F. Brown, Mel Casson (5 pagine) - Le cronache di Fra' Salmastro da Venegono di Enzo Lunari (4 pagine)                                                                               |                    |                   |
| 121 | Aprile 1975        | ?                 |
| - Peanuts di Charles M. Schulz (10 pagine) - Processo di Tullio Pericoli, Emanuele Pirella (5 pagine) - Mara: Rito (primo episodio) di Enric Siò (5 pagine) - Mara: Sita (secondo episodio) di Enric Siò (5 pagine) - Mara: Mara (terzo episodio) di Enric Siò (5 pagine) - Feiffer di Jules Feiffer (3 pagine) - Bristow di Frank Dickens (4 pagine) - Gli Scorpioni del deserto: Piccolo chalet gaio come te (quinta parte) di Hugo Pratt (4 pagine) - U (prima parte) di Guido Crepax (6 pagine) - Up di Alfredo Chiappori (4 pagine) - B.C. di Johnny Hart (3 pagine) - Wizard of Iz di Johnny Hart (2 pagine) - Li'l Abner (terza parte) di Al Capp (8 pagine) - La pagina dei Frustrati di Claire Bretécher (2 pagine) - Doonesbury di Garry B. Trudeau (3 pagine) - Betty Boop di Bud Counihan, Hal Seeger (3 pagine) |                    |                   |
| 122 | Maggio 1975        | ?                 |
| - Peanuts di Charles M. Schulz (10 pagine) - Salvatore Giuliano, bandito (prima parte) di Paolo Rosa (12 pagine) - A noi vescovi di Alfredo Chiappori (7 pagine) - La pagina dei frustrati di Claire Bretécher (2 pagine) - U (seconda parte) di Hugo Pratt (6 pagine) - Feiffer di Jules Feiffer (3 pagine) - L'il Abner (quarta parte) di Al Capp (8 pagine) - Mara: Derek (quarto episodio) di Enric Siò (5 pagine) - Beetle Bailey di Mort Walker (2 pagine) - Gli Scorpioni del deserto: Piccolo chalet gaio come te (sesta parte) di Hugo Pratt (5 pagine) - Bristow di Frank Dickens (4 pagine) - Le chroniche di Fra Salmastro da Venegone di Enzo Lunari (4 pagine) - B.C. di Johnny Hart (4 pagine) - Wizard of Iz di Brant Parker, Johnny Hart (3 pagine) |                    |                   |
| 123 | Giugno 1975        | ?                 |
| - Sunday Comics di Gahan Wilson (3 pagine) - Peanuts di Charles M. Schulz (10 pagine) - La pagina dei Frustrati di Claire Bretécher (4 pagine) - B.C. di Johnny Hart (4 pagine) - Wizard of Id di Brant Parker, Johnny Hart (6 pagine) - Doonesbury di Garry B. Trudeau (5 pagine) - Il Dottor Rigolo di Tullio Pericoli, Emanuele Pirella (8 pagine) - Bristow di Frank Dickens (4 pagine) - Salvatore Giuliano, bandito (seconda ed ultima parte) di Paolo Rosa (12 pagine) - U (terza ed ultima parte) di Guido Crepax (10 pagine) - Mara: David (quinto episodio) di Enric Siò (5 pagine) - Gli Scorpioni del deserto: Piccolo chalet gaio come te (settima parte) di Hugo Pratt (4 pagine) - Feiffer di Jules Feiffer (4 pagine) - Scene di caccia di Jacopo Fo - Le chroniche di Fra Salmastro da Venegone di Enzo Lunari (4 pagine) |                    |                   |
| 124 | Luglio 1975        | Charles M. Schulz |
| - Peanuts di Charles M. Schulz (10 pagine) - Cellulite di Claire Bretécher (14 pagine) - Ziggy di Tom Wilson (4 pagine) - Il Dottor Rigolo di Tullio Pericoli, Emanuele Pirella (8 pagine) - Fumetto di vita e malavita di Alfredo Chiappori (5 pagine) - La pagina dei Frustrati di Claire Bretécher (1 pagina) - Mara: Gustav (sesto episodio) di Enric Siò (5 pagine) - Gli Scorpioni del deserto: Piccolo chalet gaio come te (ottava parte) di Hugo Pratt (5 pagine) - Beetle Bailey di Mort Walker (5 pagine) - Bristow di Frank Dickens (4 pagine) - Feiffer: Chi ha perso nel Vietnam? di Jules Feiffer (3 pagine) - B.C. di Johnny Hart (7 pagine) - Le chroniche di Fra' Salmastro da Venegono di Enzo Lunari (4 pagine) - Sunday Comics di Gahan Wilson (2 pagine) |                    |                   |
| 125 | Agosto 1975        | ?                 |
| - Il Dottor Rigolo di Tullio Pericoli, Emanuele Pirella (6 pagine) - Galleria domenicale dei Peanuts (1962) di Charles M. Schulz (10 pagine) - Love strip di Carlos Gimenez, Luis Garcia, Victor Mora (18 pagine) - Bristow di Frank Dickens (4 pagine) - La pagina dei Frustrati di Claire Bretécher (2 pagine) - Gli Scorpioni del deserto: Piccolo chalet gaio come te (nona ed ultima parte) di Hugo Pratt (6 pagine) - Doonesbury di Garry B. Trudeau (3 pagine) - Mara: Mico (settimo episodio) di Enric Siò (5 pagine) - Ziggy di Tom Wilson (5 pagine) - Wizard of Id di Brant Parker, Johnny Hart (5 pagine) - Cellulite e i punti neri di Claire Bretécher (6 pagine) - Beetle Baley di Mort Walker (4 pagine) - Feiffer di Jules Feiffer (2 pagine) - Li'l Abner di Al Capp (5 pagine) - Le chroniche di Fra' Salmastro da Venegono di Enzo Lunari (3 pagine)                                                                          |                    |                   |
| 126 | Settembre 1975     | Charles M. Schulz |
| - Nella misura in cui di Tullio Pericoli, Emanuele Pirella (6 pagine) - Peanuts di Charles M. Schulz (10 pagine) - Ziggy di Tom Wilson (3 pagine) - Janis di Luis García Mozos, Victor Mora, Budd Lewis (8 pagine) - Doonesbury di Garry B. Trudeau (6 pagine) - Bristow di Frank Dickens (4 pagine) - Cellulite, sinfonia per un flauto maggiore (prima parte) di Claire Bretécher (6 pagine) - Il Conte di Piombo di Hector Sapia (14 pagine) - B.C. di Johnny Hart (3 pagine) - Wizard of Id di Brant Parker, Johnny Hart (2 pagine) - Li'l Abner di Al Capp (8 pagine) - La pagina dei Frustrati di Claire Bretécher (2 pagine) - Beetle Baley di Mort Walker (5 pagine) - Confetto di Altan (8 pagine) - Feiffer di Jules Feiffer (2 pagine) - Le chroniche di Fra' Salmastro da Venegono di Enzo Lunari (5 pagine) |                    |                   |
| 127 | Ottobre 1975       | ?                 |
| - Le storie di Calligaro: Cambia, non cambia? di Renato Calligaro (16 pagine) - Peanuts di Charles M. Schulz (10 pagine) - Doonesbury di Garry B. Trudeau (4 pagine) - Chicharras di Luis García Mozos, Felipe Hernández Cava (8 pagine) - Ziggy... di Tom Wilson (4 pagine) - Bristow di Frank Dickens (4 pagine) - Cellulite: Sinfonia per flauto maggiore (seconda parte) di Claire Bretécher (5 pagine) - Feiffer di Jules Feiffer (5 pagine) - B.C. di Johnny Hart (4 pagine) - Wizard of Id di Brant Parker, Johnny Hart (4 pagine) - Mara: Pace e ordine (ottavo episodio) di Enric Siò (5 pagine) - Mara: Signora (nono episodio) di Enric Siò (5 pagine) - Beetle Bailey di Mort Walker (4 pagine) - Il Dottor Rigolo di Tullio Pericoli, Emanuele Pirella (6 pagine) - Li'l Abner di Al Capp (7 pagine) - La pagina dei Frustrati di Claire Bretécher (1 pagina) - Le chroniche di Fra' Salmastro da Venegono di Enzo Lunari (4 pagine) |                    |                   |
| 128 | Novembre 1975      | ?                 |
| - Peanuts di Charles M. Schulz (8 pagine) - Doonesbury di Garry B. Trudeau (3 pagine) - Ziggy... di Tom Wilson (1 pagina) - Il Dottor Rigolo di Emanuele Pirella, Tullio Pericoli (8 pagine) - Le storie di Calligaro di Renato Calligaro (4 pagine) - Un Mattino Meraviglioso di Fernando Fernández (8 pagine) - Le ultime devozioni del boia di Alfredo Chiappori (4 pagine) - Feiffer di Jules Feiffer (4 pagine) - B.C. di Johnny Hart (3 pagine) - Wizard of Id di Brant Parker, Johnny Hart (2 pagine) - Don Patrol di Gary Patterson (4 pagine) - Sunday Comics di Gahan Wilson (2 pagine) - Bristow di Frank Dickens (4 pagine) - Beetle Bailey di Mort Walker (4 pagine) - Li'l Abner di Al Capp (6 pagine) - Ziggy... di Tom Wilson (1 pagina) - Berlinguà e il boleto satana (prima parte) di Enzo Lunari (4 pagine) - La pagina dei Frustrati di Claire Bretécher (1 pagina)                                                          |                    |                   |
| 129 | Dicembre 1975      | Charles M. Schulz |
| - Peanuts di Charles M. Schulz (7 pagine) - Odd Bodkins di Dan O'Neill (4 pagine) - Saint-Acheul '17 di Sergio Toppi (9 pagine) - Le storie di Calligaro di Renato Calligaro (6 pagine) - Il Dottor Rigolo di Emanuele Pirella, Tullio Pericoli (5 pagine) - Ziggy... di Tom Wilson (2 pagine) - Epilogo di Alfredo Chiappori (4 pagine) - Bristow di Frank Dickens (3 pagine) - Feiffer di Jules Feiffer (2 pagine) - Wizard of Id di Brant Parker, Johnny Hart (3 pagine) - B.C. di Johnny Hart (2 pagine) - Don Patrol di Gary Patterson (4 pagine) - La pagina dei Frustrati di Claire Bretécher (1 pagina) - Beetle Bailey di Mort Walker (3 pagine) - Berlinguà e il boleto satana (seconda parte) di Enzo Lunari (4 pagine) |                    |                   |

## 1976
| Nr. | Data pubblicazione | Copertina         |
| --- | ------------------ | ----------------- |
| 130 | Gennaio 1976       | Guido Crepax      |
| - Peanuts di Charles M. Schulz (8 pagine) - Odd Bodkins di Dan O'Neill (4 pagine) - Moscacieca (prima parte) di Guido Crepax (12 pagine) - Feiffer di Jules Feiffer (2 pagine) - Le storie di Calligaro di Renato Calligaro (4 pagine) - Il Dottor Rigolo di Emanuele Pirella, Tullio Pericoli (6 pagine) - Il capitale e il suo doppio di Alfredo Chiappori (5 pagine) - L'il Abner di Al Capp (9 pagine) - Bristow di Frank Dickens (4 pagine) - Doonesbury di Garry B. Trudeau (3 pagine) - Don Patrol di Gary Patterson (4 pagine) - Crock di Bill Rechin, Brant Parker (6 pagine) - Ziggy... di Tom Wilson (2 pagine) - La pagina dei Frustrati di Claire Bretécher (1 pagina) - Beetle Bailey di Mort Walker (4 pagine) - B.C. di Johnny Hart (4 pagine) - Wizard of Id di Brant Parker, Johnny Hart (2 pagine) - Le donne e l'automobile di Jean-Marc Reiser (8 pagine) - Berlinguà e il boleto satana (terza parte) di Enzo Lunari (4 pagine) |                    |                   |
| 131 | Febbraio 1976      | Hugo Pratt        |
| - Peanuts di Charles M. Schulz (7 pagine) - Corto Maltese: Corte Sconta detta Arcana (decima parte) di Hugo Pratt (9 pagine) - Crock di Bill Rechin, Brant Parker (7 pagine) - Moscacieca (seconda parte) di Guido Crepax (10 pagine) - Dropouts di Howard Post (4 pagine) - Bristow di Frank Dickens (3 pagine) - Don Patrol di Gary Patterson (4 pagine) - Doonesbury di Garry B. Trudeau (3 pagine) - Ziggy... di Tom Wilson (2 pagine) - Wizard of Id di Brant Parker, Johnny Hart (5 pagine) - B.C. di Johnny Hart (2 pagine) - Beetle Baley di Mort Walker (4 pagine) - Berlinguà e il boleto satana (quarta parte) di Enzo Lunari (5 pagine) |                    |                   |
| 132 | Marzo 1976         | Mort Walker       |
| - Peanuts di Charles M. Schulz (7 pagine) - Un certo Daneri di Alberto Breccia, Carlos Trillo (6 pagine) - Crock di Bill Rechin, Brant Parker (4 pagine) - Napoleon di Antonio Mongiello (5 pagine) - Corto Maltese: Corte Sconta detta Arcana (undicesima parte) di Hugo Pratt (6 pagine) - Il Dottor Rigolo di Emanuele Pirella, Tullio Pericoli (5 pagine) - Wizard of Id di Brant Parker, Johnny Hart (2 pagine) - B.C. di Johnny Hart (4 pagine) - Moscacieca (terza parte) di Guido Crepax (8 pagine) - Ziggy... di Tom Wilson (2 pagine) - Odd Bodkins di Dan O'Neill (3 pagine) - Beetle Bailey di Mort Walker (4 pagine) - Una storia malese di Altan (4 pagine) - Berlinguà e il boleto satana (quinta parte) di Enzo Lunari (4 pagine) |                    |                   |
| 133 | Aprile 1976        | Jules Feiffer     |
| - Peanuts di Charles M. Schulz (7 pagine) - Crock di Bill Rechin, Brant Parker (4 pagine) - Un tal Daneri di Alberto Breccia, Carlos Trillo (4 pagine) - Moscacieca (quarta ed ultima parte) di Guido Crepax (6 pagine) - Il Dottor Rigolo di Tullio Pericoli, Emanuele Pirella (5 pagine) - B.C. di Johnny Hart (3 pagine) - Wizard of Id di Brant Parker, Johnny Hart (2 pagine) - Corto Maltese: Corte Sconta detta Arcana (dodicesima parte) di Hugo Pratt (6 pagine) - Ziggy... di Tom Wilson (2 pagine) - Napoleon di Antonio Mongiello (4 pagine) - Bristow di Frank Dickens (3 pagine) - Berlinguà e il boleto satana (sesta parte) di Enzo Lunari (4 pagine) |                    |                   |
| 134 | Maggio 1976        | Rino Albertarelli |
| - Peanuts di Charles M. Schulz (9 pagine) - Bristow di Frank Dickens (5 pagine) - Corto Maltese: Corte Sconta detta Arcana (tredicesima parte) di Hugo Pratt (4 pagine) - Napoleon di Antonio Mongiello (2 pagine) - Doonesbury di Garry B. Trudeau (5 pagine) - Ziggy... di Tom Wilson (1 pagina) - Le storie di Calligaro di Renato Calligaro (3 pagine) - Il Dottor Rigolo di Emanuele Pirella, Tullio Pericoli (5 pagine) - Beetle Bailey di Mort Walker (5 pagine) - Crock di Bill Rechin (3 pagine) - Ziggy... di Tom Wilson (1 pagina) - B.C. di Johnny Hart (3 pagine) - Wizard of Id di Brant Parker, Johnny Hart (4 pagine) - Un tal Daneri di Alberto Breccia, Carlos Trillo (4 pagine) - Dropouts di Howard Post (4 pagine) - Rorotuap '43 di Sergio Toppi (10 pagine) - Berlinguà e il boleto satana (ultima parte) di Enzo Lunari (5 pagine)                                                                                            |                    |                   |
| 135 | Giugno 1976        | Altan             |
| - Peanuts di Charles M. Schulz (7 pagine) - L'osso morto di Vaughn Bodé (6 pagine) - Bristow di Frank Dickens (4 pagine) - B.C. di Johnny Hart (8 pagine) - Ziggy... di Tom Wilson (2 pagine) - Doonesbury di Garry B. Trudeau (4 pagine) - Beetle Bailey di Mort Walker (4 pagine) - Ziggy... di Tom Wilson (1 pagina) - Il Dottor Rigolo di Emanuele Pirella, Tullio Pericoli (5 pagine) - Giacomo Casanova di Altan (16 pagine) - Un tal Daneri di Alberto Breccia, Carlos Trillo (4 pagine) - Crock di Bill Rechin, Brant Parker (4 pagine) - Le storie di Calligaro di Renato Calligaro (3 pagine) |                    |                   |
| 136 | Luglio 1976        | Vaughn Bodé       |
| - Peanuts di Charles M. Schulz (7 pagine) - La pagina dei frustrati di Claire Bretécher (3 pagine) - Tzoa Cotlan 1521 di Sergio Toppi (12 pagine) - Feiffer di Jules Feiffer (4 pagine) - Up di Alfredo Chiappori (2 pagine) - Crock di Bill Rechin, Brant Parker (6 pagine) - Pamela! di Antonio Mongiello (2 pagine) - Doonesbury di Garry B. Trudeau (5 pagine) - Beetle Bailey di Mort Walker (3 pagine) - Corto Maltese: Corte Sconta detta Arcana (quattordicesima parte) di Hugo Pratt (1 pagina) - L'osso morto di Vaughn Bodé (6 pagine) - Quando i sogni si scontrano di Richard Corben (8 pagine) - B.C. di Johnny Hart (7 pagine) - Antigone (prima parte) di Enzo Lunari (4 pagine) |                    |                   |
| 137 | Agosto 1976        | Charles M. Schulz |
| - Peanuts di Charles M. Schulz (7 pagine) - Due Amici di Dino Battaglia (10 pagine) - Bristow di Frank Dickens (4 pagine) - Anima buffa... di Vaughn Bodé (6 pagine) - Il Dottor Rigolo di Emanuele Pirella, Tullio Pericoli (5 pagine) - L'ultima disputa di Copi (6 pagine) - Crock di Bill Rechin, Brant Parker (5 pagine) - Cellulite e le opere buone (prima parte) di Claire Bretécher (14 pagine) - B.C. di Johnny Hart (10 pagine) - Pamela di Antonio Mongiello (2 pagine) - Beetle Bailey di Mort Walker (4 pagine) - Antigone (seconda parte) di Enzo Lunari (4 pagine) |                    |                   |
| 138 | Settembre 1976     | Maurizio Bovarini |
| - Peanuts di Charles M. Schulz (8 pagine) - Giacomo Casanova di Maurizio Bovarini (16 pagine) - Bristow di Frank Dickens (4 pagine) - Il Dottor Rigolo di Emanuele Pirella, Tullio Pericoli (5 pagine) - Una storia di draghi di Richard Corben (6 pagine) - Le storie di Calligaro di Renato Calligaro (3 pagine) - Cellulite e le opere buone (seconda ed ultima parte) di Claire Bretécher (15 pagine) - B.C. di Johnny Hart (6 pagine) - Beetle Bailey - Crock di Bill Rechin, Brant Parker (5 pagine) - Antigone (terza parte) di Enzo Lunari (3 pagine) |                    |                   |
| 139 | Ottobre 1976       | Johnny Hart       |
| - Peanuts di Charles M. Schulz (7 pagine) - Inside Woody Allen di Stuart Hample (8 pagine) - La vita continua di Alfredo Chiappori (3 pagine) - Saint Antoine di Dino Battaglia (11 pagine) - Consigli sessuali di Copi (5 pagine) - Il Dottor Rigolo di Emanuele Pirella, Tullio Pericoli (5 pagine) - Crock di Bill Rechin, Brant Parker (7 pagine) - La pagina dei Frustrati di Claire Bretécher (3 pagine) - Beetle Bailey di Mort Walker (5 pagine) - B.C. di Johnny Hart (7 pagine) - Antigone (quarta parte) di Enzo Lunari (3 pagine) |                    |                   |
| 140 | Novembre 1976      | Tullio Pericoli   |
| - Peanuts di Charles M. Schulz (7 pagine) - Fango di Filippo Scozzari (9 pagine) - Il Dottor Rigolo di Emanuele Pirella, Tullio Pericoli (5 pagine) - Corto Maltese: Corte Sconta detta Arcana (quindicesima parte) di Hugo Pratt (10 pagine) - Giacomo Casanova di Gianni Peg (16 pagine) - Le canzoni dell'altra storia di Cinzia Ghigliano, Marco Tomatis (6 pagine) - Feiffer di Jules Feiffer (3 pagine) - B.C. di Johnny Hart (5 pagine) - Napoleon di Antonio Mongiello (2 pagine) - Le storie di Calligaro di Renato Calligaro (2 pagine) - Crock di Bill Rechin, Brant Parker (6 pagine) - Antigone (quinta parte) di Enzo Lunari (3 pagine) |                    |                   |
| 141 | Dicembre 1976      | Charles M. Schulz |
| - Peanuts di Charles M. Schulz (7 pagine) - Naugatuk 1757 di Sergio Toppi (12 pagine) - La pagina dei Frustrati di Claire Bretécher (2 pagine) - Colombo (prima parte) di Altan (6 pagine) - Il Dottor Rigolo di Emanuele Pirella, Tullio Pericoli (5 pagine) - Napoleon di Antonio Mongiello (2 pagine) - Feiffer di Jules Feiffer (2 pagine) - Crock di Bill Rechin, Brant Parker (4 pagine) - Beetle Bailey di Mort Walker (4 pagine) - Le canzoni dell'altra storia di Cinzia Ghigliano, Marco Tomatis (6 pagine) - B.C. di Johnny Hart (4 pagine) - Wizard of Iz di Brant Parker, Johnny Hart (6 pagine) - Antigone (sesta parte) di Enzo Lunari (4 pagine) |                    |                   |

## 1977
| Nr. | Data pubblicazione | Copertina          |
| --- | ------------------ | ------------------ |
| 142 | Gennaio 1977       | Hugo Pratt         |
| - Idyl di Jeff Jones (4 pagine) - Peanuts di Charles M. Schulz (7 pagine) - Bristow di Frank Dickens (4 pagine) - Colombo (seconda parte) di Altan (6 pagine) - Inside Woody Allen di Stuart Hample (4 pagine) - La pagina dei Frustrati di Claire Bretécher (2 pagine) - L'avventura di Walter Schnaffs di Dino Battaglia (9 pagine) - Beetle Bailey di Mort Walker (3 pagine) - Doonesbury di Garry B. Trudeau (6 pagine) - Corto Maltese: Corte sconta detta arcana (sedicesima parte) di Hugo Pratt (4 pagine) - Crock di Bill Rechin, Brant Parker (5 pagine) - B.C. di Johnny Hart (3 pagine) - Wizard of Id di Brant Parker, Johnny Hart (4 pagine) - Feiffer: dossier elettorale di Jules Feiffer (5 pagine) - Chroniche di Fra' Salmastro: Il regalo di Geodèsio (prima parte) di Enzo Lunari (3 pagine) |                    |                    |
| 143 | Febbraio 1977      | Jeff Jones         |
| - Peanuts di Charles M. Schulz (7 pagine) - Corto Maltese: Corte Sconta detta Arcana (diciassettesima parte) di Hugo Pratt (4 pagine) - Bristow di Frank Dickens (4 pagine) - Le canzoni dell'altra storia di Cinzia Ghigliano, Marco Tomatis (7 pagine) - Copi di Copi (8 pagine) - Idyl (seconda parte) di Jeff Jones (5 pagine) - Colombo (terza parte) di Altan (6 pagine) - Inside Woody Allen di Stuart Hample (4 pagine) - La pagina dei Frustrati di Claire Bretécher (2 pagine) - Crock di Bill Rechin, Brant Parker (5 pagine) - Feiffer di Jules Feiffer (3 pagine) - Beetle Bailey di Mort Walker (4 pagine) - Wizard of Id di Brant Parker, Johnny Hart (5 pagine) - B.C. di Johnny Hart (3 pagine) - Chroniche di Fra' Salmastro: Il regalo di Geodèsio (seconda parte) di Enzo Lunari (3 pagine) |                    |                    |
| 144 | Marzo 1977         | Dino Battaglia     |
| - Peanuts di Charles M. Schulz (7 pagine) - Le canzoni dell'altra storia: L'emigrazione di Cinzia Ghigliano, Marco Tomatis (5 pagine) - Chanson pour en finir di Jean Claude Forest (3 pagine) - Feiffer di Jules Feiffer (3 pagine) - Bristow di Frank Dickens (4 pagine) - Un colpo di stato di Dino Battaglia (14 pagine) - Corto Maltese: Corte sconta detto Arcana (diciottesima parte) di Hugo Pratt (3 pagine) - Idyl (terza parte) di Jeff Jones (5 pagine) - Colombo di Altan (6 pagine) - Inside Woody Allen di Stuart Hample (3 pagine) - Crock di Bill Rechin, Brant Parker (5 pagine) - Beetle Baley di Mort Walker (3 pagine) - Wizard of Id di Brant Parker, Johnny Hart (5 pagine) - B.C. di Johnny Hart (4 pagine) - Chroniche di Fra' Salmastro: Il regalo di Geodèsio (terza parte) di Enzo Lunari (3 pagine) |                    |                    |
| 145 | Aprile 1977        | Enzo Lunari        |
| - Peanuts di Charles M. Schulz (10 pagine) - Hein?... Le avventure di Kaspar Pfistermeister di Alfredo Chiappori (6 pagine) - Feiffer di Jules Feiffer (3 pagine) - Le canzoni dell'altra storia di Cinzia Ghigliano, Marco Tomatis (5 pagine) - La pagina dei Frustrati di Claire Bretécher (2 pagine) - Corto Maltese: Corte sconta detto Arcana (diciannovesima parte) di Hugo Pratt (4 pagine) - Doonesbury di Garry B. Trudeau (5 pagine) - Il fantasma delle fonderie di Filippo Scozzari (7 pagine) - Idyl (quarta parte) di Jeff Jones (5 pagine) - Colombo (quinta parte) di Altan (6 pagine) - Crock di Bill Rechin, Brant Parker (4 pagine) - Wizard of Iz di Brant Parker, Johnny Hart (5 pagine) - B.C. di Johnny Hart (4 pagine) - Chroniche di Fra' Salmastro: Il regalo di Geodèsio (quarta parte) di Enzo Lunari (3 pagine) |                    |                    |
| 146 | Maggio 1977        | Charles M. Schulz  |
| - Peanuts di Charles M. Schulz (7 pagine) - Hein?... Le avventure di Kaspar Pfistermeister di Alfredo Chiappori (6 pagine) - Feiffer di Jules Feiffer (3 pagine) - La pagina dei Frustrati di Claire Bretécher - Palla di Sevo di Dino Battaglia (17 pagine) - Doonesbury di Garry B. Trudeau (4 pagine) - Idyl di Jeff Jones (3 pagine) - Le canzoni dell'altra storia di Cinzia Ghigliano, Marco Tomatis (5 pagine) - Corto Maltese: Corte sconta detto Arcana (ventesima parte) di Hugo Pratt (2 pagine) - Beetle Bailey di Mort Walker (5 pagine) - Colombo! di Altan (6 pagine) - Crock di Bill Rechin, Don Wilder (4 pagine) - Dropouts di Howard Post (1 pagina) - Inside Woody Allen di Stuart Hample (3 pagine) - B.C. di Johnny Hart (4 pagine) - Wizard of Iz di Brant Parker, Johnny Hart (6 pagine) - Chroniche di Fra' Salmastro: Il regalo di Geodèsio (quinta parte) di Enzo Lunari (3 pagine) |                    |                    |
| 147 | Giugno 1977        | Altan              |
| - Peanuts di Charles M. Schulz (7 pagine) - Bristow di Frank Dickens (4 pagine) - Un provvedimento (prima parte) di Vincenzo Sorrentino (6 pagine) - Feiffer di Jules Feiffer (2 pagine) - Hein?... Le avventure di Kaspar Pfistermeister di Alfredo Chiappori (6 pagine) - La pagina dei Frustrati di Claire Bretécher (2 pagine) - Le canzoni dell'altra storia di Cinzia Ghigliano, Marco Tomatis (5 pagine) - Storielle di una barca sbronza di Jean Claude Forest (2 pagine) - Doonesbury di Garry B. Trudeau (3 pagine) - Idyl (sesta parte) di Jeff Jones (2 pagine) - Corto Maltese: Corte Sconta detta Arcana (ventunesima parte) di Hugo Pratt (2 pagine) - Beetle Baley di Mort Walker (5 pagine) - Crock di Bill Rechin, Brant Parker (3 pagine) - Dropouts di Howard Post (2 pagine) - Mamma Sauvage di Dino Battaglia (9 pagine) - Inside Woody Allen di Stuart Hample (4 pagine) - Colombo! (settima parte) di Altan (6 pagine) - B.C. di Johnny Hart (5 pagine) - Wizard of Id di Brant Parker, Johnny Hart (4 pagine) - Chroniche di Fra' Salmastro: Il regalo di Geodèsio (sesta parte) di Enzo Lunari (3 pagine) |                    |                    |
| 148 | Luglio 1977        | Brant Parker       |
| - Peanuts di Charles M. Schulz (7 pagine) - Un provvedimento (seconda parte) di Vincenzo Sorrentino (21 pagine) - Corto Maltese: Corte Sconta detta Arcana (ventiduesima ed ultima parte) di Hugo Pratt (3 pagine) - Dropouts di Howard Post (1 pagina) - Feiffer di Jules Feiffer (3 pagine) - Bristow di Frank Dickens (4 pagine) - La pagina dei Frustrati di Claire Bretécher (1 pagina) - Crock di Bill Rechin, Brant Parker (5 pagine) - Beetle Bailey di Mort Walker (5 pagine) - Le canzoni dell'altra storia di Cinzia Ghigliano, Marco Tomatis (4 pagine) - Colombo! (ottava parte) di Altan (6 pagine) - Inside Woody Allen di Stuart Hample (4 pagine) - Wizard of Id di Brant Parker, Johnny Hart (5 pagine) - B.C. di Johnny Hart (4 pagine) - Chroniche di Fra' Salmastro: Il regalo di Geodèsio (settima parte) di Enzo Lunari (3 pagine) |                    |                    |
| 149 | Agosto 1977        | Claire Bretécher   |
| - Peanuts di Charles M. Schulz (7 pagine) - Cellulite e i vapori di Camomilla di Claire Bretécher (14 pagine) - Un provvedimento (terza parte) di Vincenzo Sorrentino (6 pagine) - Bristow di Frank Dickens (4 pagine) - Feiffer di Jules Feiffer (4 pagine) - Doonesbury di Garry B. Trudeau (5 pagine) - Crock di Bill Rechin, Don Wilder (5 pagine) - Colombo! (nona parte) di Altan (6 pagine) - Dropouts di Howard Post (4 pagine) - Beetle Bailey di Mort Walker (5 pagine) - Inside Woody Allen di Stuart Hample (4 pagine) - Wizard of Iz di Brant Parker, Johnny Hart (5 pagine) - B.C. di Johnny Hart (4 pagine) - Chroniche di Fra' Salmastro: Il regalo di Geodèsio (ottava parte) di Enzo Lunari (3 pagine) - L'incontro di Andrea Pazienza (1 pagina) |                    |                    |
| 150 | Settembre 1977     | Charles M. Schulz  |
| - Peanuts di Charles M. Schulz (9 pagine) - Le storie di Calligaro di Renato Calligaro (4 pagine) - Feiffer di Jules Feiffer (4 pagine) - Un provvedimento (quarta parte) di Vincenzo Sorrentino (8 pagine) - Doonesbury di Garry B. Trudeau (4 pagine) - La signorina Fifi di Dino Battaglia (10 pagine) - Inside Woody Allen di Stuart Hample (5 pagine) - Colombo! (decima parte) di Altan (6 pagine) - Crock di Bill Rechin, Don Wilder, Brant Parker (4 pagine) - Cellulite: Pelle di capra di Claire Bretécher (6 pagine) - Beetle Bailey di Mort Walker (4 pagine) - Wizard of Id di Brant Parker, Johnny Hart (5 pagine) - B.C. di Johnny Hart (6 pagine) - Chroniche di Fra' Salmastro: Il regalo di Geodèsio (nona ed ultima parte) di Enzo Lunari (3 pagine) |                    |                    |
| 151 | Ottobre 1977       | Claire Bretécher   |
| - Peanuts di Charles M. Schulz (7 pagine) - Un provvedimento (quinta parte) di Vincenzo Sorrentino (6 pagine) - Colombo (undicesima parte) di Altan (6 pagine) - Barbarella: Le semble lune (prima parte) di Jean Claude Forest (8 pagine) - Feiffer di Jules Feiffer (7 pagine) - Co-incidenza di Jeff Jones (2 pagine) - Bristow di Frank Dickens (4 pagine) - Giacomo Casanova di Oski (16 pagine) - Crock di Bill Rechin, Don Wilder (3 pagine) - Beetle Bailey di Mort Walker (2 pagine) - Ecologia di Jean-Marc Reiser (3 pagine) - Le storie di Calligaro di Renato Calligaro (4 pagine) - La pagina dei Frustrati di Claire Bretécher (4 pagine) - B.C. di Johnny Hart (2 pagine) - Wizard of Id di Brant Parker, Johnny Hart (3 pagine) - Un fioretto di San Giulio (prima parte) di Enzo Lunari (3 pagine) |                    |                    |
| 152 | Novembre 1977      | Jean Claude Forest |
| - Peanuts di Charles M. Schulz (10 pagine) - Bristow di Frank Dickens (4 pagine) - Barbarella: Le semble lune (seconda parte) di Jean Claude Forest (4 pagine) - Feiffer di Jules Feiffer (3 pagine) - Milon di Dino Battaglia (12 pagine) - Doonesbury di Garry B. Trudeau (4 pagine) - Le storie di Calligaro di Renato Calligaro (3 pagine) - La pagina dei Frustrati di Claire Bretécher (3 pagine) - Un provvedimento (sesta ed ultima parte) di Vincenzo Sorrentino (6 pagine) - Colombo (dodicesima ed ultima parte) di Altan (6 pagine) - Crock di Bill Rechin, Don Wilder (4 pagine) - Beetle Bailey di Mort Walker (5 pagine) - B.C. di Johnny Hart (3 pagine) - Wizard of Id di Brant Parker (4 pagine) |                    |                    |
| 153 | Dicembre 1977      | Enrich Torres      |
| - Peanuts di Charles M. Schulz (8 pagine) - Doonesbury di Garry B. Trudeau (5 pagine) - Feiffer di Jules Feiffer (2 pagine) - Minus di Marcello Jori (10 pagine) - Le storie di Calligaro di Renato Calligaro (3 pagine) - Odd Bodkins di Dan O'Neill (4 pagine) - Dollie di Leopold Sanchez, Roger Mckenzie (10 pagine) - La pagina dei Frustrati di Claire Bretécher (3 pagine) - Beetle Bailey di Mort Walker (5 pagine) - Dropouts di Howard Post (6 pagine) - Barbarella: Le semble lune (terza parte) di Jean Claude Forest (8 pagine) - B.C. di Johnny Hart (5 pagine) - Wizard of Iz di Brant Parker, Johnny Hart (4 pagine) - San Giulio e il lupo di Gubbio di Enzo Lunari (8 pagine) |                    |                    |

## 1978
| Nr. | Data pubblicazione | Copertina          |
| --- | ------------------ | ------------------ |
| 154 | Gennaio 1978       | Altan              |
| - Guerra di Vincenzo Gallo (2 pagine) - Peanuts di Charles M. Schulz (7 pagine) - Bristow di Frank Dickens (2 pagine) - Le storie di Calligaro di Renato Calligaro (3 pagine) - Ortensia di Alfiero Gemmi (6 pagine) - Odd Bodkins di Dan O'Neill (4 pagine) - Una giornata indimenticabile di Altan (6 pagine) - Minus di Marcello Jori (4 pagine) - Il 48 (prima parte) di Alfredo Chiappori (8 pagine) - Anthropology (prima parte) di Guido Crepax (8 pagine) - Crock di Bill Rechin, Don Wilder (4 pagine) - Beetle Bailey di Mort Walker (3 pagine) - Barbarella: Le semble lune (quarta parte) di Jean Claude Forest (7 pagine) - La pagina dei Frustrati di Claire Bretécher (1 pagina) - Un tal Daneri di Alberto Breccia, Carlos Trillo (5 pagine) - B.C. di Johnny Hart (2 pagine) - Wizard of Id di Brant Parker, Johnny Hart (4 pagine) - Un magistrato piuttosto candido (capitolo I): Un guado tutto d'oro di Enzo Lunari (4 pagine) |                    |                    |
| 155 | Febbraio 1978      | Guido Crepax       |
| - Peanuts di Charles M. Schulz (10 pagine) - Bristow di Frank Dickens (3 pagine) - Il regno blu di Enrique Breccia, Carlos Trillo (8 pagine) - Feiffer di Jules Feiffer (3 pagine) - Minus di Marcello Jori (6 pagine) - Doonesbury di Garry B. Trudeau (4 pagine) - La pagina dei Frustrati di Claire Bretécher (2 pagine) - Il 48 (seconda parte) di Alfredo Chiappori (8 pagine) - Anthropology (seconda parte) di Guido Crepax (8 pagine) - Crock di Bill Rechin, Don Wilder (4 pagine) - Barbarella (Le semble lune) (quinta parte) di Jean Claude Forest (8 pagine) - Odd Bodkins di Dan O'Neill (3 pagine) - Beetle Bailey di Mort Walker (4 pagine) - B. C. di Johnny Hart (4 pagine) - The Wizard of Id di Brant Parker, Johnny Hart (3 pagine) |                    |                    |
| 156 | Marzo 1978         | Charles M. Schulz  |
| - Peanuts di Charles M. Schulz (7 pagine) - Ada nella jungla (prima parte) di Altan (6 pagine) - Il drago di Laura Scarpa (8 pagine) - Le due orfanelle di Claire Bretécher (4 pagine) - Minus di Marcello Jori (5 pagine) - Il 48 (terza parte) di Alfredo Chiappori (8 pagine) - Feiffer di Jules Feiffer (3 pagine) - Odd Bodkins di Dan O'Neill (4 pagine) - Crock di Bill Rechin, Don Wilder (3 pagine) - Anthropology (terza parte) di Guido Crepax (10 pagine) - Beetle Bailey di Mort Walker (3 pagine) - Barbarella (Le semble lune) (sesta parte) di Jean Claude Forest (8 pagine) - B.C. di Johnny Hart (3 pagine) - Wizard of Iz di Brant Parker, Johnny Hart (4 pagine) - Un magistrato piuttosto candido (capitolo II): Un parto alquanto travagliato di Enzo Lunari (6 pagine) |                    |                    |
| 157 | Aprile 1978        | Charles M. Schulz  |
| - Peanuts di Charles M. Schulz (7 pagine) - Oroscopo di Oski (3 pagine) - Feiffer di Jules Feiffer (4 pagine) - Le due orfanelle di Claire Bretécher (3 pagine) - Nora: Casa di bambola (prima parte) di Cinzia Ghigliano (8 pagine) - Odd Bodkins di Dan O'Neill (3 pagine) - Doonesbury di Garry B. Trudeau (4 pagine) - Ada nella jungla (seconda parte) di Altan (6 pagine) - Il 48 (quarta parte) di Alfredo Chiappori (8 pagine) - Crock di Bill Rechin, Don Wilder (5 pagine) - Anthropology (quarta parte) di Guido Crepax (10 pagine) - Barbarella (Le semble lune) (settima ed ultima parte) di Jean Claude Forest (8 pagine) - B.C. di Johnny Hart (5 pagine) - Wizard of Iz di Brant Parker, Johnny Hart (5 pagine) |                    |                    |
| 158 | Maggio 1978        | Charles M. Schulz  |
| - Peanuts di Charles M. Schulz (8 pagine) - Bristow di Frank Dickens (4 pagine) - Anthropology (quinta parte) di Guido Crepax (8 pagine) - Ada nella giungla (terza parte) di Altan - Feiffer di Jules Feiffer (3 pagine) - Oroscopo di Oski (3 pagine) - Casablanca di Ugo Bertotti (4 pagine) - Minus di Marcello Jori (3 pagine) - Il 48 (quinta parte) di Alfredo Chiappori (8 pagine) - Mordillo di Guillermo Mordillo (1 pagina) - Nora: Casa di bambola (seconda parte) di Cinzia Ghigliano (8 pagine) - Crock di Bill Rechin, Don Wilder (6 pagine) - Beetle Bailey di Mort Walker (6 pagine) - Wizard of Iz di Brant Parker, Johnny Hart (6 pagine) - B.C. di Johnny Hart (7 pagine) |                    |                    |
| 159 | Giugno 1978        | Charles M. Schulz  |
| - Peanuts di Charles M. Schulz (7 pagine) - Bristow di Frank Dickens (3 pagine) - La pagina dei Frustrati di Claire Bretécher (2 pagine) - Ada nella giungla (quarta parte) di Altan (6 pagine) - Doonesbury di Garry B. Trudeau (4 pagine) - Oroscopo di Oski (3 pagine) - Violenza carnale di Alfiero Gemmi (4 pagine) - Minus di Marcello Jori (4 pagine) - Frank Estein di Ugo Bertotti (6 pagine) - Il 48 (sesta parte) di Alfredo Chiappori (8 pagine) - Anthropology (sesta parte) di Guido Crepax (8 pagine) - Nora: Casa di bambola (terza parte) di Cinzia Ghigliano (5 pagine) - Feiffer di Jules Feiffer (2 pagine) - Crock di Bill Rechin, Brant Parker, Don Wilder (3 pagine) - Beetle Bailey di Mort Walker (4 pagine) - B.C. di Johnny Hart (5 pagine) - Wizard of Iz di Brant Parker, Johnny Hart (4 pagine) - Una controversia alquanto testarda di Enzo Lunari (6 pagine) |                    |                    |
| 160 | Luglio 1978        | Altan              |
| - Peanuts di Charles M. Schulz (7 pagine) - Bristow di Frank Dickens (4 pagine) - Feiffer di Jules Feiffer (2 pagine) - Anthropology (settima ed ultima parte) di Guido Crepax (12 pagine) - Le storie di Calligaro di Renato Calligaro (2 pagine) - Minus di Marcello Jori (6 pagine) - Nora: Casa di bambola (quarta parte) di Cinzia Ghigliano (5 pagine) - Doonesbury di Garry B. Trudeau (4 pagine) - Mordillo di Guillermo Mordillo (3 pagine) - Alice nella città dei venti di Davide Danti, Elisabetta Sironi (6 pagine) - La pagina dei Frustrati di Claire Bretécher (1 pagina) - Beetle Baley di Mort Walker (4 pagine) - Visione a Little Italy di Fabrizio Coletta (8 pagine) - Oroscopo di Oski (3 pagine) - Ada nella Jungla (quinta parte) di Altan (6 pagine) - Crock di Bill Rechin, Don Wilder (5 pagine) - B.C. di Johnny Hart (4 pagine) - Wizard of Id di Brant Parker, Johnny Hart (6 pagine) - Una controversia alquanto testarda di Enzo Lunari (4 pagine) |                    |                    |
| 161 | Agosto 1978        | Claire Bretécher   |
| - Peanuts di Charles M. Schulz (9 pagine) - Bristow di Frank Dickens (4 pagine) - Doonesbury di Garry B. Trudeau (4 pagine) - Feiffer di Jules Feiffer (4 pagine) - Minus di Marcello Jori (3 pagine) - L'eletto di Claire Bretécher (8 pagine) - Le storie di Calligaro di Renato Calligaro (3 pagine) - (Tavola senza titolo) (1 pagina) - Mordillo di Guillermo Mordillo (3 pagine) - Ada nella jungla (sesta parte) di Altan (6 pagine) - Psycho di Ugo Bertotti (4 pagine) - Beetle Baley di Mort Walker (4 pagine) - Nora (quinta parte) di Cinzia Ghigliano (6 pagine) - Oroscopo di Oski (3 pagine) - Dropouts di Howard Post (6 pagine) - Crock di Bill Rechin, Don Wilder (4 pagine) - B.C. di Johnny Hart (4 pagine) - Wizard of Id di Brant Parker, Johnny Hart (4 pagine) - Una controversia alquanto testarda di Enzo Lunari (4 pagine) |                    |                    |
| 162 | Settembre 1978     | Gèrard Lauzier     |
| - L'infanzia di Luca di Emanuele Pirella, Tullio Pericoli (6 pagine) - Le storie di Calligaro di Renato Calligaro (2 pagine) - Bloustorie di Claire Bretécher (12 pagine) - Peanuts di Charles M. Schulz (5 pagine) - Giuliana Maldini di Giuliana Maldini (2 pagine) - Ada nella Jungla (settima parte) di Altan (6 pagine) - Tranches De Vie di Gèrard Lauzier (8 pagine) - Aspettando di Maristella Borotto (5 pagine) - Ulisse di Laura Scarpa (11 pagine) - Nora (sesta parte) di Cinzia Ghigliano (5 pagine) - Oroscopo di Oski (3 pagine) - Wizard of Iz di Brant Parker, Johnny Hart (5 pagine) - Le isole di Pachacamac di Denise Berton (6 pagine) - Dov'è Guendalina? di Cecilia Capuana (7 pagine) |                    |                    |
| 163 | Ottobre 1978       | Charles M. Schulz  |
| - Doonesbury di Garry B. Trudeau (6 pagine) - Bristow di Frank Dickens (2 pagine) - Peanuts di Charles M. Schulz (6 pagine) - La vie au grand air di Jean-Marc Reiser (2 pagine) - Copi: I vecchi sentimenti di Copi (6 pagine) - La pagina dei Frustrati di Claire Bretécher (4 pagine) - Minus di Marcello Jori (1 pagina) - Ada nella jungla (ottava parte) di Altan (6 pagine) - Burlesque di Giuliana Maldini (1 pagina) - Tranches de vie di Gèrard Lauzier (6 pagine) - Hit Parade di Georges Wolinski (2 pagine) - Oroscopo di Oski (3 pagine) - Nora (settima parte) di Cinzia Ghigliano (8 pagine) - Feiffer di Jules Feiffer (2 pagine) - Mordillo di Guillermo Mordillo (1 pagina) - Le storie di Calligaro di Renato Calligaro (4 pagine) - Beetle Bailey di Mort Walker (6 pagine) - Crock di Bill Rechin, Don Wilder (6 pagine) - Wizard of Id di Brant Parker, Johnny Hart (4 pagine) - B.C. di Johnny Hart (4 pagine) - Dropouts di Howard Post (4 pagine) |                    |                    |
| 164 | Novembre 1978      | Miguel Pavia       |
| - L'infanzia di Luca di Emanuele Pirella, Tullio Pericoli (5 pagine) - Bristow di Frank Dickens (2 pagine) - Peanuts di Charles M. Schulz (6 pagine) - Feiffer di Jules Feiffer (3 pagine) - Ada nella Jungla (nona parte) di Altan (6 pagine) - Copi di Copi (4 pagine) - Mordillo di Guillermo Mordillo (1 pagina) - Le avventure di Peter Stuyvesant di Miguel Pavia, Franco Serra (2 pagine) - Minus di Marcello Jori (1 pagina) - Oroscopo di Oski (3 pagine) - Reiser di Jean-Marc Reiser (2 pagine) - La pagina dei Frustrati di Claire Bretécher (3 pagine) - Le storie di Calligaro di Renato Calligaro (2 pagine) - Hit Parade di Georges Wolinski (3 pagine) - Ferdinando (1 pagina) - Beetle Bailey di Mort Walker (5 pagine) - Fra Salmastro: Il famoso sindacato dei Graduali Sodomatesi (prima parte) di Enzo Lunari (4 pagine) - Tranches de vie di Gèrard Lauzier (3 pagine) - Crock di Bill Rechin, Brant Parker, Don Wilder (4 pagine) - B.C. di Johnny Hart (5 pagine) - Wizard of Iz di Brant Parker, Johnny Hart (6 pagine) - Nora (ottava parte) di Cinzia Ghigliano (8 pagine) - Dropouts di Howard Post (5 pagine)                                                                   |                    |                    |
| 165 | Dicembre 1978      | Guillermo Mordillo |
| - Peanuts di Charles M. Schulz (10 pagine) - Bristow di Frank Dickens (2 pagine) - Doonesbury di Garry B. Trudeau (6 pagine) - Feiffer di Jules Feiffer (3 pagine) - Le storie di Calligaro: Il ritorno di Ulisse di Renato Calligaro (3 pagine) - La vie au grand air di Jean-Marc Reiser (2 pagine) - Mordillo di Guillermo Mordillo (2 pagine) - Le avventure di Peter Stuyvesant di Miguel Pavia, Franco Serra (2 pagine) - Oroscopo di Oski (3 pagine) - Copi: Il centauro di Copi (2 pagine) - La pagina dei Frustrati: Il vissuto del sentito - La lotta di una madre - Una storia romana di Claire Bretécher (4 pagine) - Ada nella Jungla (decima parte) di Altan (6 pagine) - Fra Salmastro: Il famoso sindacato dei Graduali Sodomatesi (seconda parte) di Enzo Lunari (3 pagine) - Hit Parade di Georges Wolinski (2 pagine) - Minus di Marcello Jori (5 pagine) - Tranches de vie di Gèrard Lauzier (5 pagine) - Beetle Bailey di Mort Walker (5 pagine) - Crock di Bill Rechin, Don Wilder (5 pagine) - B.C. di Johnny Hart (5 pagine) - Wizard of Id di Brant Parker, Johnny Hart (5 pagine) - Dropouts di Howard Post (5 pagine) - Nora (nona ed ultima parte) di Cinzia Ghigliano (5 pagine) |                    |                    |

## 1979
| Nr. | Data pubblicazione | Copertina         |
| --- | ------------------ | ----------------- |
| 166 | Gennaio 1979       | Charles M. Schulz |
| - Il mistero dell'Atala di Daniele Panebarco (12 pagine) - Peanuts di Charles M. Schulz (10 pagine) - Copi: I costumi degli Incas di Copi (4 pagine) - Terrore sulla città di Claire Bretécher (2 pagine) - Un ingrato di Claire Bretécher (2 pagine) - Le orecchie rosse di Jean-Marc Reiser (5 pagine) - Feiffer di Jules Feiffer (6 pagine) - Minus di Marcello Jori (2 pagine) - Le avventure di Peter Stuyvesant fondatore di New York di Miguel Pavia, Franco Serra (3 pagine) - Mordillo di Guillermo Mordillo (1 pagina) - Bristow di Frank Dickens (7 pagine) - B.C. di Johnny Hart (5 pagine) - Wizard of Id di Brant Parker, Bill Rechin (4 pagine) - Fra Salmastro: Il famoso sindacato dei Graduali Sodomatesi (terza parte) di Enzo Lunari (4 pagine) - Beetle Bailey di Mort Walker (6 pagine) - Capricornum di Oski (5 pagine) - Dropouts di Howard Post (4 pagine) - Crock di Bill Rechin, Don Wilder (7 pagine) |                    |                   |
| 167 | Febbraio 1979      | Claire Bretécher  |
| - Parroci, suore e colombe (pasquali) di Daniele Panebarco (12 pagine) - Peanuts di Charles M. Schulz (10 pagine) - Il sabato grasso di Guiguitte di Claire Bretécher (3 pagine) - Papà a colazione di Copi (16 pagine) - Minus di Marcello Jori (2 pagine) - Silvia ha un amichetto di Georges Wolinski (2 pagine) - Le avventure di Peter Stuyvesant fondatore di New York di Miguel Pavia, Franco Serra (3 pagine) - Mordillo di Guillermo Mordillo (1 pagina) - Bristow di Frank Dickens (10 pagine) - Feiffer di Jules Feiffer (3 pagine) - Wizard of Id di Brant Parker, Johnny Hart (5 pagine) - B.C. di Johnny Hart (4 pagine) - Oroscopo: Acquario di Oski (5 pagine) - Crock di Bill Rechin, Don Wilder (6 pagine) - Fra Salmastro: Il famoso sindacato dei Graduali Sodomatesi (quarta parte) di Enzo Lunari (6 pagine) - Dropouts di Howard Post (6 pagine) |                    |                   |
| 168 | Marzo 1979         | Charles M. Schulz |
| - A' da venì Baffone!! (prima parte) di Daniele Panebarco (9 pagine) - Peanuts di Charles M. Schulz (7 pagine) - Doonesbury di Garry B. Trudeau (4 pagine) - Feiffer di Jules Feiffer (3 pagine) - Ritornello - Passami il trapano di Claire Bretécher (4 pagine) - Le orecchie rosse di Jean-Marc Reiser (7 pagine) - E allora, questo viaggio di nozze? di Georges Wolinski (2 pagine) - Mordillo di Guillermo Mordillo (1 pagina) - Fra' Salmastro: Il famoso sindacato dei graduali sodomatesi (quarta parte) di Enzo Lunari (6 pagine) - Le avventure di Peter Stuyvesant fondatore di New York di Miguel Pavia, Franco Serra (3 pagine) - Bristow di Frank Dickens (10 pagine) - Minus di Marcello Jori (5 pagine) - Beetle Bailey di Mort Walker (4 pagine) - Up: Chiappori al museo di Alfredo Chiappori (1 pagina) - Oroscopo: Pesci di Oski (5 pagine) - Crock di Bill Rechin, Don Wilder (7 pagine) - B.C. di Johnny Hart (3 pagine) - Wizard of Id di Brant Parker, Johnny Hart (6 pagine) - Dropouts di Howard Post (5 pagine)                                                                 |                    |                   |
| 169 | Aprile 1979        | Altan             |
| - A' da venì Baffone!! (seconda parte) di Daniele Panebarco (10 pagine) - Peanuts di Charles M. Schulz (10 pagine) - Il supersentenzone di Alfredo Chiappori (4 pagine) - Feiffer di Jules Feiffer (3 pagine) - Le luci della notte - Gli autonomi di Claire Bretécher (4 pagine) - Che cos'è il sesso? di Copi (12 pagine) - Hit Parade di Georges Wolinski (4 pagine) - Le avventure di Peter Stuyvesant fondatore di New York di Miguel Pavia, Franco Serra (3 pagine) - Mordillo di Guillermo Mordillo (1 pagina) - Bristow di Frank Dickens (11 pagine) - Fra' Salmastro: Il famoso sindacato dei graduali sodomatesi (quinta parte) di Enzo Lunari (6 pagine) - Le storie di Calligaro di Renato Calligaro (4 pagine) - Doonesbury di Garry B. Trudeau (4 pagine) - Wizard of Iz di Brant Parker, Johnny Hart (7 pagine) - B.C. di Johnny Hart (4 pagine) - Crock di Bill Rechin, Don Wilder (5 pagine) - Beetle Bailey di Mort Walker (4 pagine) - Minus di Marcello Jori (5 pagine) |                    |                   |
| 170 | Maggio 1979        | Charles M. Schulz |
| - A da venì Baffone!! (terza parte) di Daniele Panebarco (14 pagine) - Peanuts di Charles M. Schulz (8 pagine) - Altan di Altan (10 pagine) - Hit Parade di Georges Wolinski (4 pagine) - Immagini consumate - Interiors di Claire Bretécher (4 pagine) - Le orecchie rosse di Jean-Marc Reiser (9 pagine) - Feiffer di Jules Feiffer (4 pagine) - Le avventure di Peter Stuyvesant fondatore di New York di Miguel Pavia, Franco Serra (3 pagine) - Bristow di Frank Dickens (12 pagine) - Doonesbury di Garry B. Trudeau (3 pagine) - Fra' Salmastro: Il famoso sindacato dei graduali sodomatesi (sesta ed ultima parte) di Enzo Lunari (6 pagine) - B.C. di Johnny Hart (7 pagine) - Minus di Marcello Jori (4 pagine) - Crock di Bill Rechin, Don Wilder (6 pagine) - Wizard of Id di Brant Parker, Johnny Hart (5 pagine) |                    |                   |
| 171 | Giugno 1979        | Altan             |
| - Elezioni di Altan di Altan (1 pagina) - Elezioni di Calligaro di Renato Calligaro (1 pagina) - Elezioni di Chiappori di Alfredo Chiappori (1 pagina) - Elezioni di Crepax di Guido Crepax (1 pagina) - Elezioni di Jori di Marcello Jori (1 pagina) - Elezioni di Lunari di Enzo Lunari (1 pagina) - Elezioni di Panebarco di Daniele Panebarco (1 pagina) - Peanuts di Charles M. Schulz - Cuori pazzi di Altan (10 pagine) - La scoperta dell'America di Daniele Panebarco (8 pagine) - Le storie di Calligaro di Renato Calligaro (4 pagine) - Feiffer di Jules Feiffer (4 pagine) - Ciccino di Claire Bretécher (2 pagine) - Sangue e diamanti di Copi (10 pagine) - Le avventure di Peter Stuyvesant fondatore di New York di Miguel Pavia, Franco Serra (3 pagine) - Minus di Marcello Jori (2 pagine) - Mordillo di Guillermo Mordillo (1 pagina) - Bristow di Frank Dickens (12 pagine) - Crock di Bill Rechin, Don Wilder (5 pagine) - B.C. di Johnny Hart (7 pagine) - Wizard of Iz di Brant Parker, Johnny Hart - Beetle Bailey di Mort Walker (5 pagine) - Dropouts di Howard Post (5 pagine) |                    |                   |
| 172 | Luglio 1979        | Charles M. Schulz |
| - Fra' Salmastro: ...e gli ultimi saranno i primi (prima parte) di Enzo Lunari (7 pagine) - Peanuts di Charles M. Schulz (10 pagine) - Feiffer di Jules Feiffer (4 pagine) - Cercando Godot (prima parte) di Daniele Panebarco (6 pagine) - Hit Parade - Balletto di Georges Wolinski - Una vita in pillole - Holocaust di Claire Bretécher - Cuori pazzi (seconda parte) di Altan (10 pagine) - Mordillo di Guillermo Mordillo (1 pagina) - Poster di Altan (2 pagine) - Le avventure di Peter Stuyvesant fondatore di New York di Miguel Pavia, Antonio Serra (3 pagine) - Bristow di Frank Dickens (11 pagine) - Crock di Bill Rechin, Don Wilder (6 pagine) - Se non fosse che siamo democratici di Marcello Jori (5 pagine) - B.C. di Johnny Hart (5 pagine) - Le orecchie rosse di Jean-Marc Reiser (5 pagine) - Wizard of Iz di Brant Parker, Johnny Hart (8 pagine) - Dropouts di Howard Post (5 pagine) |                    |                   |
| 173 | Agosto 1979        | Bill Rechin       |
| - Dossier: Giù le mani dalle mamme! - Altan - Peanuts - Cuori pazzi (terza parte) - Reiser: Vacanze - Maledetti turisti - Tette al vento sulle spiagge - Cicciona - Mordillo - Le avventure di Peter Stuyvesant fondatore di New York - Rodolfo Valentino - Bristow - Feiffer - Doonesbury - Crock - B.C. - Wizard of Id - Fra Salmastro: ...e gli ultimi saranno i primi (seconda parte) |                    |                   |
| 174 | Settembre 1979     | Yves Got          |
| - Il Barone Nero di Yves Got, René Petillon (9 pagine) - Peanuts di Charles M. Schulz (9 pagine) - Cercando Godot di Daniele Panebarco (9 pagine) - Cuori pazzi di Altan (10 pagine) - Fallocrati di Georges Wolinski (4 pagine) - Perché sei donna... di Claire Bretécher (9 pagine) - Nuovi contributi al linguaggio di Ugo Bertotti (3 pagine) - Le avventure di Peter Stuyvesant fondatore di New York di Miguel Pavia, Franco Serra (3 pagine) - Bristow di Frank Dickens (11 pagine) - Feiffer di Jules Feiffer (4 pagine) - Le storie di Calligaro di Renato Calligaro (4 pagine) - B.C. di Johnny Hart (6 pagine) - Beetle Bailey di Mort Walker (7 pagine) - Wizard of Iz di Brant Parker, Johnny Hart (6 pagine) - Dropouts di Howard Post (6 pagine) - Fra Salmastro: ...e gli ultimi saranno i primi (seconda parte) di Enzo Lunari (6 pagine) |                    |                   |
| 175 | Ottobre 1979       | Charles M. Schulz |
| - La fantastica ricerca del caporale Ivan Godot, miti e cerini - Altan - Cicciotti - Peanuts - Il Barone Nero - L'avvenire del topo - Cuori pazzi (quinta parte) - Minus - Le avventure di Peter Stuyvesant fondatore di New York - Bristow - Wizard of Id - Reiser - Hit Parade - Feiffer - Crock - B.C. - Beetle Bailey - Dropouts - Fra Salmastro: ...e gli ultimi saranno i primi (terza parte) |                    |                   |
| 176 | Novembre 1979      | Altan             |
| - Dove sta Godot, ohi madonna mia di Daniele Panebarco (9 pagine) - Un grosso cruccio di Claire Bretécher (4 pagine) - Peanuts di Charles M. Schulz (7 pagine) - San Mao (7 pagine) - Doonesbury di Garry B. Trudeau (6 pagine) - Il pastore tedesco di Jean-Marc Reiser (6 pagine) - Cuori pazzi (sesta parte) di Altan (10 pagine) - Sessualità di Georges Wolinski (2 pagine) - Minus di Marcello Jori (2 pagine) - Bristow di Frank Dickens (15 pagine) - Il Barone Nero di Yves Got, René Petillon (4 pagine) - Feiffer di Jules Feiffer (2 pagine) - Crock di Bill Rechin, Don Wilder (4 pagine) - Wizard of Iz di Brant Parker, Johnny Hart (5 pagine) - B.C. di Johnny Hart (4 pagine) - Fra Salmastro: ...e gli ultimi saranno i primi (quinta parte) di Enzo Lunari (6 pagine) - Dropouts di Howard Post (5 pagine) |                    |                   |
| 177 | Dicembre 1979      | Altan             |
| - Ma com'è 'sto comunismo? di Daniele Panebarco (3 pagine) - Peanuts di Charles M. Schulz (7 pagine) - Bobo di Sergio Staino (10 pagine) - Ceneri - Passo a passo di Claire Bretécher (4 pagine) - Minus di Marcello Jori (2 pagine) - Hit Parade di Georges Wolinski (6 pagine) - Feiffer di Jules Feiffer (3 pagine) - Doonesbury di Garry B. Trudeau (6 pagine) - Reiser di Jean-Marc Reiser (2 pagine) - Bristow di Frank Dickens (12 pagine) - Cuori pazzi (settima parte) di Altan (19 pagine) - Fra Salmastro: ...e gli ultimi saranno i primi (sesta parte) di Enzo Lunari (6 pagine) - Crock di Bill Rechin, Don Wilder (4 pagine) - Wizard of Iz (5 pagine) - Dropouts di Howard Post (7 pagine) |                    |                   |

## 1980
| Nr. | Data pubblicazione | Copertina         |
| --- | ------------------ | ----------------- |
| 178 | Gennaio 1980       | Charles M. Schulz |
| - La fantastica ricerca di Ivan Godot, valoroso caporale dell'armata rossa di Daniele Panebarco (8 pagine) - Amore per l'arte di Claire Bretécher (2 pagine) - Il fidanzato di Claire Bretécher (2 pagine) - Reiser di Jean-Marc Reiser (2 pagine) - Coerenza di Alfredo Chiappori (1 pagina) - Peanuts di Charles M. Schulz (6 pagine) - Feiffer di Jules Feiffer (2 pagine) - Petit-Roulet di Philippe Petit-Roulet (6 pagine) - Copi: La collezione di Copi (6 pagine) - Tutto si paga di Georges Wolinski (4 pagine) - Doonesbury di Garry B. Trudeau (7 pagine) - Minus di Marcello Jori (3 pagine) - Bristow di Frank Dickens (12 pagine) - Bobo di Sergio Staino (5 pagine) - Crock di Bill Rechin, Don Wilder (3 pagine) - Beetle Bailey di Mort Walker (3 pagine) - B.C. di Johnny Hart (3 pagine) - Wizard of Id di Brant Parker, Johnny Hart (2 pagine) - Cuori pazzi (ottava ed ultima parte) di Altan (12 pagine) - Fra Salmastro: ...e gli ultimi saranno i primi (settima parte) di Enzo Lunari (6 pagine) |                    |                   |
| 179 | Febbraio 1980      | Altan             |
| - Coerenza di Alfredo Chiappori (1 pagina) - Altan di Altan (2 pagine) - Bobo di Sergio Staino (5 pagine) - Alè tran tran!!!: La trasferta di Lorenzo Mattotti, Antonio Tettamanti (8 pagine) - Non solo Dio esiste, ma è un carabiniere di Daniele Panebarco (14 pagine) - Peanuts di Charles M. Schulz (9 pagine) - Doonesbury di Garry B. Trudeau (5 pagine) - Feiffer di Jules Feiffer (2 pagine) - Hit Parade di Georges Wolinski (2 pagine) - Le orecchie rosse di Jean-Marc Reiser (9 pagine) - Coro - Due sul divano di Claire Bretécher (4 pagine) - Bristow di Frank Dickens (12 pagine) - Minus di Marcello Jori (4 pagine) - Crock di Bill Rechin, Don Wilder (4 pagine) - Petit-Roulet di Philippe Petit-Roulet (3 pagine) - Beetle Bailey di Mort Walker (4 pagine) - B.C. di Johnny Hart (4 pagine) - Wizard of Id di Brant Parker, Johnny Hart (4 pagine) - Fra Salmastro: ...e gli ultimi saranno i primi (ottava parte) di Enzo Lunari (6 pagine) |                    |                   |
| 180 | Marzo 1980         | Charles M. Schulz |
| - Coerenza di Alfredo Chiappori (2 pagine) - Altan di Altan (2 pagine) - Bobo di Sergio Staino (7 pagine) - Teste di ghisa (5 pagine) - Peanuts di Charles M. Schulz (8 pagine) - Il vissuto dello scritto di Claire Bretécher (4 pagine) - Sordi di Jean-Marc Reiser (4 pagine) - Alè tran tran!!!: L'occasione di Lorenzo Mattotti, Antonio Tettamanti (8 pagine) - La testa nel sacco (prima parte) di Gèrard Lauzier (10 pagine) - Doonesbury di Garry B. Trudeau (6 pagine) - Minus di Marcello Jori (2 pagine) - Hit Parade di Georges Wolinski (2 pagine) - Bristow di Frank Dickens (8 pagine) - Cercando Godot (prima parte) di Daniele Panebarco (14 pagine) - Feiffer di Jules Feiffer (4 pagine) - Petit-Roulet di Philippe Petit-Roulet (4 pagine) - B.C. di Johnny Hart (4 pagine) - Wizard of Id di Brant Parker, Johnny Hart (6 pagine) - Fra Salmastro: ...e gli ultimi saranno i primi (nona ed ultima parte) di Enzo Lunari (6 pagine) |                    |                   |
| 181 | Aprile 1980        | Altan             |
| - Coerenza di Alfredo Chiappori (2 pagine) - Peanuts di Charles M. Schulz (10 pagine) - Altan di Altan (1 pagina) - Cercando Godot (seconda parte) di Daniele Panebarco (5 pagine) - Copi: Vita da cani di Copi (5 pagine) - Sola nella notte - Pret-à-porter di Claire Bretécher (2 pagine) - La testa nel sacco (seconda parte) di Gèrard Lauzier (12 pagine) - Feiffer di Jules Feiffer (2 pagine) - Doonesbury di Garry B. Trudeau (6 pagine) - Minus di Marcello Jori (2 pagine) - Reiser di Jean-Marc Reiser (2 pagine) - Bristow di Frank Dickens (10 pagine) - Alè tran tran!!!: Autogol di Lorenzo Mattotti, Antonio Tettamanti (4 pagine) - Petit-Roulet: Giornale di bordo - Missione impossibile di Philippe Petit-Roulet (4 pagine) - B.C. di Johnny Hart (6 pagine) - Wizard of Id di Brant Parker, Johnny Hart (6 pagine) - Crock di Bill Rechin, Don Wilder (5 pagine) - Bobo di Sergio Staino (13 pagine) |                    |                   |
| 182 | Maggio 1980        | Sergio Staino     |
| - Coerenza di Alfredo Chiappori (2 pagine) - Bobo di Sergio Staino (7 pagine) - Minus di Marcello Jori (5 pagine) - Fra' Salmastro: Un popolo di santi (prima parte) di Enzo Lunari (6 pagine) - Peanuts di Charles M. Schulz (8 pagine) - Alè tran tran!!!: L'intervallo di Lorenzo Mattotti, Antonio Tettamanti (8 pagine) - La domanda di matrimonio di Georges Wolinski (2 pagine) - Bretecher: Rivelazione - Su misura di Claire Bretécher (4 pagine) - Doonesbury di Garry B. Trudeau (6 pagine) - Reiser di Jean-Marc Reiser (2 pagine) - Bristow di Frank Dickens (8 pagine) - Petit-Roulet: Un buon inizio - Niente di speciale - Biancheria sporca di Philippe Petit-Roulet (4 pagine) - Crock di Bill Rechin, Don Wilder (7 pagine) - Wizard of Iz di Brant Parker, Johnny Hart (6 pagine) - B.C. di Johnny Hart (6 pagine) - Beetle Bailey di Kevin Walker (6 pagine) - La testa nel sacco (terza parte) di Gèrard Lauzier (8 pagine) |                    |                   |
| 183 | Giugno 1980        | Guido Crepax      |
| - Coerenza di Alfredo Chiappori (1 pagina) - Altan di Altan (2 pagine) - Cercando Godot (terza parte) di Daniele Panebarco (9 pagine) - Nostalgia (prima parte) di Guido Crepax (10 pagine) - Fra' Salmastro: Un popolo di santi (seconda parte) di Enzo Lunari (6 pagine) - Alè tran tran!!!: Il risultato, un furto di Lorenzo Mattotti, Antonio Tettamanti (6 pagine) - Bobo di Sergio Staino (7 pagine) - Peanuts di Charles M. Schulz (10 pagine) - Minus di Marcello Jori (2 pagine) - Reiser di Jean-Marc Reiser (1 pagina) - Feiffer di Jules Feiffer (2 pagine) - Wizard of Iz di Brant Parker, Johnny Hart (5 pagine) - Crock di Bill Rechin, Don Wilder (3 pagine) - Beetle Bailey di Mort Walker (6 pagine) - Doonesbury di Garry B. Trudeau (4 pagine) - Bretecher: Primavera lombare - Acqua in bocca di Claire Bretécher (4 pagine) - Reiser di Jean-Marc Reiser (2 pagine) - Alexandre di Georges Wolinski (1 pagina) - L'età del ferro di Georges Blondaux (4 pagine) - La testa nel sacco (quarta parte) di Gèrard Lauzier (9 pagine) |                    |                   |
| 184 | Luglio 1980        | Altan             |
| - Coerenza di Alfredo Chiappori (2 pagine) - Altan di Altan (1 pagina) - Nostalgia (seconda parte) di Guido Crepax (10 pagine) - Bobo di Sergio Staino (8 pagine) - Fra' Salmastro: Un popolo di santi (terza parte) di Enzo Lunari (6 pagine) - Alè tran tran!!!: L'album dei panini di Lorenzo Mattotti, Antonio Tettamanti (8 pagine) - Peanuts di Charles M. Schulz (7 pagine) - Minus di Marcello Jori (4 pagine) - Reiser di Jean-Marc Reiser (1 pagina) - Feiffer di Jules Feiffer (4 pagine) - Doonesbury di Garry B. Trudeau (4 pagine) - B.C. di Johnny Hart (6 pagine) - Crock di Bill Rechin, Don Wilder (7 pagine) - Beetle Bailey di Mort Walker (6 pagine) - GèBè: Pagina di esercizi pratici - Cartelli di Georges Blondaux (2 pagine) - Bretecher: Teste di Bo - Ariete ascendente Leone di Claire Bretécher (4 pagine) - Copi: La prigione di Copi (4 pagine) - La testa nel sacco (quinta parte) di Gèrard Lauzier (7 pagine) |                    |                   |
| 185 | Agosto 1980        | Altan             |
| - Senza storia di Claire Bretécher (1 pagina) - Altan di Altan (2 pagine) - Senza famiglia di Sergio Staino (9 pagine) - Cercando Godot (quarta ed ultima parte) di Daniele Panebarco (12 pagine) - Nostalgia (terza parte) di Guido Crepax (10 pagine) - Fraì Salmastro: Un popolo di santi (quarta parte) di Enzo Lunari (6 pagine) - Coerenza di Alfredo Chiappori (1 pagina) - Tio Mate sorride (prima parte) di Sergio Vigna (8 pagine) - Peanuts di Charles M. Schulz (7 pagine) - Feiffer di Jules Feiffer (5 pagine) - Wizard of Id di Brant Parker, Johnny Hart (5 pagine) - B.C. di Johnny Hart (3 pagine) - Doonesbury di Garry B. Trudeau (5 pagine) - L'età del ferro di Georges Blondaux (4 pagine) - Difficoltà per le vacanze - Brutto, moscio e scemo! di Georges Wolinski (2 pagine) - Le orecchie rosse di Jean-Marc Reiser (10 pagine) - La testa nel sacco (sesta ed ultima parte) di Gèrard Lauzier (11 pagine) |                    |                   |
| 186 | Settembre 1980     | Marcello Jori     |
| - Coerenza di Alfredo Chiappori (1 pagina) - Nostalgia (quarta ed ultima parte) di Guido Crepax (12 pagine) - Altan di Altan (3 pagine) - Bobo di Sergio Staino (6 pagine) - Minus di Marcello Jori (8 pagine) - Tio Mate sorride (seconda parte) di Sergio Vigna (9 pagine) - Fra' Salmastro: Un popolo di santi (quinta parte) di Enzo Lunari (6 pagine) - Peanuts di Charles M. Schulz (7 pagine) - Apocalypse Cow! (prima parte) di Matteo Guarnaccia, Sabina Ciuffini (4 pagine) - Agar: I giocattoli malefici (prima parte) di Robert Gigi, Claude Moliterni (3 pagine) - Feiffer di Jules Feiffer (6 pagine) - Doonesbury di Garry B. Trudeau (5 pagine) - Beetle Bailey di Mort Walker (6 pagine) - B.C. di Johnny Hart (5 pagine) - Wizard of id di Brant Parker, Johnny Hart (5 pagine) - Crock di Bill Rechin, Don Wilder (6 pagine) - Bretecher: Rinnovarsi - Socio/sbronza di Claire Bretécher (4 pagine) - Hit-Parade di Georges Wolinski (2 pagine) - I nuovi Arabi di Copi (4 pagine) - L'età del ferro: L'amore - La prestidigitazione di Georges Blondaux (4 pagine) - Petit/Roulet: Cattivo gusto - Porcheria di Philippe Petit-Roulet (3 pagine)                                                                 |                    |                   |
| 187 | Ottobre 1980       | Hugo Pratt        |
| - Coerenza di Alfredo Chiappori (5 pagine) - Il Piccolo Lenin in: Oltre il guado (prima parte) di Daniele Panebarco (6 pagine) - Altan di Altan (2 pagine) - Bobo di Sergio Staino (8 pagine) - G & V di Ugo Bertotti (3 pagine) - Fra' Salmastro: Un popolo di santi (sesta parte) di Enzo Lunari (6 pagine) - Tio Mate sorride di Sergio Vigna (4 pagine) - Peanuts di Charles M. Schulz (6 pagine) - La semina e il raccolto di Claire Bretécher (2 pagine) - Petit-Roulet / Laggiù nel paese dei Tropici - Lo sciopero generale di Philippe Petit-Roulet (3 pagine) - La corsa dei bimbi a papà (prima parte) di Marcello Jori (3 pagine) - Agar - I giocattoli malefici (seconda parte) di Robert Gigi, Claude Moliterni (2 pagine) - Apocalypse cow! (seconda parte) di Matteo Guarnaccia, Sabina Ciuffini (3 pagine) - Corto Maltese: La casa dorata di Samarcanda (prima parte) di Hugo Pratt (8 pagine) - Feiffer di Jules Feiffer (2 pagine) - Doonesbury di Garry B. Trudeau (5 pagine) - Reiser: Le orecchie rosse di Jean-Marc Reiser (2 pagine) - Il mondo è bello perché è vario! di Georges Wolinski (2 pagine) - Crock di Bill Rechin, Don Wilder (4 pagine) - Wizard of Id di Brant Parker, Johnny Hart (5 pagine) |                    |                   |
| 188 | Novembre 1980      | Charles M. Schulz |
| - Peanuts di Charles M. Schulz (7 pagine) - Coerenza di Alfredo Chiappori (1 pagina) - Altan di Altan (1 pagina) - Bobo di Sergio Staino (8 pagine) - 1º ottobre di Giancarlo Ascari (6 pagine) - Corto Maltese: La casa dorata di Samarcanda (seconda parte) di Hugo Pratt (10 pagine) - Il Piccolo Lenin in: Oltre il guado (seconda parte) di Daniele Panebarco (9 pagine) - Fra' Salmastro: Un popolo di santi (settima parte) di Enzo Lunari (6 pagine) - La corsa dei bimbi a papà (seconda parte) di Marcello Jori (2 pagine) - Peter Stuyvesant (3 pagine) - Apocalypse Now (terza parte) di Matteo Guarnaccia, Sabina Ciuffini (2 pagine) - Agar: I giocattoli malefici (terza parte) di Robert Gigi, Claude Moliterni (3 pagine) - Feiffer di Jules Feiffer (6 pagine) - Doonesbury di Garry B. Trudeau (3 pagine) - Beetle Bailey di Mort Walker (5 pagine) - Crock di Bill Rechin, Don Wilder (4 pagine) - B.C. di Johnny Hart (4 pagine) - Copi: Il boa di Copi (5 pagine) - Tio Mate sorride di Sergio Vigna (5 pagine) |                    |                   |
| 189 | Dicembre 1980      | Altan             |
| - Franz (prima parte) di Altan (10 pagine) - Bobo di Sergio Staino (10 pagine) - Fra' Salmastro: Un popolo di santi (ottava parte) di Enzo Lunari (6 pagine) - Corto Maltese: La casa dorata di Samarcanda (terza parte) di Hugo Pratt (9 pagine) - Peanuts di Charles M. Schulz (5 pagine) - La corsa dei bimbi a papà (terza parte) di Marcello Jori (4 pagine) - Peter Stuyvesant (3 pagine) - Apocalypse cow! (quarta parte) di Matteo Guarnaccia, Sabina Ciuffini (4 pagine) - Agar - I giocattoli malefici (quarta parte) di Robert Gigi, Claude Moliterni (4 pagine) - Parcheggio di Jean-Marc Reiser (5 pagine) - Dramma della gelosia - Libretto di famiglia di Claire Bretécher (4 pagine) - Doonesbury di Garry B. Trudeau (3 pagine) - Beetle Bailey di Mort Walker (4 pagine) - Wizard of Iz di Brant Parker, Johnny Hart (5 pagine) - Crock di Bill Rechin, Don Wilder (4 pagine) - Il piccolo Lenin in: oltre il guado (terza ed ultima parte) di Daniele Panebarco (10 pagine) |                    |                   |

## 1981
| Nr. | Data pubblicazione | Copertina         |
| --- | ------------------ | ----------------- |
| 190 | Gennaio 1981       | Altan             |
| - Pericoli e Pirella di Emanuele Pirella, Tullio Pericoli (1 pagina) - Come il rovescio del rovescio non sia esattamente il diritto ("Rebecca" - prima parte) di Anna Brandoli, Renato Queirolo (8 pagine) - Franz (seconda parte) di Altan (10 pagine) - Bobo di Sergio Staino (9 pagine) - Fra' Salmastro: Un popolo di santi (nona parte) di Enzo Lunari (6 pagine) - Il piccolo Lenin in: Baciami Baby! (prima parte) di Daniele Panebarco (8 pagine) - Corto Maltese: La casa dorata di Samarcanda (quarta parte) di Hugo Pratt (8 pagine) - La vita appassionata di Teresa D'Avila (prima parte) di Claire Bretécher (4 pagine) - Peanuts di Charles M. Schulz (6 pagine) - Doonesbury di Garry B. Trudeau (4 pagine) - Altan di Altan (1 pagina) - Feiffer di Jules Feiffer (4 pagine) - La corsa dei bimbi a papà (quarta parte) di Marcello Jori (2 pagine) - Agar - I giocattoli malefici (quinta parte) di Robert Gigi, Claude Moliterni (2 pagine) - Wizard of Id di Brant Parker, Johnny Hart (5 pagine) - B.C. di Johnny Hart (3 pagine)                                                                           |                    |                   |
| 191 | Febbraio 1981      | Claire Bretécher  |
| - Pericoli di Tullio Pericoli (1 pagina) - Come il rovescio del rovescio non sia esattamente il diritto ("Rebecca" - seconda parte) di Anna Brandoli, Renato Queirolo (8 pagine) - Fra' Salmastro: Un popolo di santi (decima parte) di Enzo Lunari (6 pagine) - Franz (terza parte) di Altan (10 pagine) - La vita appassionata di Teresa D'Avila (seconda parte) di Claire Bretécher (4 pagine) - Wizard of Iz di Brant Parker, Johnny Hart (4 pagine) - Dalmaviva di Mario Dalmaviva (4 pagine) - Il Piccolo Lenin: Baciami Baby (seconda parte) di Daniele Panebarco (10 pagine) - Bobo di Sergio Staino (7 pagine) - Kamillo Kromo (prima parte) di Altan (13 pagine) - Peanuts di Charles M. Schulz (7 pagine) - Minus di Marcello Jori (4 pagine) - Un mostro - Disegni animati di Georges Wolinski (2 pagine) - Crock di Bill Rechin, Don Wilder (4 pagine) - Beetle Bailey di Mort Walker (4 pagine) |                    |                   |
| 192 | Marzo 1981         | Charles M. Schulz |
| - Pericoli di Tullio Pericoli (1 pagina) - Altan di Altan (2 pagine) - Peanuts di Charles M. Schulz (6 pagine) - La vita appassionata di Teresa D'Avila (terza parte) di Claire Bretécher (4 pagine) - Bobo di Sergio Staino (8 pagine) - Come il rovescio del rovescio non sia esattamente il diritto ("Rebecca" - terza parte) di Anna Brandoli, Renato Queirolo (9 pagine) - Corto Maltese: La casa dorata di Samarcanda (quinta parte) di Hugo Pratt (7 pagine) - Dalmaviva di Mario Dalmaviva (5 pagine) - Franz (quarta parte) di Altan (10 pagine) - Telecontrollo di Giancarlo Ascari (4 pagine) - Minus di Marcello Jori (2 pagine) - Reiser di Jean-Marc Reiser (3 pagine) - Kamillo Kromo (seconda parte) di Altan (7 pagine) - Doonesbury di Garry B. Trudeau (3 pagine) - Feiffer di Jules Feiffer (4 pagine) - Beetle Bailey di Mort Walker (4 pagine) - B.C. di Johnny Hart (4 pagine) - Crock di Bill Rechin, Don Wilder (4 pagine) - Fra' Salmastro: Un popolo di santi (undicesima ed ultima parte) di Enzo Lunari (6 pagine) - Il Piccolo Lenin: Baciami, Baby! (terza parte) di Daniele Panebarco (5 pagine) |                    |                   |
| 193 | Aprile 1981        | Altan             |
| - Pericoli di Tullio Pericoli (1 pagina) - Doonesbury di Garry B. Trudeau (5 pagine) - Altan di Altan (2 pagine) - Quando l'abito fa il monaco a strisce ("Rebecca" - quarta parte) di Anna Brandoli, Renato Queirolo (10 pagine) - Dalmaviva di Mario Dalmaviva (5 pagine) - Altan: Franz (quinta parte) di Altan (10 pagine) - La vita appassionata di Teresa D'Avila (quarta parte) di Claire Bretécher (4 pagine) - Bobo di Sergio Staino (9 pagine) - Goosemeyer di Brant Parker, Don Wilder (5 pagine) - Buona Pasqua di Marcello Jori (3 pagine) - Kamillo Kromo (terza parte) di Altan (6 pagine) - Reiser di Jean-Marc Reiser (3 pagine) - Peanuts di Charles M. Schulz (6 pagine) - Feiffer di Jules Feiffer (5 pagine) - Beetle Bailey di Mort Walker (3 pagine) - Wizard of Iz di Brant Parker, Johnny Hart (5 pagine) - Crock di Bill Rechin, Don Wilder (4 pagine) - Il piccolo Lenin in: Baciami, baby! (quarta parte) di Daniele Panebarco (8 pagine) |                    |                   |
| 194 | Maggio 1981        | Guido Crepax      |
| - Pericoli di Tullio Pericoli (1 pagina) - Arrivederci lettori miei di Claire Bretécher (2 pagine) - Reiser: Bretecher!... di Jean-Marc Reiser (1 pagina) - Alfabeto muto (prima parte) di Guido Crepax (12 pagine) - Altan di Altan (2 pagine) - Quando l'abito fa il monaco a strisce ("Rebecca" - quinta parte) di Anna Brandoli, Renato Queirolo (10 pagine) - Altan: Franz (sesta parte) di Altan (10 pagine) - La vita appassionata di Teresa D'Avila (quinta ed ultima parte) di Claire Bretécher (4 pagine) - Bobo di Sergio Staino (8 pagine) - Dalmaviva di Mario Dalmaviva (2 pagine) - Doonesbury di Garry B. Trudeau (4 pagine) - Auguri, mamme! di Marcello Jori (3 pagine) - Petit-Roulet: Armadi - Un bel coraggio di Philippe Petit-Roulet - Reiser di Jean-Marc Reiser (3 pagine) - Peanuts di Charles M. Schulz (7 pagine) - Goosemyer di Brant Parker, Don Wilder (4 pagine) - B.C. di Johnny Hart (5 pagine) - Crock di Bill Rechin, Don Wilder (5 pagine) - Wizard of Id di Brant Parker, Johnny Hart (4 pagine)                                                                                           |                    |                   |
| 195 | Giugno 1981        | Tullio Pericoli   |
| - Dalmaviva di Mario Dalmaviva (3 pagine) - Nemo presenta in fondo è metrò: Claustofobia di Giancarlo Ascari (9 pagine) - Altan di Altan (1 pagina) - Quando l'abito fa il monaco a strisce ("Rebecca" - sesta parte) di Anna Brandoli, Renato Queirolo (10 pagine) - Altan: Franz (settima parte) di Altan (10 pagine) - Fra' Salmastro: La verginità trionfante (prima parte) di Enzo Lunari (6 pagine) - Alfabeto muto (seconda parte) di Guido Crepax (10 pagine) - Minus di Marcello Jori (2 pagine) - Reiser di Jean-Marc Reiser (2 pagine) - Abbasso la tivù! - Botte e risposte di Georges Wolinski - Reiser di Jean-Marc Reiser (1 pagina) - Bristow di Frank Dickens (3 pagine) - Peanuts di Charles M. Schulz (6 pagine) - Feiffer di Jules Feiffer (3 pagine) - Doonesbury di Garry B. Trudeau (4 pagine) - Wizard of Iz di Brant Parker, Johnny Hart (5 pagine) - B.C. di Johnny Hart (6 pagine) - Crock di Bill Rechin, Don Wilder (6 pagine) - Goosemyer di Brant Parker, Don Wilder (5 pagine) |                    |                   |
| 196 | Luglio 1981        | Charles M. Schulz |
| - Altan di Altan (6 pagine) - Nemo presenta in fondo è metrò: Rebus di Silvio Cadelo (9 pagine) - Bobo di Sergio Staino (10 pagine) - Altan: Franz (ottava parte) di Altan (10 pagine) - Quando l'abito fa il monaco a strisce ("Rebecca" - settima parte) di Anna Brandoli, Renato Queirolo (9 pagine) - Fra' Salmastro: La verginità trionfante (seconda parte) di Enzo Lunari (4 pagine) - Una sana malattia di Marcello Jori (9 pagine) - Peanuts di Charles M. Schulz (7 pagine) - Bristow di Frank Dickens (3 pagine) - Doonesbury di Garry B. Trudeau (4 pagine) - Beetle Baley di Mort Walker (4 pagine) - Goosemyer di Brant Parker, Don Wilder (4 pagine) - B.C. di Johnny Hart (4 pagine) - Alfabeto muto (terza parte) di Guido Crepax (10 pagine) |                    |                   |
| 197 | Agosto 1981        | Charles M. Schulz |
| - Dalmaviva di Mario Dalmaviva (2 pagine) - Altan: Franz (nona parte) di Altan (10 pagine) - Altan di Altan (3 pagine) - Masquerade di Giancarlo Ascari (6 pagine) - Nemo presenta in fondo è metrò: Nettezza metropolitana di Igor Tuveri, Daniele Brolli (8 pagine) - Il piccolo Lenin: Baciami, baby! (quinta parte) di Daniele Panebarco (8 pagine) - Bobo di Sergio Staino (7 pagine) - Le vie della perfezione di Claire Bretécher (11 pagine) - Le zanzare di Marcello Jori (3 pagine) - Minus di Marcello Jori (1 pagina) - Peanuts di Charles M. Schulz (5 pagine) - Feiffer: Soldi di Jules Feiffer (2 pagine) - Bristow di Frank Dickens (4 pagine) - Doonesbury di Garry B. Trudeau (4 pagine) - Goosemyer di Brant Parker, Don Wilder (4 pagine) - Wizard of Id di Brant Parker, Johnny Hart (4 pagine) - B.C. di Johnny Hart (4 pagine) - Crock di Bill Rechin, Don Wilder (5 pagine) - Alfabeto muto (quarta parte) di Guido Crepax (9 pagine) |                    |                   |
| 198 | Settembre 1981     | Altan             |
| - Altan: Franz (decima ed ultima parte) di Altan (10 pagine) - Dalmaviva di Mario Dalmaviva (3 pagine) - Fra' Salmastro: La verginità trionfante (terza parte) di Enzo Lunari (8 pagine) - Altan di Altan (2 pagine) - Nemo presenta in fondo è metrò: Da un punto di vista di Lorenzo Mattotti (11 pagine) - Gran madre formaggio ("Rebecca" - ottava parte) di Anna Brandoli, Renato Queirolo (6 pagine) - Acrobazie - Mensa di Marcello Jori - Il piccolo Lenin: Baciami, baby! (sesta ed ultima parte) di Daniele Panebarco (7 pagine) - Esorcismi di Claire Bretécher (12 pagine) - Alluvione - Se le vacche facessero il miele - Salumeria - Macelleria di Jean-Marc Reiser (4 pagine) - Doonesbury di Garry B. Trudeau (3 pagine) - Feiffer di Jules Feiffer (2 pagine) - Peanuts di Charles M. Schulz (8 pagine) - Bristow di Frank Dickens (3 pagine) - Goosemyer di Brant Parker, Don Wilder (4 pagine) - Beetle Bailey di Mort Walker (4 pagine) - B.C. di Johnny Hart (4 pagine) - Crock di Bill Rechin, Don Wilder - Alfabeto muto (quinta ed ultima parte) di Guido Crepax (7 pagine)                              |                    |                   |
| 199 | Ottobre 1981       | Charles M. Schulz |
| - Dalmaviva di Mario Dalmaviva (3 pagine) - Bobo di Sergio Staino (9 pagine) - Altan di Altan - Fra' Salmastro: La verginità trionfante (quarta parte) di Enzo Lunari (6 pagine) - Gran madre formaggio ("Rebecca" - nona parte) di Anna Brandoli, Renato Queirolo (6 pagine) - Nemo presenta in fondo è metrò: Mr. Universo di Giorgio Carpinteri (8 pagine) - Petit-Roulet di Philippe Petit-Roulet (3 pagine) - Reiser: Le orecchie rosse di Jean-Marc Reiser (5 pagine) - El cartografo di Claire Bretécher (8 pagine) - Peanuts di Charles M. Schulz (8 pagine) - Bristow di Frank Dickens (3 pagine) - Doonesbury di Garry B. Trudeau (6 pagine) - Beetle Bailey di Mort Walker (4 pagine) - Goosemeyer di Brant Parker, Don Wilder (4 pagine) - Crock di Bill Rechin, Don Wilder (3 pagine) - Wizard of Iz di Brant Parker, Johnny Hart (7 pagine) - Joe Balordo (prima parte) di Benito Jacovitti (6 pagine) |                    |                   |
| 200 | Novembre 1981      | Altan             |
| - Dalmaviva di Mario Dalmaviva (2 pagine) - Le madri di Claire Bretécher (4 pagine) - L'imprenditore di Georges Wolinski (2 pagine) - Petit-Roulet di Philippe Petit-Roulet (2 pagine) - Altan di Altan (2 pagine) - Bobo di Sergio Staino (10 pagine) - Fra' Salmastro: La verginità trionfante (quinta parte) di Enzo Lunari (6 pagine) - Gran madre formaggio ("Rebecca" - decima parte) di Anna Brandoli, Renato Queirolo (8 pagine) - Nemo presenta in fondo è metrò: Dove finiscono i treni di Ugo Bertotti, Antonio Tettamanti (9 pagine) - Mordillo di Guillermo Mordillo (2 pagine) - Orco Re (prima parte) di Giuseppe Lagana', Renato Queirolo (8 pagine) - Minus di Marcello Jori (1 pagina) - Peanuts di Charles M. Schulz (9 pagine) - Doonesbury di Garry B. Trudeau (4 pagine) - Feiffer di Jules Feiffer (2 pagine) - Beetle Bailey di Mort Walker (3 pagine) - Crock di Bill Rechin, Don Wilder (3 pagine) - B.C. di Johnny Hart (3 pagine) |                    |                   |
| 201 | Dicembre 1981      | Sergio Staino     |
| - Dalmaviva di Mario Dalmaviva (5 pagine) - Nemo presenta: In fondo è metrò di Altan (8 pagine) - Altan di Altan (1 pagina) - Fra' Salmastro: La verginità trionfante (sesta parte) di Enzo Lunari (6 pagine) - Bobo di Sergio Staino (7 pagine) - Gran madre formaggio ("Rebecca" - undicesima parte) di Anna Brandoli, Renato Queirolo (10 pagine) - Le madri di Claire Bretécher (4 pagine) - Mordillo di Guillermo Mordillo (1 pagina) - Orco Re (seconda parte) di Giuseppe Lagana', Renato Queirolo (8 pagine) - Peanuts di Charles M. Schulz (7 pagine) - Bristow di Frank Dickens (4 pagine) - Doonesbury di Garry B. Trudeau (3 pagine) - Feiffer di Jules Feiffer (2 pagine) - Beetle Bailey di Mort Walker (4 pagine) - Crock di Bill Rechin, Don Wilder (3 pagine) - Wizard of Iz di Brant Parker, Johnny Hart (4 pagine) - Joe Balordo (seconda parte) di Benito Jacovitti (6 pagine) - Valentina di Guido Crepax (1 pagina) |                    |                   |

## 1982
| Nr. | Data pubblicazione | Copertina         |
| --- | ------------------ | ----------------- |
| 202 | Gennaio 1982       | Altan             |
| - Dalmaviva di Mario Dalmaviva (4 pagine) - Altan di Altan (2 pagine) - Bobo di Sergio Staino (7 pagine) - Madame Inquieta: Tè o caffè di Mojmir Jezek, Paola Zanuttini (1 pagina) - Fra' Salmastro: La verginità trionfante (settima parte) di Enzo Lunari (6 pagine) - Gran madre formaggio ("Rebecca" - dodicesima parte) di Anna Brandoli, Renato Queirolo (8 pagine) - Le madri di Claire Bretécher (3 pagine) - Mordillo di Guillermo Mordillo (2 pagine) - Copi di Copi (5 pagine) - Doonesbury di Garry B. Trudeau (3 pagine) - Carlo (prima parte) di Marcello Jori (6 pagine) - Orco Re (terza parte) di Giuseppe Lagana', Renato Queirolo (8 pagine) - Peanuts di Charles M. Schulz (7 pagine) - Feiffer di Jules Feiffer (3 pagine) - Goosemyer di Brant Parker, Don Wilder (6 pagine) - Bristow di Frank Dickens (4 pagine) - Crock di Bill Rechin, Don Wilder (10 pagine) - Wizard of Id di Brant Parker, Johnny Hart (5 pagine) - B.C. di Johnny Hart (4 pagine) - Joe Balordo (terza parte) di Benito Jacovitti (6 pagine) |                    |                   |
| 203 | Febbraio 1982      | Altan             |
| - Dalmaviva di Mario Dalmaviva (3 pagine) - Bobo: Racconto d'inverno di Sergio Staino (8 pagine) - Altan di Altan (3 pagine) - Grundrisse di Daniele Panebarco (2 pagine) - Gran madre formaggio ("Rebecca" - tredicesima parte) di Anna Brandoli, Renato Queirolo (10 pagine) - Madame Inquieta di Mojmir Jezek, Paola Zanuttini (1 pagina) - Made in Germany (prima parte) di Guido Crepax (10 pagine) - Fra' Salmastro: La verginità trionfante (ottava parte) di Enzo Lunari (6 pagine) - Carletto (seconda parte) di Marcello Jori (7 pagine) - Orco Re (quarta parte) di Giuseppe Lagana', Renato Queirolo (6 pagine) - Mordillo di Guillermo Mordillo (2 pagine) - Peanuts di Charles M. Schulz (6 pagine) - Doonesbury di Garry B. Trudeau (3 pagine) - Feiffer di Jules Feiffer (2 pagine) - Goosemyer di Brant Parker, Don Wilder (4 pagine) - Beetle Bailey di Mort Walker (4 pagine) - Crock di Bill Rechin, Don Wilder (4 pagine) - Wizard of Id di Brant Parker, Johnny Hart (5 pagine) - Coppia di Georges Wolinski (2 pagine) - Le madri di Claire Bretécher (3 pagine) - Joe Balordo (quarta ed ultima parte) di Benito Jacovitti (6 pagine) |                    |                   |
| 204 | Marzo 1982         | Altan             |
| - Dalmaviva di Mario Dalmaviva (3 pagine) - Altan di Altan (7 pagine) - Grundrisse di Daniele Panebarco (2 pagine) - Madame Inquieta di Mojmir Jezek, Paola Zanuttini (1 pagina) - Made in Germany (seconda parte) di Guido Crepax (10 pagine) - Bobo di Sergio Staino (2 pagine) - Fra' Salmastro: La verginità trionfante (nona ed ultima parte) di Enzo Lunari (6 pagine) - Peanuts di Charles M. Schulz (8 pagine) - Bristow di Frank Dickens (6 pagine) - Mordillo di Guillermo Mordillo (3 pagine) - Orco Re (quinta parte) di Giuseppe Lagana', Renato Queirolo (5 pagine) - Feto e Carletto (terza parte) di Marcello Jori (5 pagine) - Feiffer di Jules Feiffer (3 pagine) - Doonesbury di Garry B. Trudeau (4 pagine) - Goosemyer di Brant Parker, Don Wilder (5 pagine) - Beetle Bailey di Mort Walker (5 pagine) - B.C. di Johnny Hart (5 pagine) - Wizard of Id di Brant Parker, Johnny Hart (4 pagine) - Se fossi... di Georges Wolinski (1 pagina) - Le madri (prima parte) di Claire Bretécher (4 pagine) - Il porcone di Jean-Marc Reiser (2 pagine) - Janine di Jean-Marc Reiser (2 pagine) |                    |                   |
| 205 | Aprile 1982        | Charles M. Schulz |
| - Dalmaviva di Mario Dalmaviva (3 pagine) - Girighiz di Enzo Lunari (7 pagine) - Altan di Altan (6 pagine) - Bobo di Sergio Staino (9 pagine) - Made in Germany (terza parte) di Guido Crepax (12 pagine) - Grundrisse di Daniele Panebarco (2 pagine) - Quino di Quino (1 pagina) - Madame inquieta di Mojmir Jezek, Paola Zanuttini (1 pagina) - Incoronato a vita (prima parte) di Giorgio Carpinteri, Andrea Pazienza, Marcello Jori (11 pagine) - Orco Re (sesta parte) di Giuseppe Lagana', Renato Queirolo (5 pagine) - Feto e Carletto (quarta parte) di Marcello Jori (3 pagine) - L'appuntamento di Andrea Pazienza (8 pagine) - Le madri (seconda parte) di Claire Bretécher (4 pagine) - Peanuts di Charles M. Schulz (4 pagine) - Feiffer di Jules Feiffer (2 pagine) - Bristow di Frank Dickens (4 pagine) - Doonesbury di Garry B. Trudeau (3 pagine) - Crock di Bill Rechin, Don Wilder (3 pagine) - Wizard of Id di Brant Parker, Johnny Hart (2 pagine) - Goosemyer di Brant Parker, Don Wilder (3 pagine) - Mordillo di Guillermo Mordillo (1 pagina) |                    |                   |
| 206 | Maggio 1982        | Charles M. Schulz |
| - Dalmaviva di Mario Dalmaviva (3 pagine) - Girighiz di Enzo Lunari (7 pagine) - Altan di Altan (5 pagine) - Madame Inquieta di Mojmir Jezek, Paola Zanuttini (1 pagina) - Tempi moderni di Laura Pellegrini (2 pagine) - Bobo di Sergio Staino (8 pagine) - Made in Germany (quarta ed ultima parte) di Guido Crepax (10 pagine) - Grundrisse di Daniele Panebarco (2 pagine) - Sogno di Andrea Pazienza (5 pagine) - Incoronato a vita di Giorgio Carpinteri, Marcello Jori (11 pagine) - Dal vero di Franco Serra, Daniele Brolli (4 pagine) - L'irrinunciabile fine si giustifica con i mezzi ("Rebecca" - quattordicesima parte) di Anna Brandoli, Renato Queirolo (10 pagine) - Quino di Quino (1 pagina) - Mordillo di Guillermo Mordillo (2 pagine) - Orco Re (settima parte) di Giuseppe Lagana', Renato Queirolo (6 pagine) - Totò va al cinema di Andrea Pazienza (2 pagine) - Peanuts di Charles M. Schulz (6 pagine) - Doonesbury di Garry B. Trudeau (3 pagine) - B.C. di Johnny Hart (3 pagine) - Crock di Bill Rechin, Don Wilder (4 pagine) - Le madri (terza parte) di Claire Bretécher (4 pagine) |                    |                   |
| 207 | Giugno 1982        | Charles M. Schulz |
| - Dalmaviva di Mario Dalmaviva (2 pagine) - Bobo: ...hola, maestro!! di Sergio Staino (10 pagine) - Bruno D'Alfonso di Bruno D'Alfonso (2 pagine) - Madame Inquieta: Notte brava di Mojmir Jezek, Paola Zanuttini (2 pagine) - O no! di Laura Pellegrini - La mia (la nostra) (prima parte) di Marcello Jori, Giorgio Carpinteri (11 pagine) - L'irrinunciabile fine si giustifica con i mezzi ("Rebecca" - quindicesima parte) di Anna Brandoli, Renato Queirolo (10 pagine) - Altan di Altan (4 pagine) - Grundrisse di Daniele Panebarco (2 pagine) - Doonesbury di Garry B. Trudeau (3 pagine) - Feto e Carletto (quinta parte) di Marcello Jori (3 pagine) - Mordillo di Guillermo Mordillo (1 pagina) - Quino di Quino (1 pagina) - Orco Re (ottava ed ultima parte) di Giuseppe Lagana', Renato Queirolo (6 pagine) - Feiffer di Jules Feiffer (3 pagine) - Peanuts di Charles M. Schulz (7 pagine) - Beetle Bailey di Mort Walker (4 pagine) - Crock di Bill Rechin, Don Wilder (4 pagine) - Goosemyer di Brant Parker, Don Wilder (6 pagine) - Le madri (quarta parte) di Claire Bretécher (4 pagine) - Il porcone di Georges Wolinski (3 pagine) |                    |                   |
| 208 | Luglio 1982        | Altan             |
| - Altan di Altan (6 pagine) - Dalmaviva di Mario Dalmaviva (3 pagine) - Madame Inquieta: Rêve d'amour di Mojmir Jezek, Paola Zanuttini (2 pagine) - Bruno D'Alfonso di Bruno D'Alfonso (3 pagine) - Tempi moderni di Laura Pellegrini (1 pagina) - Bobo di Sergio Staino (7 pagine) - Girighiz di Enzo Lunari (7 pagine) - La mia (la nostra) (seconda parte) di Marcello Jori, Giorgio Carpinteri (11 pagine) - Grundrisse di Daniele Panebarco (2 pagine) - L'irrinunciabile fine si giustifica con i mezzi ("Rebecca" - sedicesima ed ultima parte) di Anna Brandoli, Renato Queirolo (10 pagine) - Demenxial - Un problema sottile di Massimo Giacon (4 pagine) - Feto e Carletto (sesta parte) di Marcello Jori (6 pagine) - Calligaro di Renato Calligaro (1 pagina) - Peanuts di Charles M. Schulz (8 pagine) - Bristow di Frank Dickens (4 pagine) - Feiffer di Jules Feiffer (3 pagine) - Doonesbury di Garry B. Trudeau (3 pagine) - Dal vero di Daniele Brolli (4 pagine) - B.C. di Johnny Hart (3 pagine) - Wizard of Id di Brant Parker, Johnny Hart (3 pagine) - Goosemyer di Brant Parker, Don Wilder (3 pagine) - Le madri (quinta ed ultima parte) di Claire Bretécher (4 pagine) - Jeanine di Jean-Marc Reiser (3 pagine) - Mordillo di Guillermo Mordillo (1 pagina) |                    |                   |
| 209 | Agosto 1982        | Sergio Staino     |
| - Quino di Quino (1 pagina) - Dalmaviva di Mario Dalmaviva (4 pagine) - Bobo: Mittel Europa di Sergio Staino (9 pagine) - Madame Inquieta: Do it yourself di Mojmir Jezek, Paola Zanuttini (2 pagine) - Creatività innanzitutto di Giuliana Maldini (8 pagine) - Altan di Altan (8 pagine) - Calligaro di Renato Calligaro (3 pagine) - Finnegan di Roberto Deriu (5 pagine) - Bruno D'Alfonso di Bruno D'Alfonso (1 pagina) - Fritto misto di Laura Pellegrini (1 pagina) - Dal vero di Daniele Brolli (4 pagine) - Peanuts di Charles M. Schulz (12 pagine) - Girighiz di Enzo Lunari (7 pagine) - Secondo Teo di Giorgio Carpinteri, Marcello Jori (8 pagine) - Bristow di Frank Dickens (5 pagine) - Doonesbury di Garry B. Trudeau (6 pagine) - Feiffer di Jules Feiffer (2 pagine) - Beetle Bailey di Mort Walker (7 pagine) - Crock di Bill Rechin, Don Wilder (5 pagine) - Goosemyer di Brant Parker, Don Wilder (5 pagine) - B.C. di Johnny Hart (5 pagine) - Wizard of Iz di Brant Parker, Johnny Hart (6 pagine) - Le madri di Claire Bretécher (2 pagine) - Il sesso è finito di Georges Wolinski (3 pagine) - Il porcone di Jean-Marc Reiser (1 pagina) - Mordillo di Guillermo Mordillo (1 pagina)                                                                        |                    |                   |
| 210 | Settembre 1982     | Charles M. Schulz |
| - Dalmaviva di Mario Dalmaviva (4 pagine) - Frau Rosselli und Fraülein Lang (prima parte) di Guido Crepax (12 pagine) - La mia (la nostra) (terza parte) di Marcello Jori, Giorgio Carpinteri (7 pagine) - Madame Inquieta: On the road again di Mojmir Jezek, Paola Zanuttini (2 pagine) - Bruno D'Alfonso di Bruno D'Alfonso (1 pagina) - Tempi moderni di Laura Pellegrini (1 pagina) - Bobo di Sergio Staino (7 pagine) - Altan di Altan (4 pagine) - Il caso dell'anima scomparsa di Daniele Panebarco (8 pagine) - Girighiz di Enzo Lunari (7 pagine) - Demenxial: Sbattimenti di Massimo Giacon (4 pagine) - Feto e Carletto (settima parte) di Marcello Jori (9 pagine) - Peanuts di Charles M. Schulz (7 pagine) - Bristow di Frank Dickens (4 pagine) - Doonesbury di Garry B. Trudeau (3 pagine) - Beetle Bailey di Mort Walker (3 pagine) - Crock di Bill Rechin, Don Wilder (3 pagine) - B.C. di Johnny Hart (4 pagine) - Goosemyer di Brant Parker, Don Wilder (4 pagine) - Le madri di Claire Bretécher (2 pagine) - Quino di Quino (1 pagina) - Mordillo di Guillermo Mordillo (1 pagina) |                    |                   |
| 211 | Ottobre 1982       | Altan             |
| - Dalmaviva di Mario Dalmaviva (4 pagine) - Bobo di Sergio Staino (10 pagine) - Altan di Altan (5 pagine) - Finnegan di Alberto De Riu (4 pagine) - Bruno D'Alfonso di Bruno D'Alfonso (1 pagina) - Girighiz di Enzo Lunari (7 pagine) - Calligaro di Renato Calligaro (1 pagina) - Frau Rosselli und Fraülein Lang (seconda parte) di Guido Crepax (12 pagine) - Madame Inquieta: Febbre di Mojmir Jezek, Paola Zanuttini (2 pagine) - Dal vero di Daniele Brolli - Mordillo di Guillermo Mordillo (2 pagine) - Feto e Carletto (ottava parte) di Marcello Jori (4 pagine) - Peanuts di Charles M. Schulz (7 pagine) - Bristow di Frank Dickens (3 pagine) - Feiffer di Jules Feiffer (2 pagine) - Quino di Quino (1 pagina) - Beetle Bailey di Mort Walker (5 pagine) - Wizard of Id di Brant Parker, Johnny Hart (4 pagine) - B.C. di Johnny Hart (5 pagine) - Goosemyer di Brant Parker, Don Wilder (4 pagine) - Le madri di Claire Bretécher (2 pagine) - Reiser di Jean-Marc Reiser (3 pagine) |                    |                   |
| 212 | Novembre 1982      | Charles M. Schulz |
| - Dalmaviva di Mario Dalmaviva (4 pagine) - Petit Roulet: La banda di Totò - Primo contatto - Ripetizione generale - Il piccolo poeta di Philippe Petit-Roulet (4 pagine) - Le madri di Claire Bretécher (1 pagina) - Nuova stampa femminile - Gruppo di famiglia in un interno di Georges Wolinski (6 pagine) - Girighiz di Enzo Lunari (9 pagine) - Altan di Altan (3 pagine) - Frau Rosselli und Fraülein Lang (terza ed ultima parte) di Guido Crepax (12 pagine) - Bobo di Sergio Staino (6 pagine) - L'Edipo ritrovato di Daniele Panebarco (12 pagine) - Bruno D'Alfonso di Bruno D'Alfonso (1 pagina) - L'incredibile scoperta di Orniteco Morfea, paleontologa: gli efemerornitoidi di Lucia Arduini (3 pagine) - Mordillo di Guillermo Mordillo (4 pagine) - Peanuts di Charles M. Schulz (7 pagine) - Madame Inquieta: Maramao di Mojmir Jezek, Paola Zanuttini (2 pagine) - Bristow di Frank Dickens (3 pagine) - Feiffer di Jules Feiffer (2 pagine) - Beetle Bailey di Mort Walker (5 pagine) - Crock di Bill Rechin, Don Wilder (5 pagine) - Goosemyer di Brant Parker, Don Wilder (4 pagine) - B.C. di Johnny Hart (5 pagine) |                    |                   |
| 213 | Dicembre 1982      | Charles M. Schulz |
| - Dalmaviva di Mario Dalmaviva (2 pagine) - Bruno D'Alfonso di Bruno D'Alfonso (3 pagine) - Altan di Altan (5 pagine) - Girighiz di Enzo Lunari (7 pagine) - Calligaro di Renato Calligaro (2 pagine) - Bobo: Festa con ballo di Sergio Staino (10 pagine) - Ellekappa di Laura Pellegrini (3 pagine) - A Natale si torna bambini di Anna Brandoli, Renato Queirolo (4 pagine) - Madame Inquieta: Tangenziale tango di Mojmir Jezek, Paola Zanuttini (2 pagine) - Finnegan di Roberto Deriu (3 pagine) - Reiser: Il Porcone di Jean-Marc Reiser (6 pagine) - Le madri di Claire Bretécher (2 pagine) - Quino di Quino (1 pagina) - Feto e Carletto (nona ed ultima parte) di Marcello Jori (9 pagine) - Peanuts di Charles M. Schulz (8 pagine) - Bristow di Frank Dickens (4 pagine) - Doonesbury di Garry B. Trudeau (3 pagine) - Feiffer di Jules Feiffer (2 pagine) - B.C. di Johnny Hart (3 pagine) - Crock di Bill Rechin, Don Wilder (5 pagine) - Goosemyer di Brant Parker, Don Wilder (4 pagine) - Beetle Bailey di Mort Walker (5 pagine) - Mordillo di Guillermo Mordillo (1 pagina) |                    |                   |

## 1983
| Nr. | Data pubblicazione | Copertina         |
| --- | ------------------ | ----------------- |
| 214 | Gennaio 1983       | Charles M. Schulz |
| - Feiffer di Jules Feiffer (1 pagina) - Dalmaviva di Mario Dalmaviva (5 pagine) - Bobo di Sergio Staino (10 pagine) - Bruno D'Alfonso di Bruno D'Alfonso (2 pagine) - Altan di Altan (4 pagine) - Ellekappa di Laura Pellegrini (2 pagine) - Girighiz di Enzo Lunari (7 pagine) - Junior di Georges Wolinski (3 pagine) - Le madri di Claire Bretécher (2 pagine) - Calligaro di Renato Calligaro (1 pagina) - Madame Inquieta: Non c'ho l'età di Mojmir Jezek, Paola Zanuttini (2 pagine) - Andante (prima parte) di Guido Crepax (12 pagine) - Secondo Teo di Giorgio Carpinteri, Marcello Jori (6 pagine) - Mordillo di Guillermo Mordillo (2 pagine) - Peanuts di Charles M. Schulz (7 pagine) - Doonesbury di Garry B. Trudeau (5 pagine) - Bristow di Frank Dickens (3 pagine) - B.C. di Johnny Hart (4 pagine) - Quino di Quino (2 pagine) - Wizard of Iz di Brant Parker, Johnny Hart (5 pagine) - Crock di Bill Rechin, Don Wilder (5 pagine) - Beetle Bailey di Mort Walker (4 pagine) |                    |                   |
| 215 | Febbraio 1983      | Charles M. Schulz |
| - Quino di Quino (1 pagina) - Dalmaviva di Mario Dalmaviva (3 pagine) - Andante (seconda parte) di Guido Crepax (12 pagine) - Ellekappa di Laura Pellegrini (2 pagine) - Bruno D'Alfonso di Bruno D'Alfonso (4 pagine) - Junior di Georges Wolinski (2 pagine) - Le madri di Claire Bretécher (2 pagine) - Altan di Altan (4 pagine) - Girighiz di Enzo Lunari (7 pagine) - Bobo di Sergio Staino (4 pagine) - Luigi Molinis di Luigi Molinis (1 pagina) - Finnegan di Roberto Deriu (5 pagine) - Peanuts di Charles M. Schulz (7 pagine) - Doonesbury di Garry B. Trudeau (4 pagine) - B.C. di Johnny Hart (3 pagine) - Wizard of Id di Brant Parker, Johnny Hart (4 pagine) - Crock di Bill Rechin, Don Wilder (5 pagine) - Goosemyer di Brant Parker, Don Wilder (6 pagine) - Beetle Bailey di Mort Walker (5 pagine) - Mordillo di Guillermo Mordillo (1 pagina) |                    |                   |
| 216 | Marzo 1983         | Charles M. Schulz |
| - Quino (tavola senza nome) di Quino (1 pagina) - Dalmaviva di Mario Dalmaviva (4 pagine) - Bobo di Sergio Staino (4 pagine) - Album di famiglia di Daniele Panebarco (3 pagine) - Girighiz di Enzo Lunari (9 pagine) - Altan di Altan (4 pagine) - Bruno D'Alfonso di Bruno D'Alfonso (3 pagine) - Calligaro di Renato Calligaro (1 pagina) - Andante (terza parte) di Guido Crepax (12 pagine) - Le madri: Ernestina - I bocciati di Claire Bretécher (4 pagine) - Junior di Georges Wolinski (3 pagine) - La casa dorata di Samarcanda (riassunto, sesta parte e... annuncio nuova sospensione!) di Hugo Pratt - Luigi Molinis di Luigi Molinis (1 pagina) - Peanuts di Charles M. Schulz (8 pagine) - Doonesbury di Garry B. Trudeau (4 pagine) - Bristow di Frank Dickens (4 pagine) - Wizard of Iz di Brant Parker, Johnny Hart (5 pagine) - B.C. di Johnny Hart (4 pagine) - Crock di Bill Rechin, Don Wilder (5 pagine) - Beetle Bailey di Mort Walker (4 pagine) - Feiffer di Jules Feiffer (2 pagine) - Mordillo di Guillermo Mordillo (1 pagina) |                    |                   |
| 217 | Aprile 1983        | Charles M. Schulz |
| - Altan di Altan (3 pagine) - La rivincita della semantica di Daniele Panebarco (6 pagine) - Bobo di Sergio Staino (7 pagine) - Bruno D'Alfonso di Bruno D'Alfonso (3 pagine) - Ellekappa di Laura Pellegrini (1 pagina) - Girighiz di Enzo Lunari (7 pagine) - Calligaro di Renato Calligaro (2 pagine) - Andante (quarta ed ultima parte) di Guido Crepax (12 pagine) - Madame Inquieta: Mommammazzo di Mojmir Jezek, Paola Zanuttini (2 pagine) - Il porcone di Jean-Marc Reiser (2 pagine) - Le madri: Eleonore - Sere di primavera di Claire Bretécher (3 pagine) - Junior di Georges Wolinski (2 pagine) - Peanuts di Charles M. Schulz (7 pagine) - Vincino di Vincenzo Gallo (3 pagine) - Doonesbury di Garry B. Trudeau (4 pagine) - Feiffer di Jules Feiffer (2 pagine) - B.C. di Johnny Hart (4 pagine) - Crock di Bill Rechin, Don Wilder (4 pagine) - Goosemyer di Brant Parker, Don Wilder (3 pagine) - Mordillo di Guillermo Mordillo (1 pagina) |                    |                   |
| 218 | Maggio 1983        | Altan             |
| - Dalmaviva di Mario Dalmaviva (4 pagine) - Bobo di Sergio Staino (9 pagine) - Bruno D'Alfonso di Bruno D'Alfonso (3 pagine) - Alamm echt Temmùrt di Andrea Pazienza, Marcello D'Angelo (8 pagine) - Calligaro di Renato Calligaro (2 pagine) - Altan di Altan (2 pagine) - Ellekappa di Laura Pellegrini (1 pagina) - Universo di Daniele Panebarco (7 pagine) - Girighiz di Enzo Lunari (7 pagine) - Madame Inquieta: Storie di ordinaria corsia di Mojmir Jezek, Paola Zanuttini (2 pagine) - Il destino di Monique (prima parte) di Claire Bretécher (4 pagine) - Junior di Georges Wolinski (3 pagine) - Il porcone di Jean-Marc Reiser (5 pagine) - Peanuts di Charles M. Schulz (6 pagine) - Doonesbury di Garry B. Trudeau (4 pagine) - B.C. di Johnny Hart (3 pagine) - Mordillo di Guillermo Mordillo (1 pagina) - Bruno D'Alfonso di Bruno D'Alfonso (1 pagina) - Molinis di Luigi Molinis (1 pagina) - Wizard of Id di Brant Parker, Johnny Hart (3 pagine) - Quino di Quino (1 pagina) - Feiffer di Jules Feiffer (2 pagine) - Beetle Bailey di Mort Walker (4 pagine) - Crock di Bill Rechin, Don Wilder (4 pagine) |                    |                   |
| 219 | Giugno 1983        | Charles M. Schulz |
| - Dalmaviva di Mario Dalmaviva (2 pagine) - Bobo di Sergio Staino (7 pagine) - Bruno D'Alfonso di Bruno D'Alfonso (3 pagine) - Altan di Altan (3 pagine) - Girighiz di Enzo Lunari (7 pagine) - Ellekappa di Laura Pellegrini (1 pagina) - Tutto da rifare di Daniele Panebarco (4 pagine) - Calligaro di Renato Calligaro (2 pagine) - Madame Inquieta: Risveglio di primavera di Mojmir Jezek, Paola Zanuttini (2 pagine) - Junior di Georges Wolinski (2 pagine) - Mordillo di Guillermo Mordillo (1 pagina) - Il porcone: Al ladro, al ladro - Solitudine di Jean-Marc Reiser (3 pagine) - Il destino di Monique (seconda parte) di Claire Bretécher (4 pagine) - Peanuts di Charles M. Schulz (7 pagine) - Bristow di Frank Dickens (4 pagine) - Feiffer di Jules Feiffer (2 pagine) - Wizard of Id di Brant Parker, Johnny Hart (6 pagine) - B.C. di Johnny Hart (5 pagine) - Beetle Bailey di Mort Walker (5 pagine) - Goosemyer di Brant Parker, Don Wilder (4 pagine) |                    |                   |
| 220 | Luglio 1983        | Charles M. Schulz |
| - Dalmaviva di Mario Dalmaviva (2 pagine) - Bobo di Sergio Staino (8 pagine) - Ellekappa di Laura Pellegrini (1 pagina) - Altan di Altan (2 pagine) - Girighiz di Enzo Lunari (7 pagine) - Praticamente Natale (prima parte) di Massimo Giacon (12 pagine) - Il porcone di Jean-Marc Reiser (2 pagine) - Il destino di Monique (terza parte) di Claire Bretécher (4 pagine) - Mordillo di Guillermo Mordillo (1 pagina) - Peanuts di Charles M. Schulz (9 pagine) - Doonesbury di Garry B. Trudeau (4 pagine) - Feiffer di Jules Feiffer (3 pagine) - B.C. di Johnny Hart (5 pagine) - Wizard of Iz di Brant Parker, Johnny Hart (4 pagine) - Kudzu di Doug Marlette (2 pagine) - Crock di Bill Rechin, Don Wilder (6 pagine) - Beetle Bailey di Mort Walker (5 pagine) - Goosemyer di Brant Parker, Don Wilder (5 pagine) - Barnes di Ayax Barnes (1 pagina) |                    |                   |
| 221 | Agosto 1983        | Charles M. Schulz |
| - Dalmaviva di Mario Dalmaviva (1 pagina) - Bobo; Il futuro nelle tue mani di Sergio Staino (7 pagine) - Altan di Altan (2 pagine) - Praticamente Natale (seconda parte) di Massimo Giacon (8 pagine) - L'uovo dei Nibelunghi di Daniele Panebarco (6 pagine) - Bruno D'Alfonso di Bruno D'Alfonso (2 pagine) - Digestione (3 pagine) - Ellekappa di Laura Pellegrini (2 pagine) - Finnegan di Roberto Deriu (4 pagine) - Madame Inquieta: Folgorazione di Mojmir Jezek, Paola Zanuttini (2 pagine) - Junior di Georges Wolinski (2 pagine) - Il destino di Monique (quarta parte) di Claire Bretécher (4 pagine) - Il porcone di Jean-Marc Reiser (3 pagine) - Peanuts di Charles M. Schulz (9 pagine) - Feiffer di Jules Feiffer (2 pagine) - Doonesbury di Garry B. Trudeau (3 pagine) - Bristow di Frank Dickens (4 pagine) - Crock di Bill Rechin, Don Wilder (5 pagine) - B.C. di Johnny Hart (7 pagine) - Wizard of Id di Brant Parker, Johnny Hart (4 pagine) - Beetle Bailey di Mort Walker (5 pagine) - Goosemyer di Brant Parker, Don Wilder (5 pagine) - Pagine d'essai: Nel bene e nel male di Lynn Johnston (2 pagine) - Barnes di Ayax Barnes (1 pagina) - Mordillo di Guillermo Mordillo (1 pagina)                           |                    |                   |
| 222 | Settembre 1983     | Altan             |
| - Barnes di Ayax Barnes (3 pagine) - Dalmaviva di Mario Dalmaviva (4 pagine) - Bobo: La speranza in fondo al viale... di Sergio Staino (7 pagine) - Calligaro di Renato Calligaro (1 pagina) - Ellekappa di Laura Pellegrini (1 pagina) - Altan di Altan (3 pagine) - Girighiz: Lontane origini e prime regole del gioco del calcio (prima parte) di Enzo Lunari (7 pagine) - Praticamente Natale (terza parte) di Massimo Giacon (8 pagine) - Madame Inquieta: Frustino e corpetto!?! di Mojmir Jezek, Paola Zanuttini (2 pagine) - Bruno D'Alfonso di Bruno D'Alfonso (6 pagine) - Il destino di Monique (quinta parte) di Claire Bretécher (3 pagine) - Junior di Georges Wolinski (2 pagine) - Il porcone: In piscina - Messaggio d'amore di Jean-Marc Reiser (3 pagine) - Peanuts di Charles M. Schulz (7 pagine) - Molinis di Luigi Molinis (1 pagina) - B.C. di Johnny Hart (6 pagine) - Wizard of Id di Brant Parker, Johnny Hart (7 pagine) - Feiffer di Jules Feiffer (4 pagine) - Crock di Bill Rechin, Don Wilder (5 pagine) - Doonesbury di Garry B. Trudeau (4 pagine) - Beetle Bailey di Mort Walker (5 pagine) - Goosemyer di Brant Parker, Don Wilder (8 pagine) - Pagine d'essai: Bloom County di Berke Breathed (2 pagine) |                    |                   |
| 223 | Ottobre 1983       | Charles M. Schulz |
| - Altan di Altan (1 pagina) - Dalmaviva di Mario Dalmaviva (2 pagine) - Vincino di Vincenzo Gallo (1 pagina) - Bobo: I love you Orianita di Sergio Staino (10 pagine) - Ellekappa di Laura Pellegrini (2 pagine) - Bruno D'Alfonso di Bruno D'Alfonso (1 pagina) - Girighiz: Lontane origini e prime regole del gioco del calcio (seconda parte) di Enzo Lunari (7 pagine) - Madame Inquieta: Saga dell'amore (1) di Mojmir Jezek, Paola Zanuttini (2 pagine) - Il destino di Monique (sesta parte) di Claire Bretécher (4 pagine) - Barnes di Ayax Barnes (2 pagine) - Junior di Georges Wolinski (5 pagine) - Doonesbury di Garry B. Trudeau (3 pagine) - Beppe Starnazza consiglia... di Massimo Giacon, Roberto Antoni (4 pagine) - Peanuts di Charles M. Schulz (9 pagine) - Bristow di Frank Dickens (5 pagine) - B.C. di Johnny Hart (5 pagine) - Wizard of Id di Brant Parker, Johnny Hart (4 pagine) - Beetle Bailey di Mort Walker (5 pagine) - Goosemyer di Brant Parker, Don Wilder (4 pagine) - Pagine d'essai: Conrad di Bill Schorr (2 pagine) - Maus: Racconto di un sopravvissuto - Lo sceicco (capitolo primo) di Art Spiegelman (14 pagine)                                                                                |                    |                   |
| 224 | Novembre 1983      | Charles M. Schulz |
| - Calligaro di Renato Calligaro (2 pagine) - Bobo di Sergio Staino (5 pagine) - Ellekappa di Laura Pellegrini (1 pagina) - Altan di Altan (3 pagine) - Girighiz: Lontane origini e prime regole del gioco del calcio (terza parte) di Enzo Lunari (7 pagine) - Il destino di Monique (settima parte) di Claire Bretécher (6 pagine) - Gransimpatico di Lorenzo Mattotti, Enzo Jannacci (2 pagine) - I ricordi di nonna Starnazza di Massimo Giacon, Roberto Antoni (4 pagine) - Peanuts di Charles M. Schulz (8 pagine) - Doonesbury di Garry B. Trudeau (2 pagine) - Feiffer di Jules Feiffer (4 pagine) - Crock di Bill Rechin, Don Wilder (6 pagine) - Quino di Quino (1 pagina) - B.C. di Johnny Hart (4 pagine) - Bristow di Frank Dickens (4 pagine) - Goosemyer di Brant Parker, Don Wilder (5 pagine) - Beetle Bailey di Mort Walker (6 pagine) - Chicks di Susanna Fisanotti (2 pagine) - Barnes di Ayax Barnes (1 pagina) - Maus: Racconto di un sopravvissuto - La luna di miele (capitolo secondo) di Art Spiegelman (16 pagine) |                    |                   |
| 225 | Dicembre 1983      | Charles M. Schulz |
| - Vincino di Vincenzo Gallo (2 pagine) - Altan di Altan (2 pagine) - Ellekappa di Laura Pellegrini (1 pagina) - Bruno D'Alfonso di Bruno D'Alfonso (2 pagine) - Bobo di Sergio Staino (8 pagine) - Girighiz: Lontane origini e prime regole del gioco del calcio (quarta parte) di Enzo Lunari (7 pagine) - Madame Inquieta: Saga dell'amore (2) di Mojmir Jezek, Paola Zanuttini (2 pagine) - Wolinski di Georges Wolinski (2 pagine) - Il destino di Monique (ottava parte) di Claire Bretécher (2 pagine) - Doonesbury di Garry B. Trudeau (3 pagine) - Bruno D'Alfonso di Bruno D'Alfonso (1 pagina) - Peanuts di Charles M. Schulz (7 pagine) - B.C. di Johnny Hart (5 pagine) - Wizard of Id di Brant Parker, Johnny Hart (4 pagine) - Bristow di Frank Dickens (5 pagine) - Crock di Bill Rechin, Don Wilder (5 pagine) - Quino di Quino (1 pagina) - Mordillo di Guillermo Mordillo (1 pagina) - Maus: Racconto di un sopravvissuto - Prigioniero di guerra (capitolo terzo) di Art Spiegelman |                    |                   |

## 1984
| Nr. | Data pubblicazione | Copertina         |
| --- | ------------------ | ----------------- |
| 226 | Gennaio 1984       | Altan             |
| - Quino di Quino (1 pagina) - Dalmaviva di Mario Dalmaviva (5 pagine) - Altan di Altan (2 pagine) - Bobo: 30 anni della nostra vita di Sergio Staino (8 pagine) - Calligaro di Renato Calligaro (2 pagine) - Ellekappa di Laura Pellegrini (2 pagine) - The 185° Day After di Enzo Lunari (3 pagine) - Se... di Daniele Panebarco (10 pagine) - Enzo Lunari di Enzo Lunari (3 pagine) - Imposter 1 di Marie Hélène Bonasso (1 pagina) - Doonesbury di Garry B. Trudeau (1 pagina) - Peanuts di Charles M. Schulz (7 pagine) - Bruno D'Alfonso e Fausto Gianì: Fruttero e Lucentini - Il palio delle contrade morte (4 pagine) - Bloom County di Berke Breathed (5 pagine) - Feiffer di Jules Feiffer (2 pagine) - Beetle Bailey di Mort Walker (4 pagine) - Crock di Bill Rechin, Don Wilder (4 pagine) - Wizard of Id di Brant Parker, Johnny Hart (3 pagine) - Il destino di Monique (nona parte) di Claire Bretécher (4 pagine) - Omaggio a Reiser di Georges Blondaux, Willem (2 pagine) - Reiser di Jean-Marc Reiser (3 pagine) - Maus: Racconto di un sopravvissuto - Il cappio si stringe (capitolo quarto) di Art Spiegelman                                                       |                    |                   |
| 227 | Febbraio 1984      | Charles M. Schulz |
| - Dalmaviva di Mario Dalmaviva (2 pagine) - Altan di Altan (2 pagine) - Bobo di Sergio Staino (8 pagine) - Ellekappa di Laura Pellegrini (4 pagine) - Il ritorno del grande fratello (prima parte) di Daniele Panebarco (14 pagine) - Girighiz di Enzo Lunari (5 pagine) - Madame Inquieta: Saga dell'amore 3 di Mojmir Jezek, Paola Zanuttini (2 pagine) - Calligaro di Renato Calligaro (2 pagine) - Il destino di Monique (decima parte) di Claire Bretécher (4 pagine) - Enzo Lunari di Enzo Lunari (1 pagina) - Due o tre cose che non si sanno di B. Starnazza di Massimo Giacon, Roberto Antoni (4 pagine) - Imposter 2 di Marie Hélène Bonasso (1 pagina) - Peanuts di Charles M. Schulz (9 pagine) - Bruno D'Alfonso e Fausto Gianì: Italo Calvino - Palomar di Bruno D'Alfonso (4 pagine) - Bloom County di Berke Breathed (5 pagine) - Quino di Quino (2 pagine) - Crock di Bill Rechin, Don Wilder (5 pagine) - Feiffer di Jules Feiffer (4 pagine) - Bristow di Frank Dickens (4 pagine) - B.C. di Johnny Hart (4 pagine) - Wizard of Id di Brant Parker, Johnny Hart (4 pagine) - Beetle Bailey di Mort Walker (5 pagine) - Goosemyer di Brant Parker, Don Wilder (4 pagine) |                    |                   |
| 228 | Marzo 1984         | Charles M. Schulz |
| - Altan di Altan (6 pagine) - Il ritorno del grande fratello (seconda parte) di Daniele Panebarco (13 pagine) - Bobo di Sergio Staino (7 pagine) - Ellekappa di Laura Pellegrini (3 pagine) - Bruno D'Alfonso di Bruno D'Alfonso (3 pagine) - Girighiz di Enzo Lunari (7 pagine) - Madame Inquieta: Saga dell'amore 4 di Mojmir Jezek, Paola Zanuttini (2 pagine) - Il destino di Monique (undicesima parte) di Claire Bretécher (2 pagine) - Imposter 3 di Marie Hélène Bonasso (1 pagina) - Doonesbury di Garry B. Trudeau (4 pagine) - Peanuts di Charles M. Schulz (8 pagine) - Bristow di Frank Dickens (2 pagine) - Bloom County di Berke Breathed (4 pagine) - B.C. di Johnny Hart (5 pagine) - Wizard of Id di Brant Parker, Johnny Hart (8 pagine) - Beetle Bailey di Mort Walker (3 pagine) |                    |                   |
| 229 | Aprile 1984        | Charles M. Schulz |
| - Dalmaviva di Mario Dalmaviva (5 pagine) - Il ritorno del grande fratello (terza parte) di Daniele Panebarco (16 pagine) - Ellekappa di Laura Pellegrini (1 pagina) - Girighiz di Enzo Lunari (6 pagine) - Altan di Altan (4 pagine) - Bobo di Sergio Staino (5 pagine) - Calligaro di Renato Calligaro (2 pagine) - Madame Inquieta: Saga dell'amore 5 di Mojmir Jezek, Paola Zanuttini (2 pagine) - Il destino di Monique (dodicesima parte) di Claire Bretécher (4 pagine) - Bruno D'Alfonso di Bruno D'Alfonso (5 pagine) - Imposter 4 di Marie Hélène Bonasso (1 pagina) - Peanuts di Charles M. Schulz (8 pagine) - Doonesbury di Garry B. Trudeau (2 pagine) - Bloom County di Berke Breathed (4 pagine) - Feiffer di Jules Feiffer (3 pagine) - Bristow di Frank Dickens (3 pagine) - Crock di Bill Rechin, Don Wilder (4 pagine) - B.C. di Johnny Hart (5 pagine) - Beetle Bailey di Mort Walker (4 pagine) - Goosemyer di Brant Parker, Don Wilder (5 pagine) |                    |                   |
| 230 | Maggio 1984        | Altan             |
| - Dalmaviva di Mario Dalmaviva (4 pagine) - Bobo di Sergio Staino (8 pagine) - Ellekappa di Laura Pellegrini (3 pagine) - Girighiz di Enzo Lunari (7 pagine) - Altan di Altan (3 pagine) - Bruno D'Alfonso di Bruno D'Alfonso (3 pagine) - Il destino di Monique (tredicesima parte) di Claire Bretécher (4 pagine) - Il ritorno del grande fratello (quarta parte) di Daniele Panebarco (16 pagine) - Peanuts di Charles M. Schulz (9 pagine) - Doonesbury di Garry B. Trudeau (4 pagine) - Bloom County - Feiffer di Jules Feiffer (4 pagine) - Wizard of Id di Brant Parker, Johnny Hart (6 pagine) - B.C. di Johnny Hart (4 pagine) - Beetle Bailey di Mort Walker (4 pagine) - Crock di Bill Rechin, Don Wilder (5 pagine) - Goosemyer di Brant Parker, Don Wilder (4 pagine) - Barnes di Ayax Barnes (2 pagine) |                    |                   |
| 231 | Giugno 1984        | Charles M. Schulz |
| - Dalmaviva di Mario Dalmaviva (2 pagine) - Bobo di Sergio Staino (5 pagine) - Altan di Altan (5 pagine) - Girighiz di Enzo Lunari (8 pagine) - Ellekappa di Laura Pellegrini (2 pagine) - Bruno D'Alfonso di Bruno D'Alfonso (1 pagina) - Il ritorno del grande fratello (quinta parte) di Daniele Panebarco (10 pagine) - Morfologia della giornata elettorale di Daniele Panebarco (3 pagine) - Il destino di Monique (epilogo) di Claire Bretécher (4 pagine) - Mordillo di Guillermo Mordillo (1 pagina) - Imposter 5 di Marie Hélène Bonasso (1 pagina) - Peanuts di Charles M. Schulz (9 pagine) - Bloom County di Berke Breathed (7 pagine) - Feiffer di Jules Feiffer (4 pagine) - B.C. di Johnny Hart (5 pagine) - Wizard of Iz di Brant Parker, Johnny Hart (6 pagine) - Bristow di Frank Dickens (4 pagine) - Beetle Bailey di Mort Walker (6 pagine) - Crock di Bill Rechin, Don Wilder (5 pagine) - Goosemyer di Brant Parker, Don Wilder (6 pagine) |                    |                   |
| 232 | Luglio 1984        | Charles M. Schulz |
| - Bobo di Sergio Staino (6 pagine) - Dalmaviva di Mario Dalmaviva (5 pagine) - Altan di Altan (3 pagine) - Ellekappa di Laura Pellegrini (6 pagine) - Girighiz di Enzo Lunari (7 pagine) - Calligaro di Renato Calligaro (2 pagine) - Il ritorno del grande fratello (sesta ed ultima parte) di Daniele Panebarco (13 pagine) - Madame Inquieta: Tornado nero di Mojmir Jezek, Paola Zanuttini (2 pagine) - Imposter 6 di Marie Hélène Bonasso (1 pagina) - Molinis di Luigi Molinis (2 pagine) - Doonesbury di Garry B. Trudeau (3 pagine) - Feiffer di Jules Feiffer (2 pagine) - Peanuts di Charles M. Schulz (8 pagine) - Bloom County di Berke Breathed (6 pagine) - Crock di Bill Rechin, Don Wilder (4 pagine) - Bruno D'Alfonso di Bruno D'Alfonso (1 pagina) - Wizard of Id di Brant Parker, Johnny Hart (4 pagine) - B.C. di Johnny Hart (4 pagine) - Beetle Bailey di Mort Walker (4 pagine) - Goosemyer di Brant Parker, Don Wilder (4 pagine) |                    |                   |
| 233 | Agosto 1984        | Charles M. Schulz |
| - Dalmaviva di Mario Dalmaviva (3 pagine) - Bobo di Sergio Staino (15 pagine) - Altan di Altan (5 pagine) - Il mistero di Uterlandia di Daniele Panebarco (8 pagine) - E' solo un'amica papi di Bruno D'Alfonso, Francesco Cascioli (10 pagine) - Bruno D'Alfonso di Bruno D'Alfonso (5 pagine) - Imposter 7 di Marie Hélène Bonasso (1 pagina) - Molinis di Luigi Molinis (1 pagina) - Madame Inquieta: Oh qultura! di Mojmir Jezek, Paola Zanuttini (2 pagine) - Peanuts di Charles M. Schulz (8 pagine) - Doonesbury di Garry B. Trudeau (3 pagine) - Feiffer di Jules Feiffer (3 pagine) - Wolinsky di Georges Wolinski (2 pagine) - Bloom County di Berke Breathed (5 pagine) - Crock di Bill Rechin, Don Wilder (6 pagine) - B.C. di Johnny Hart (4 pagine) - Wizard of Id di Brant Parker, Johnny Hart (4 pagine) |                    |                   |
| 234 | Settembre 1984     | Charles M. Schulz |
| - Altan di Altan (2 pagine) - Bobo di Sergio Staino (7 pagine) - Perini di Roberto Perini (1 pagina) - Girighiz di Enzo Lunari (11 pagine) - Bruno D'Alfonso di Bruno D'Alfonso (3 pagine) - Copi: Kang di Copi (5 pagine) - Mon Papa (1961 - 1972) di Jean-Marc Reiser (2 pagine) - Alice di Georges Wolinski (1 pagina) - Peanuts di Charles M. Schulz (6 pagine) - Bloom County di Berke Breathed (5 pagine) - Feiffer di Jules Feiffer (4 pagine) - Doonesbury di Garry B. Trudeau (3 pagine) - Bristow di Frank Dickens (5 pagine) - Beetle Bailey di Mort Walker (6 pagine) - Goosemeyer di Brant Parker, Don Wilder (8 pagine) - B.C. di Johnny Hart (9 pagine) - Wizard of Iz di Brant Parker, Johnny Hart (9 pagine) - Crock di Bill Rechin, Don Wilder (6 pagine) - Imposter 8 di Marie Hélène Bonasso (1 pagina) |                    |                   |
| 235 | Ottobre 1984       | Charles M. Schulz |
| - Dalmaviva di Mario Dalmaviva (2 pagine) - Bobo di Sergio Staino (8 pagine) - Ellekappa di Laura Pellegrini (1 pagina) - Girighiz di Enzo Lunari (5 pagine) - Altan di Altan (4 pagine) - Calligaro di Renato Calligaro (1 pagina) - Ciacci "Il ripetente" di Bruno D'Alfonso, Francesco Cascioli (10 pagine) - Bruno D'Alfonso di Bruno D'Alfonso (4 pagine) - Mon Papa (1961 - 1972) di Jean-Marc Reiser (3 pagine) - Wolinski di Georges Wolinski (2 pagine) - Copi: Kang di Copi (3 pagine) - Un vetro contro tutti di Philippe Petit-Roulet (3 pagine) - Imposter 9 di Marie Hélène Bonasso (1 pagina) - Peanuts di Charles M. Schulz (7 pagine) - Bloom County di Berke Breathed (4 pagine) - Feiffer di Jules Feiffer (3 pagine) - Beetle Bailey di Mort Walker (5 pagine) - Crock di Bill Rechin, Don Wilder (4 pagine) - Wizard of Id di Brant Parker, Johnny Hart (6 pagine) - Goosemyer di Brant Parker, Don Wilder (4 pagine) - Bristow di Frank Dickens (4 pagine) |                    |                   |
| 236 | Novembre 1984      | Charles M. Schulz |
| - Dalmaviva di Mario Dalmaviva (3 pagine) - Vincino di Vincenzo Gallo (2 pagine) - Bobo di Sergio Staino (9 pagine) - Ellekappa di Laura Pellegrini (3 pagine) - Altan di Altan (3 pagine) - Ciacci: Un giorno da leoni di Bruno D'Alfonso, Francesco Cascioli (10 pagine) - Girighiz di Enzo Lunari (7 pagine) - Madame Inquieta: Via col vento di Mojmir Jezek, Paola Zanuttini (2 pagine) - Bruno D'Alfonso di Bruno D'Alfonso (4 pagine) - Wolinski di Georges Wolinski (2 pagine) - Copi: Kang di Copi (3 pagine) - Vita all'aria aperta: L'elefante di Jean-Marc Reiser (5 pagine) - Don Giovanni di Philippe Petit-Roulet (6 pagine) - Imposter 10 di Marie Hélène Bonasso (1 pagina) - Peanuts di Charles M. Schulz (7 pagine) - Doonesbury di Garry B. Trudeau (2 pagine) - Feiffer di Jules Feiffer (2 pagine) - Bloom County di Berke Breathed (5 pagine) - B.C. di Johnny Hart (5 pagine) - Crock di Bill Rechin, Don Wilder (4 pagine) |                    |                   |
| 237 | Dicembre 1984      | Charles M. Schulz |
| - Dalmaviva di Mario Dalmaviva (2 pagine) - Bobo (prima parte) di Sergio Staino (11 pagine) - Altan di Altan (2 pagine) - Ciacci: Un Natale fuori dal comune di Bruno D'Alfonso, Francesco Cascioli (8 pagine) - Girighiz di Enzo Lunari (7 pagine) - Ellekappa di Laura Pellegrini (3 pagine) - Bruno D'Alfonso di Bruno D'Alfonso (3 pagine) - I Prenucleari di Kevin Ahern (3 pagine) - Imposter 11 di Marie Hélène Bonasso (1 pagina) - Peanuts di Charles M. Schulz (7 pagine) - Doonesbury di Garry B. Trudeau (3 pagine) - Bloom County di Berke Breathed (4 pagine) - Crock di Bill Rechin, Don Wilder (4 pagine) - B.C. di Johnny Hart (5 pagine) - Wizard of Id di Brant Parker, Johnny Hart (5 pagine) - Goosemyer di Brant Parker, Don Wilder (4 pagine) |                    |                   |